# Biserica de lemn din Stâna

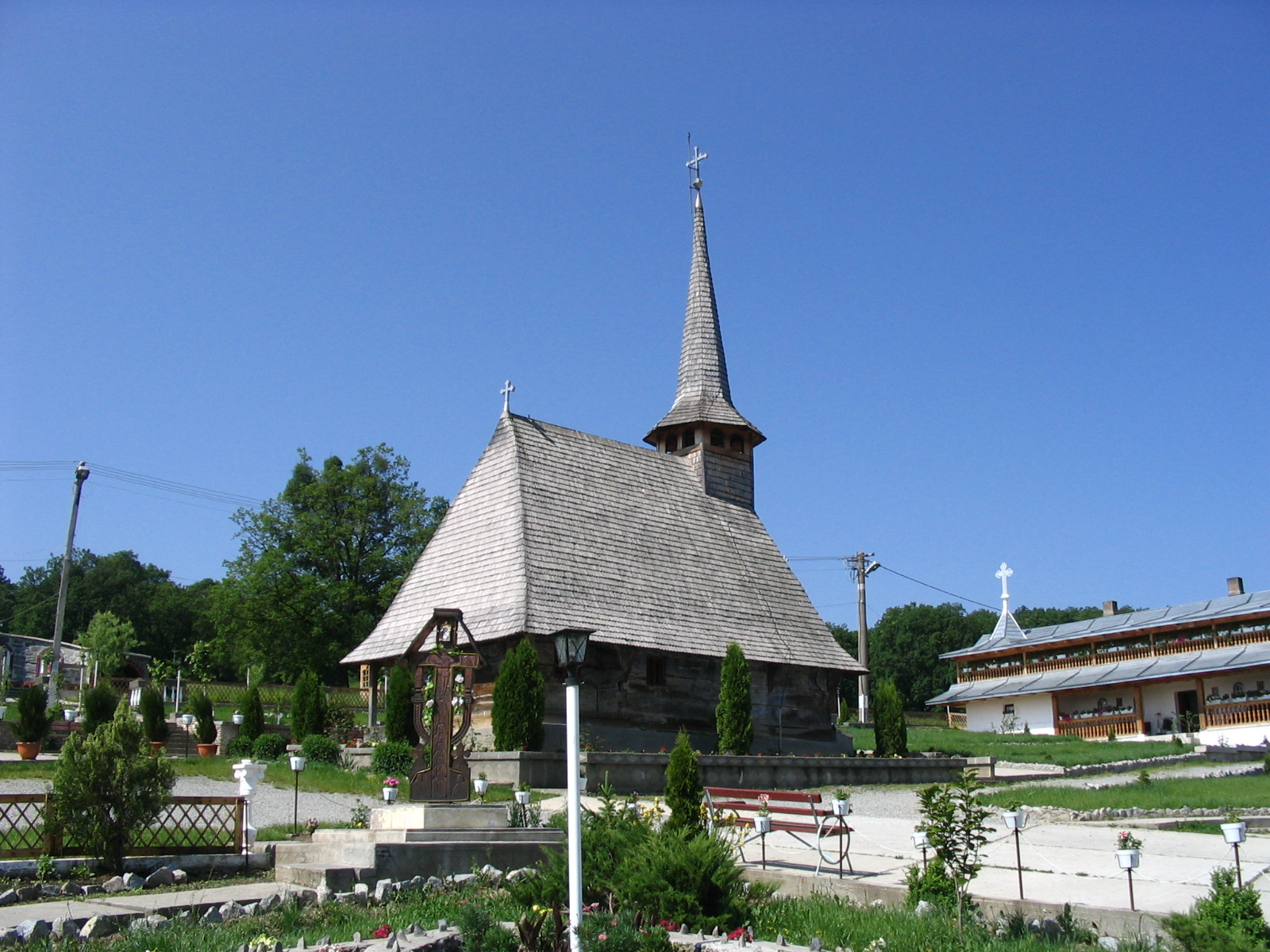
Biserica de lemn din Stâna, acum biserica mănăstirii din Bic, Sălaj

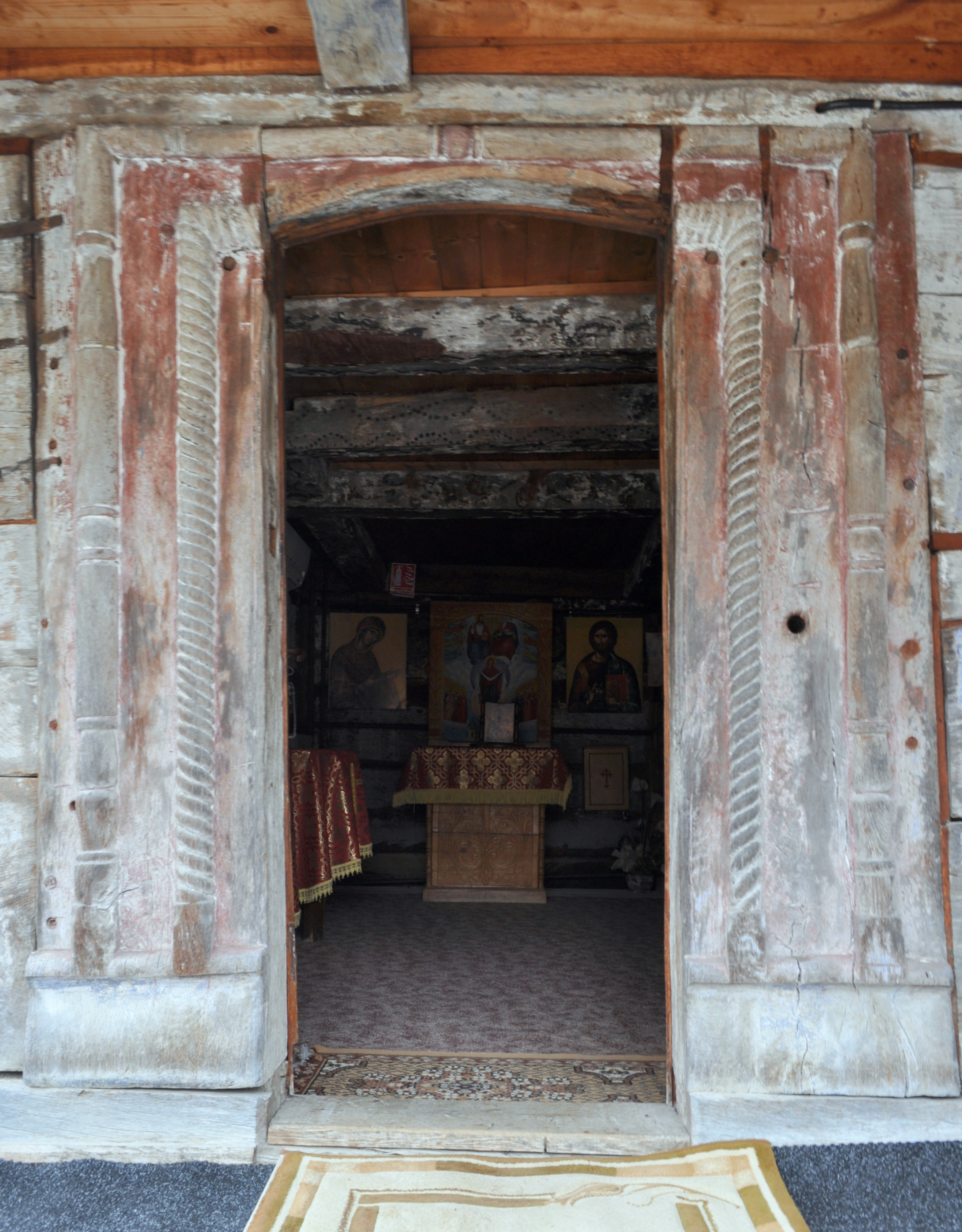
Portalul exterior

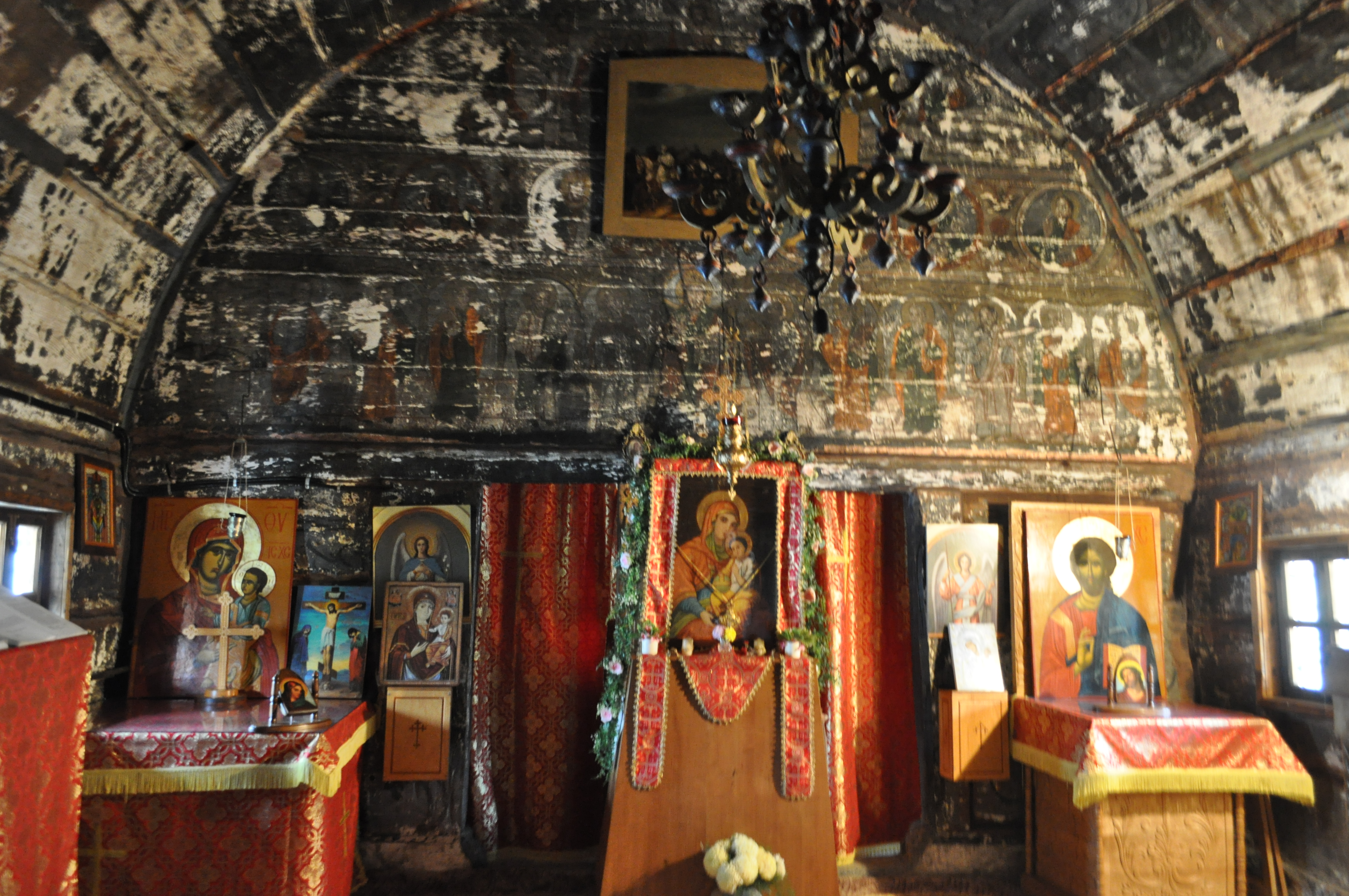
Interiorul navei

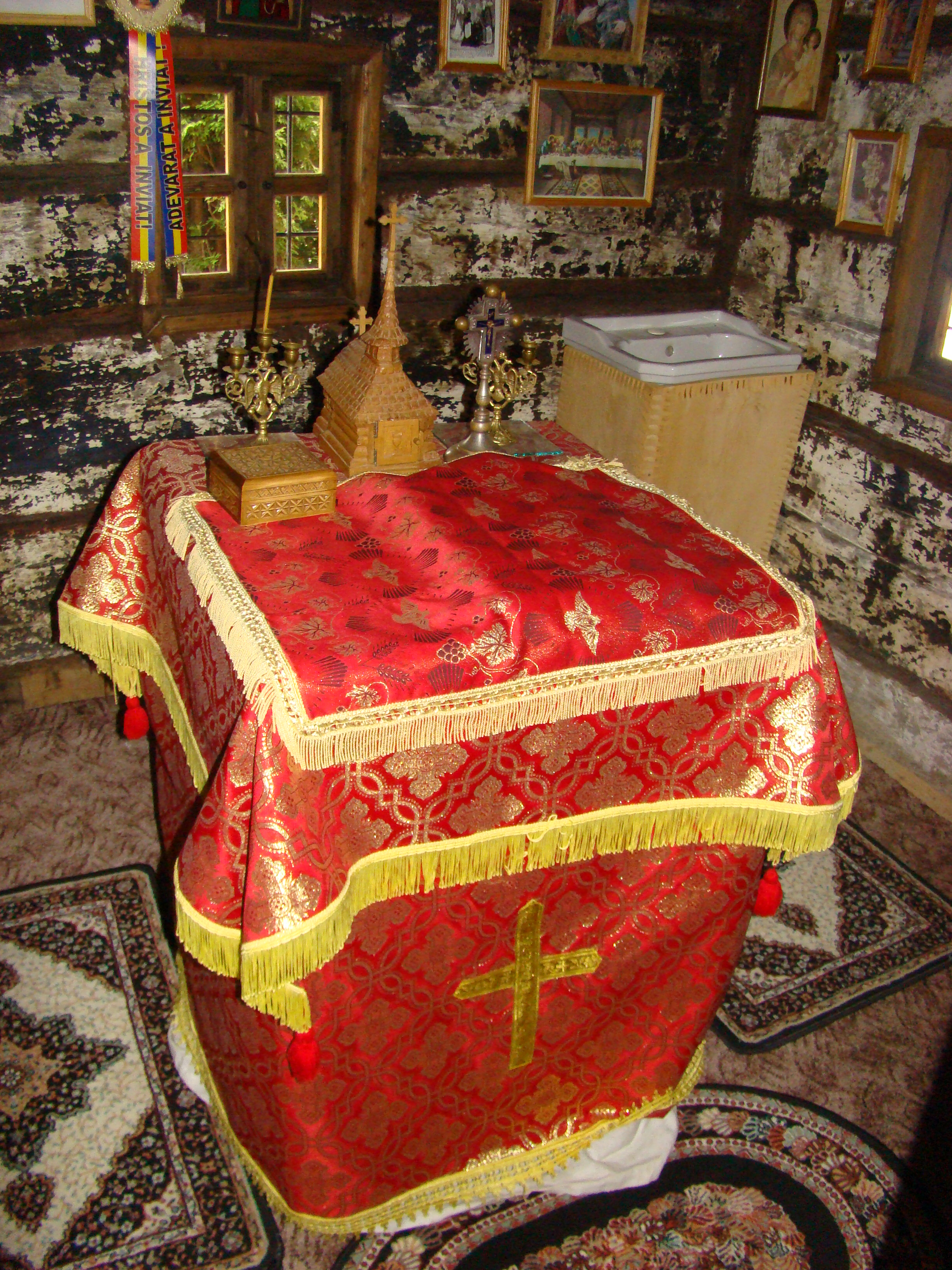
În altar

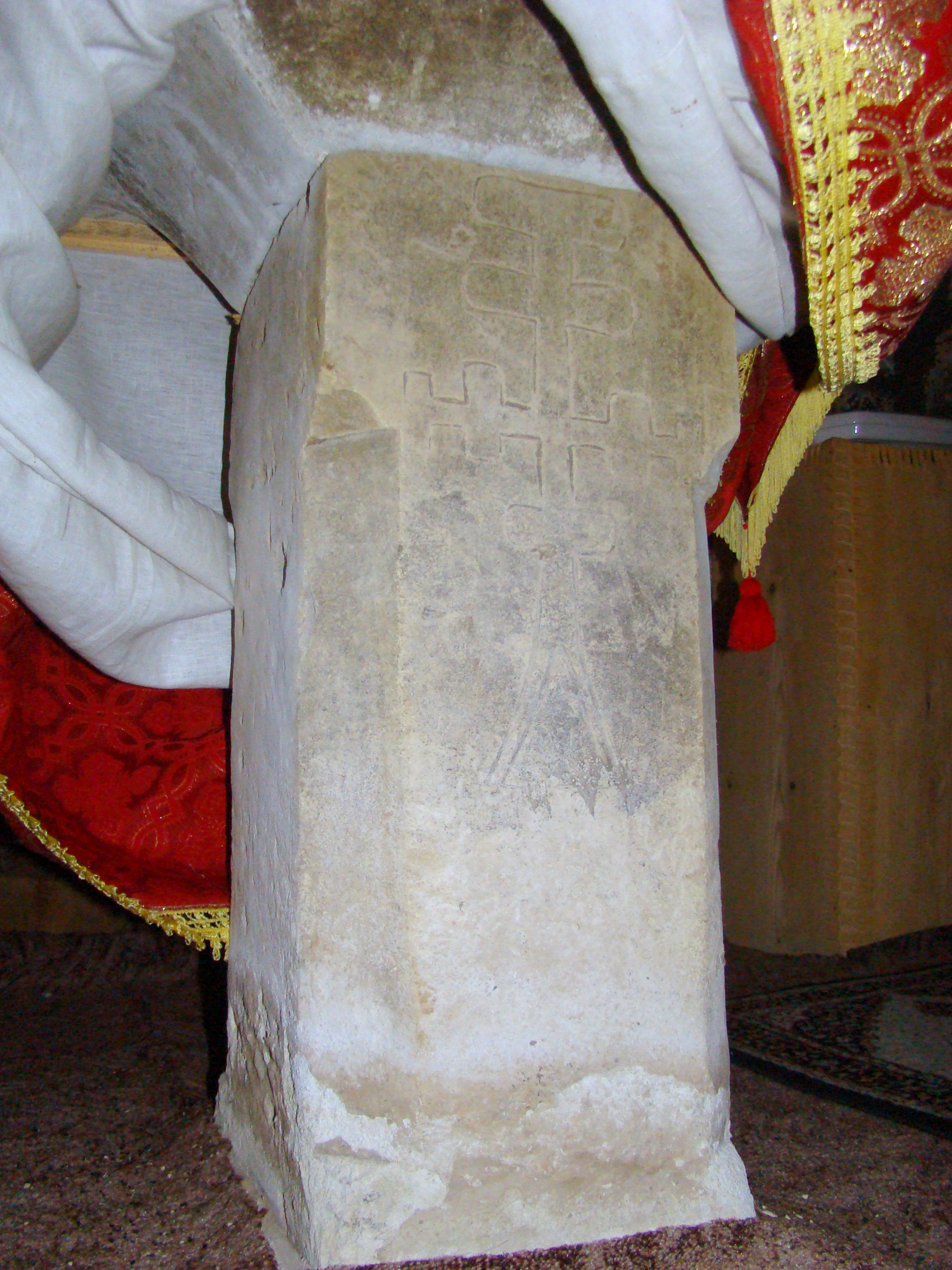
Piciorul mesei altarului

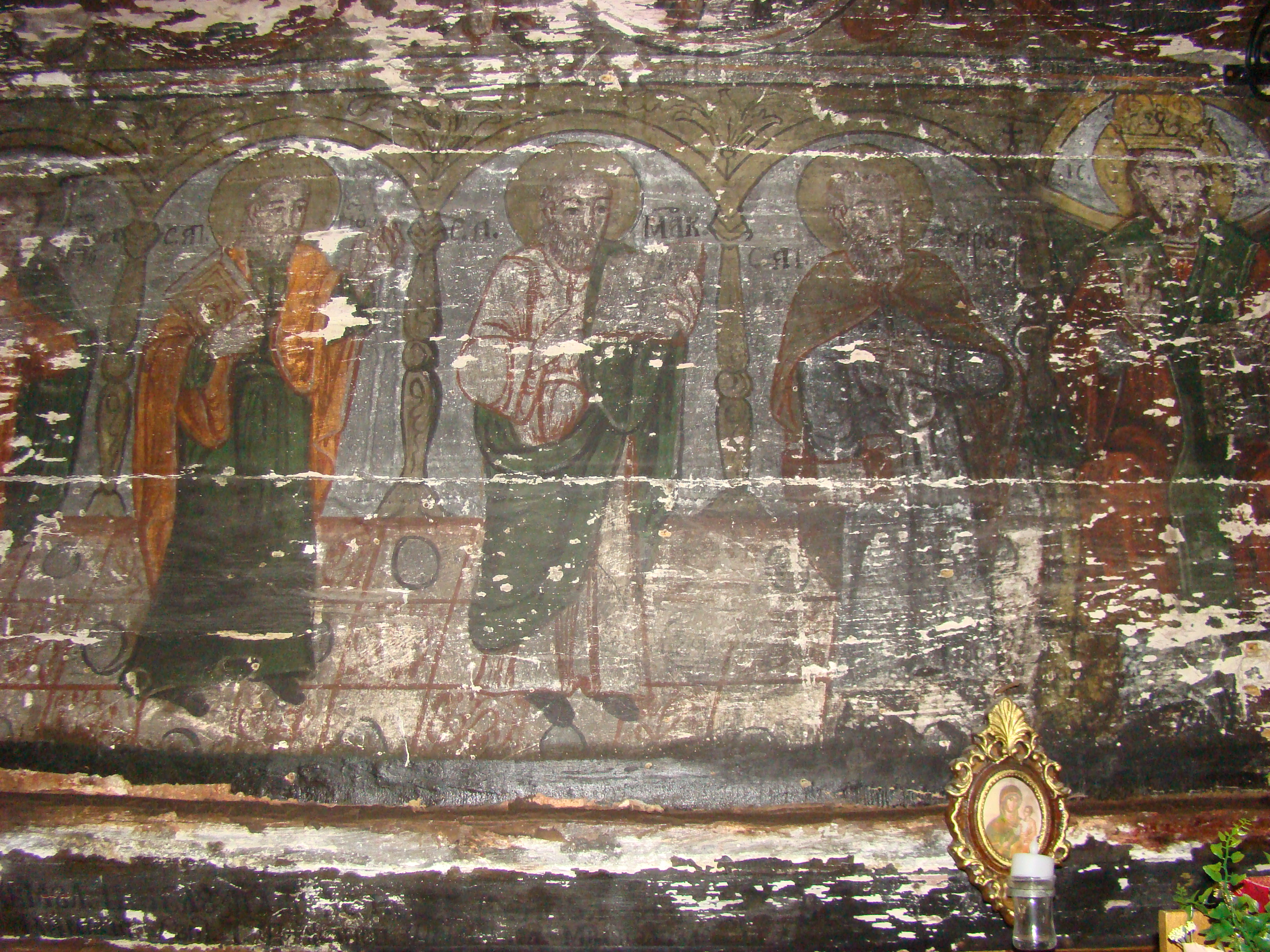
Pictura tâmplei: Iisus arhiereu înconjurat de apostoli

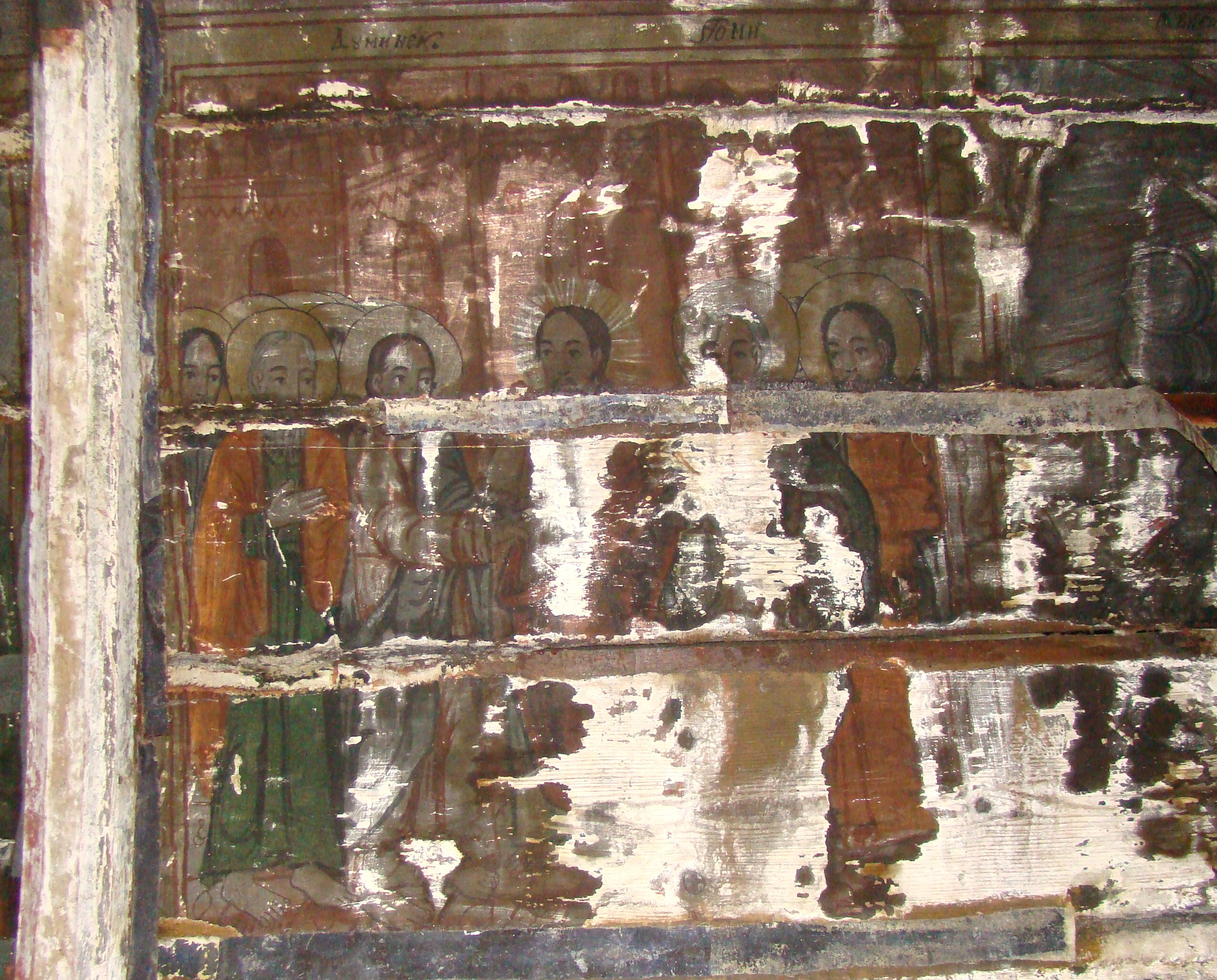
Fragment din pictura naosului, ciclul hristologic, realizată de Ioan Pop din Românași

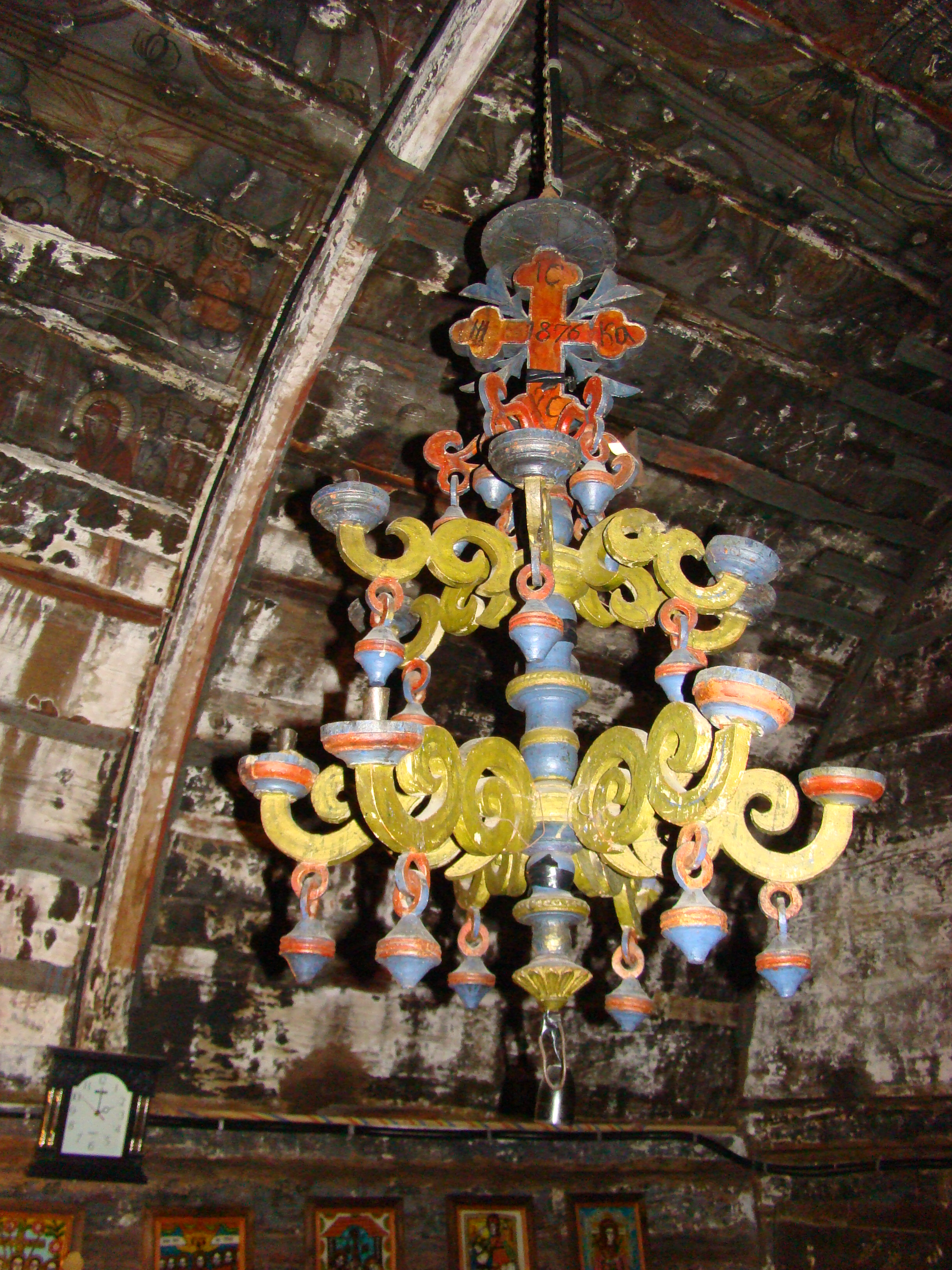
Candelabru vechi de lemn și o parte din arc-dublou

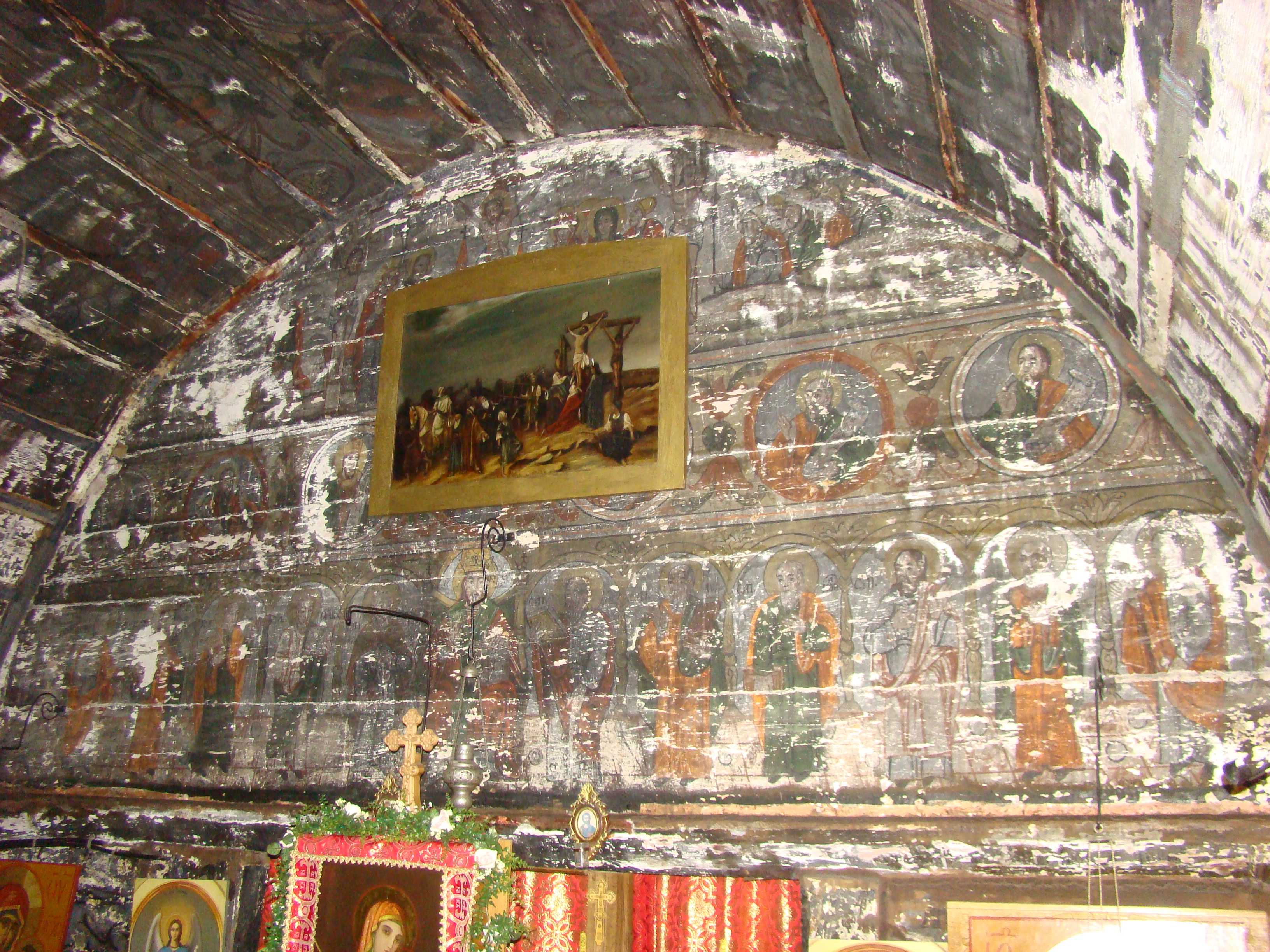
Tâmpla bisericii

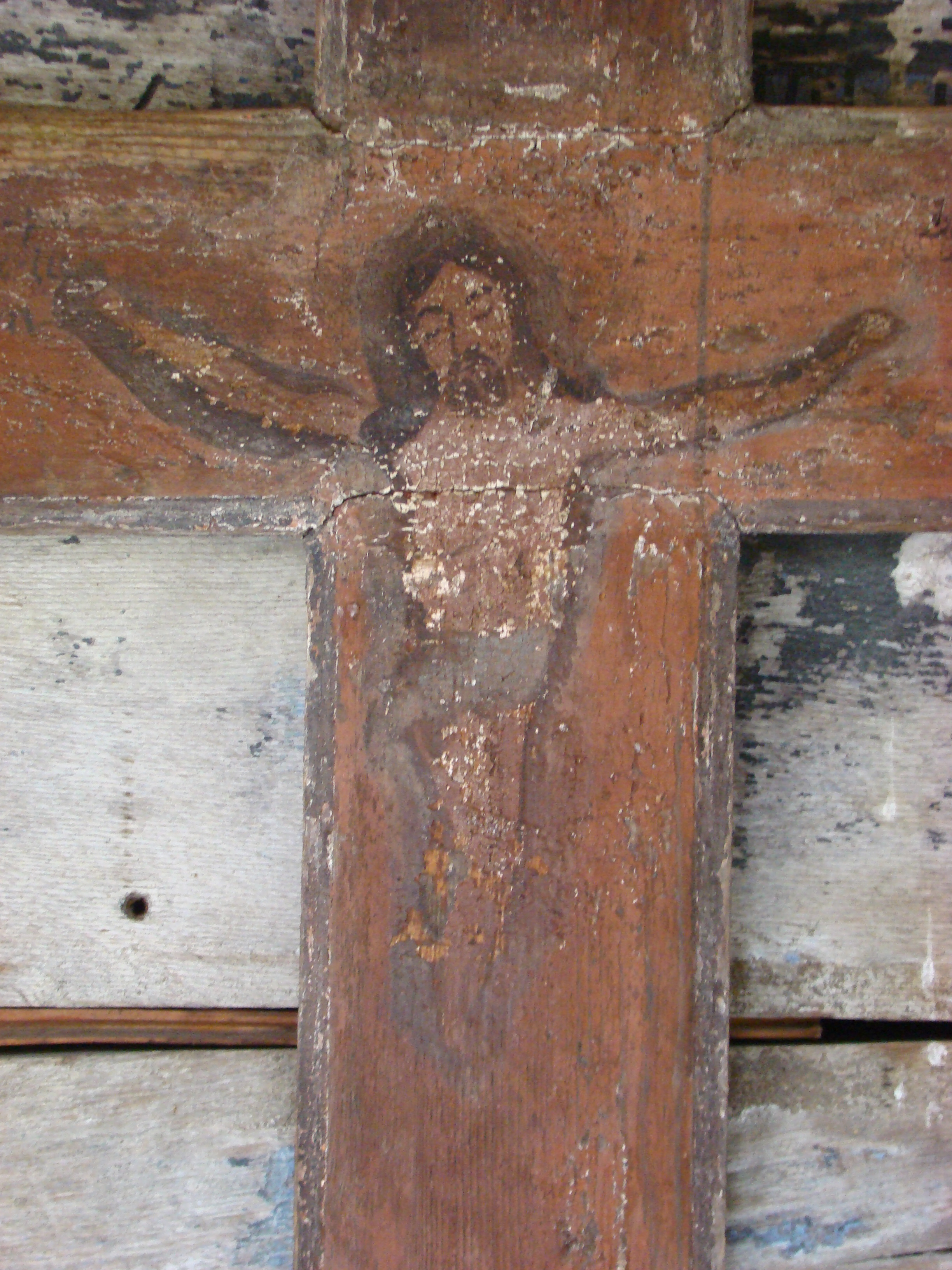
Răstignire (peretele sudic)

Biserica de lemn din Stâna se află în Mănăstirea Bic din județul Sălaj unde a fost adusă în anul 1997 în ziua de 8 aprilie, din satul Stâna, Sălaj. Ea este datată din 1778 și pictată în 1795 de cunoscutul pictor itinerant Ioan Pop din Unguraș. Biserica se află pe noua listă a monumentelor istorice sub codul LMI: SJ-II-m-B-05020.

## Istoric
În satul Stâna a existat până în 1997 o frumoasă biserică din lemn, construită în 1778. Biserica avea hramul "Adormirea Precestii", și a fost zugrăvită în 1795  de celebrul pictor de biserici Ioan Pop din Unguraș. Biserica ținea de legea grecească neunită (greco-ortodoxă).
Pe locul vechii biserici a fost ridicată una nouă.
În inventarul bisericii s-au identificat două vechi cărți românești (Antologhion 1766 și Penticostarion 1808), mărturii ale existenței populației creștine greco-ortodoxe de aici. 
În anul 1997 biserica de lemn a fost mutată în incinta Mănăstirii Bic, la o distanță de 3 km Șimleu Silvaniei. Este amplasată în mijlocul unei grădini cu flori și este în grija măicuțelor de la mănăstire. Mănăstirea a luat ființă în anul 1994, la inițiativa stavroforei Marina Lupou, în prezent stareța mănăstirii. Este cel mai mare așezământ monahal de maici din Episcopia Sălajului, primind hramul „Sfânta Treime” de la episcopul Ioan Mihălțan, Episcopul Oradiei de la acea vreme.
Are un plan dreptunghiular cu altar, naos și pronaos. Acoperișul este din șindrilă, iar clopotnița este scundă cu foișor cu arcade și o fleșă ascuțită. Pe o parte, de-a lungul peretelui se desfășoară prispa cu arcade prinse în cuie de lemn. Ancadramentul ușii de intrare este decorat cu motivul frânghiei și alte motive sculptate. Interiorul bisericii a fost pictat în anul 1795 de cunoscutul pictor Ioan Pop din Unguraș (în prezent Românași), ajutat fiind de Precup Pop, lucru nemaiîntâlnit la alte biserici pictate de renumitul zugrav de biserici. Din păcate pictura mai dăinuie numai în naos, dar și acolo este foarte deteriorată. Pe clopotul cel vechi apare anul 1799.

## Imagini din exterior

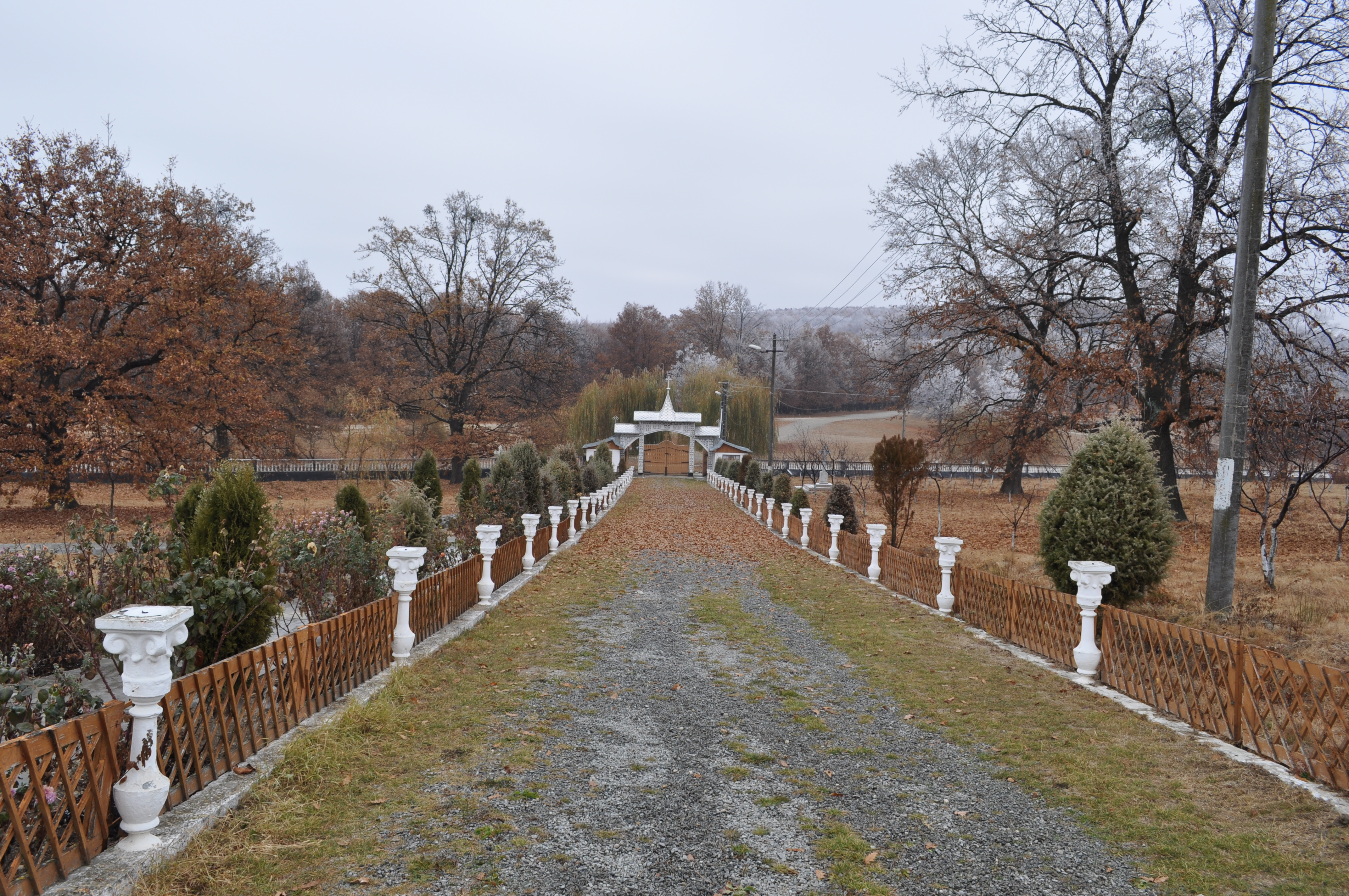
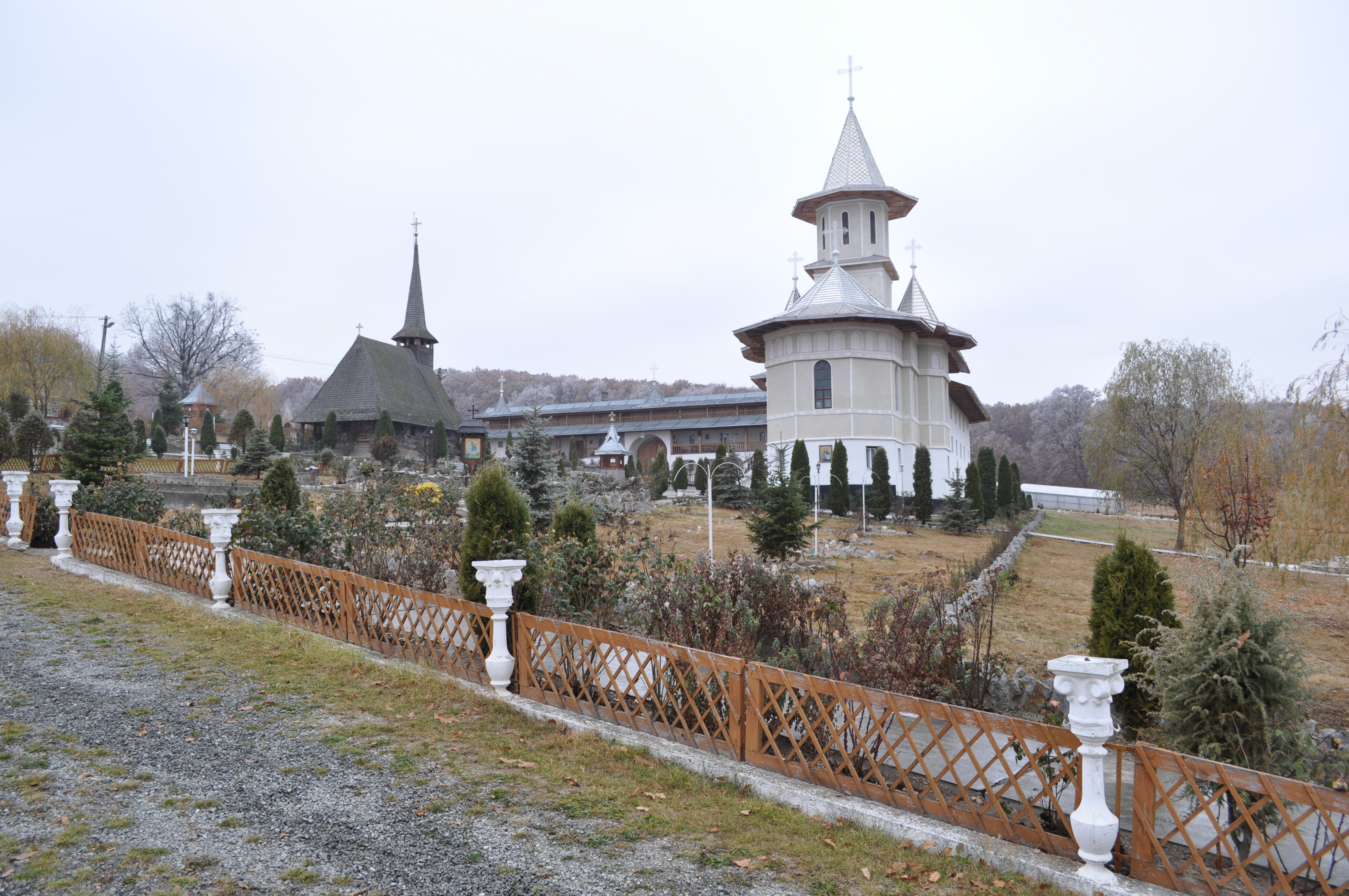
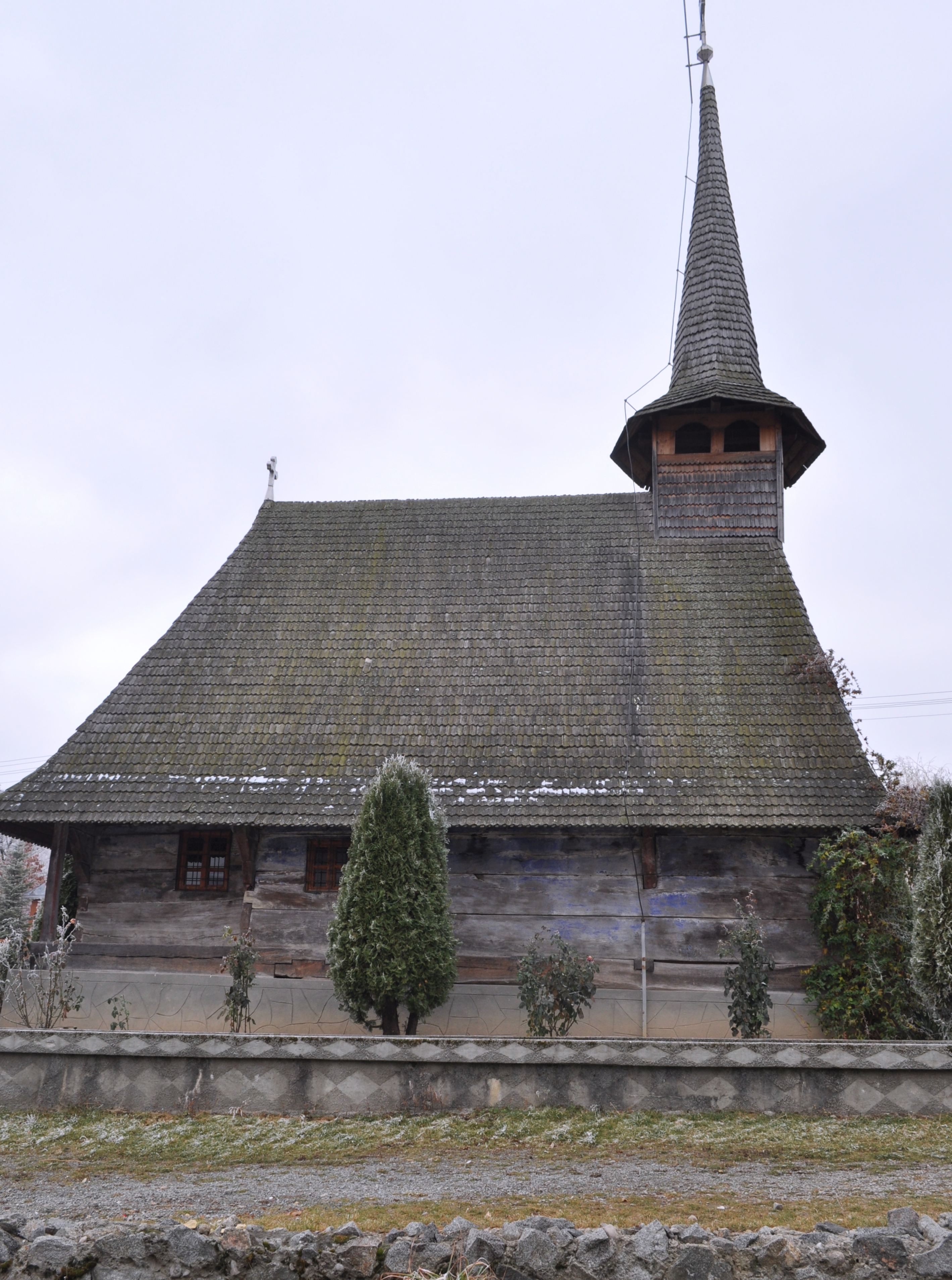
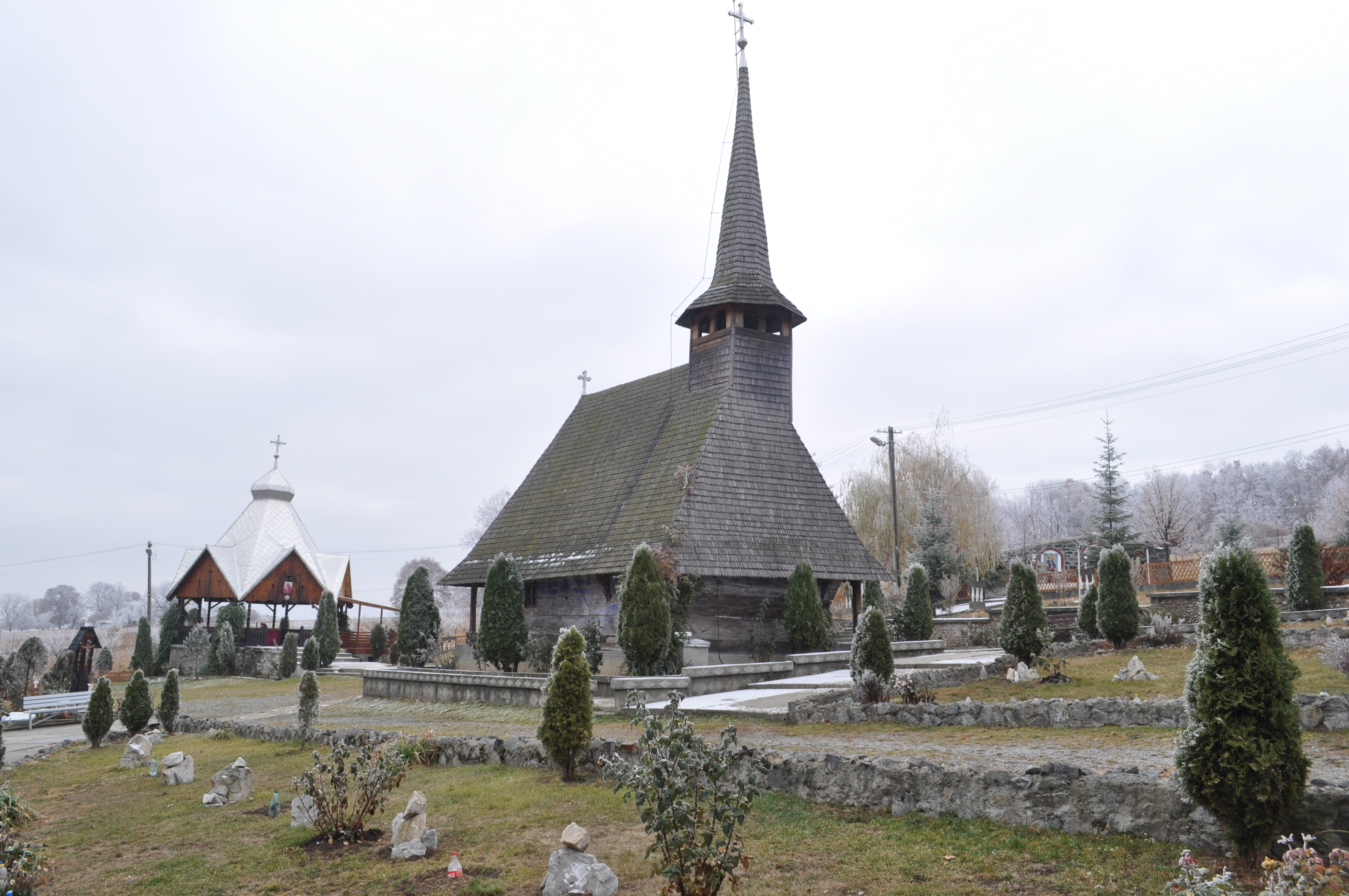
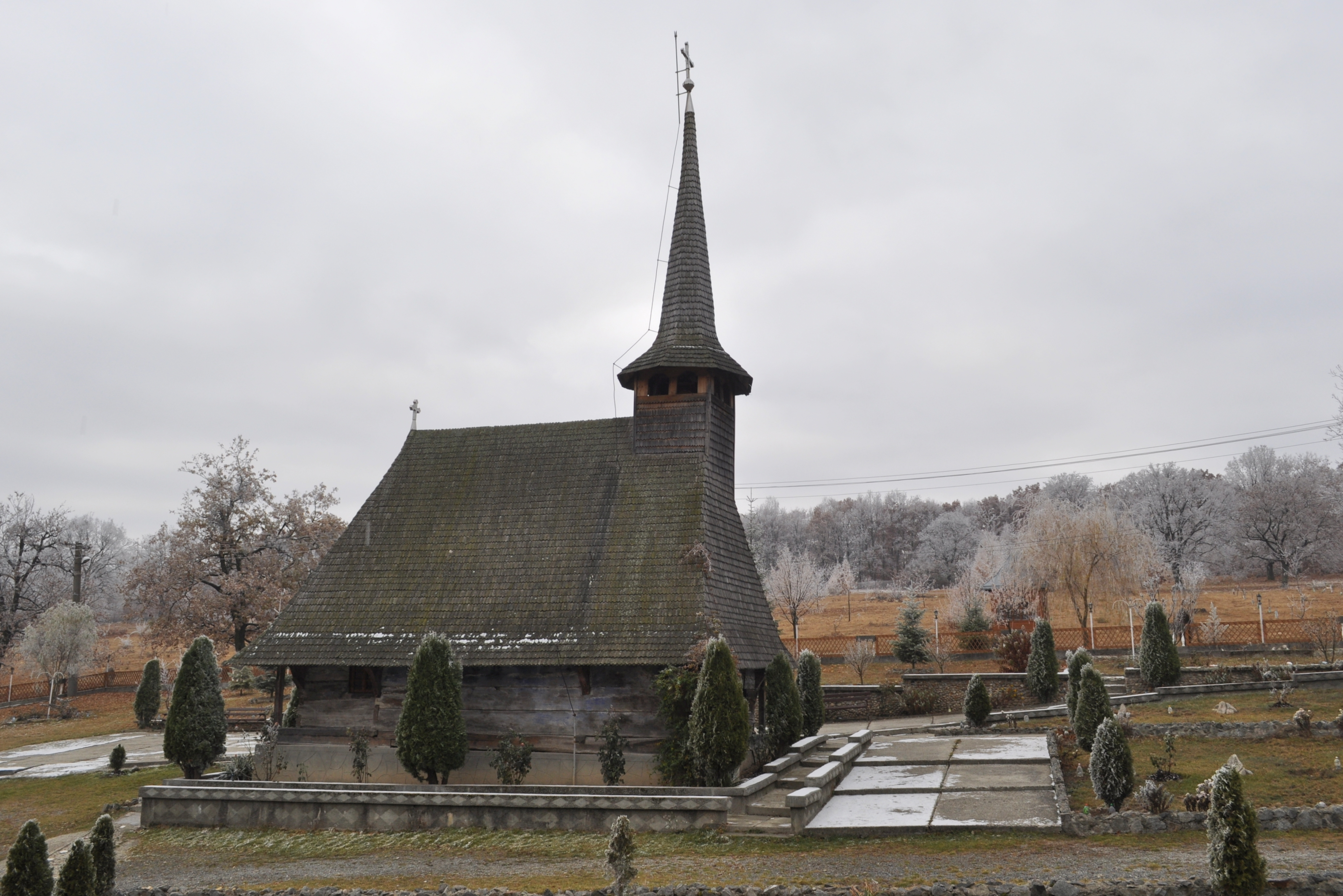
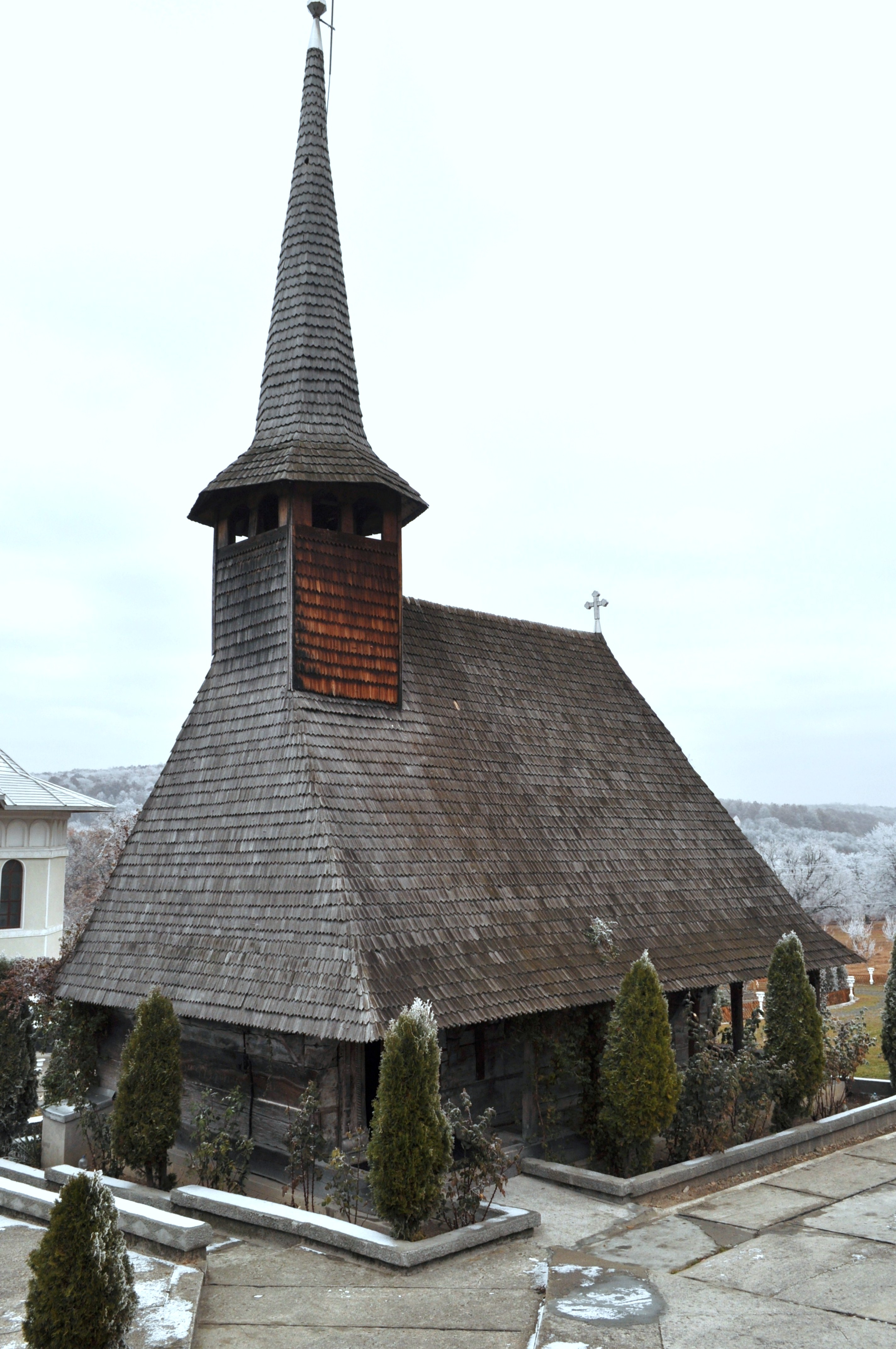
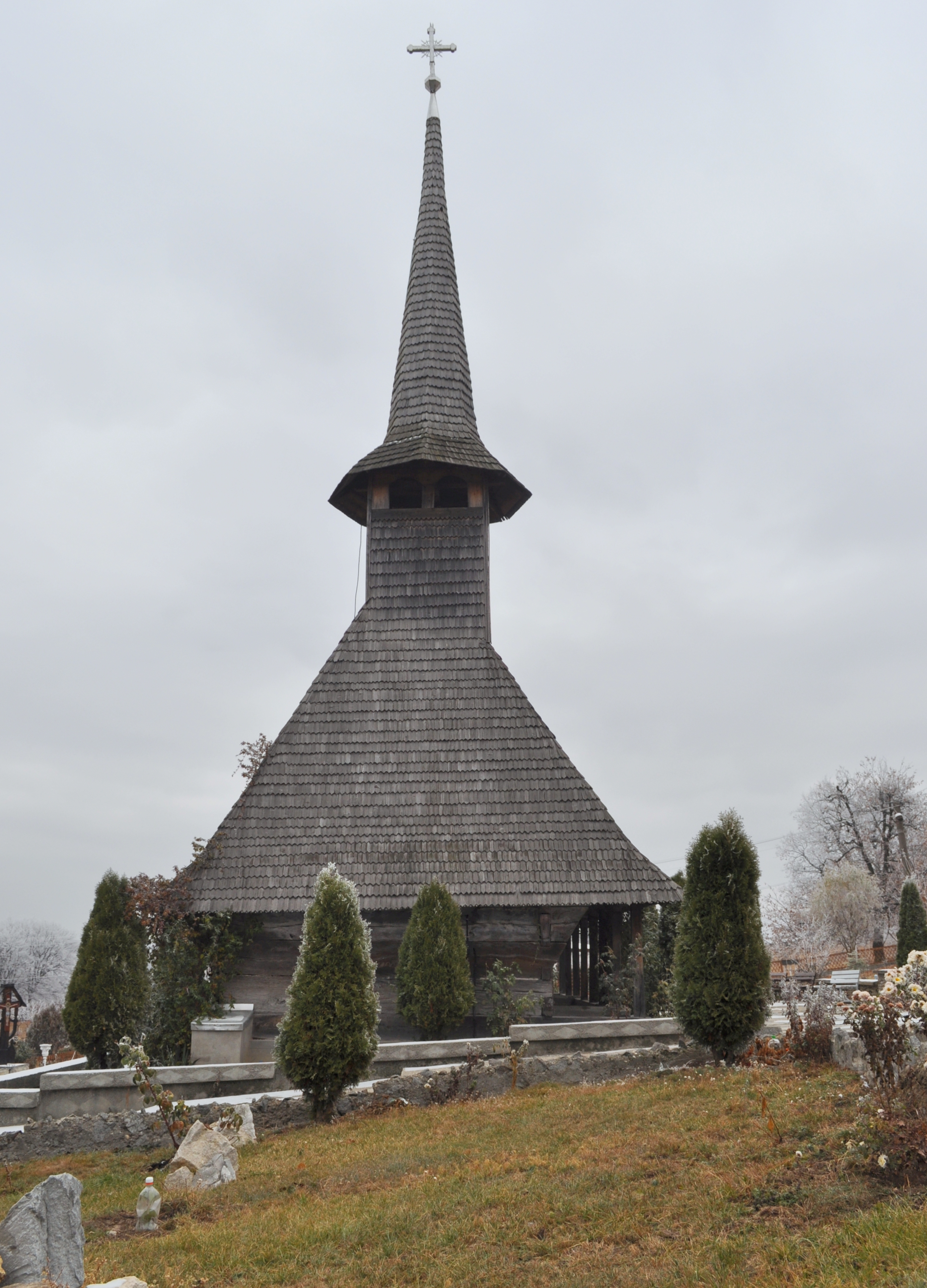
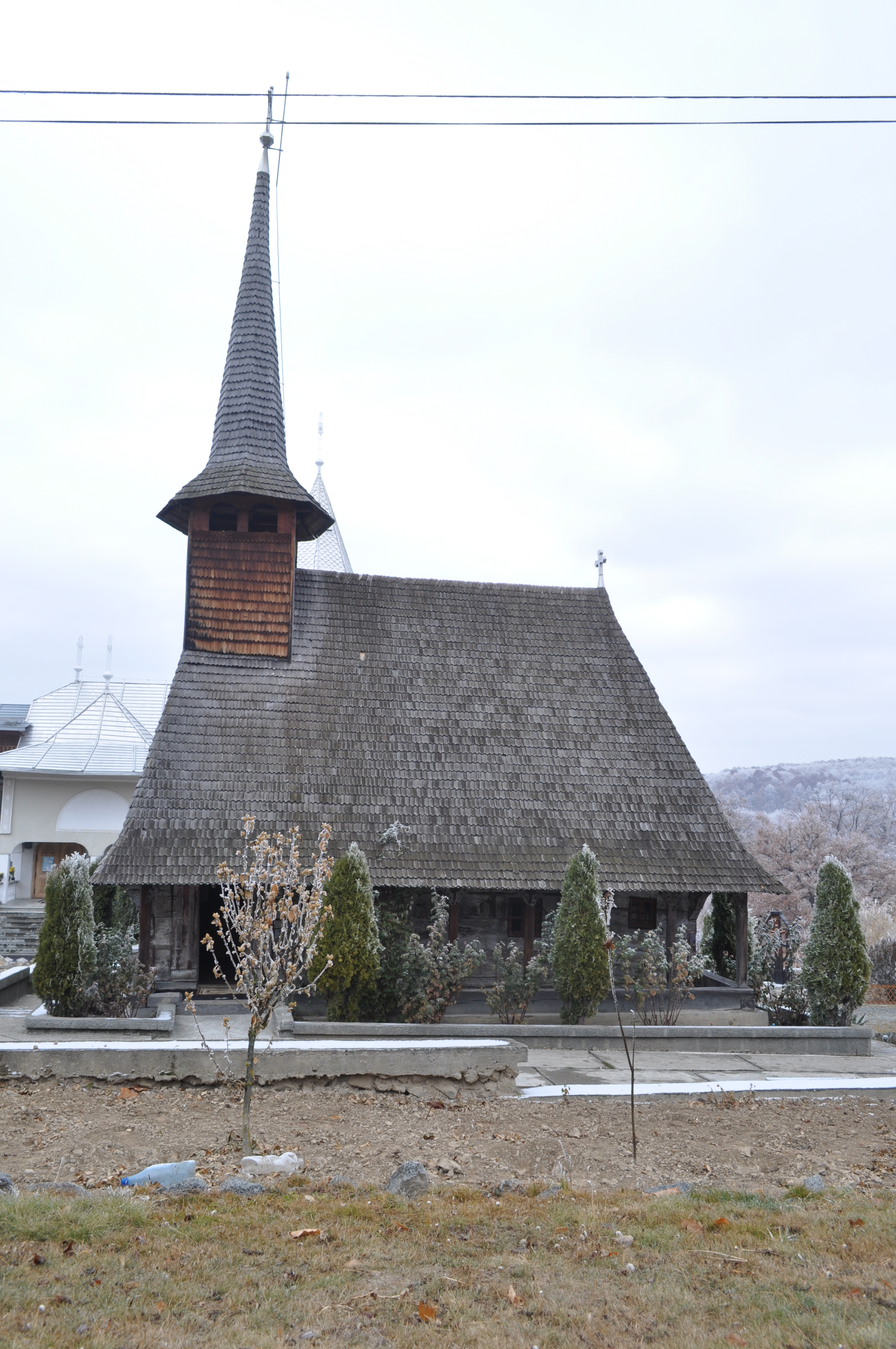
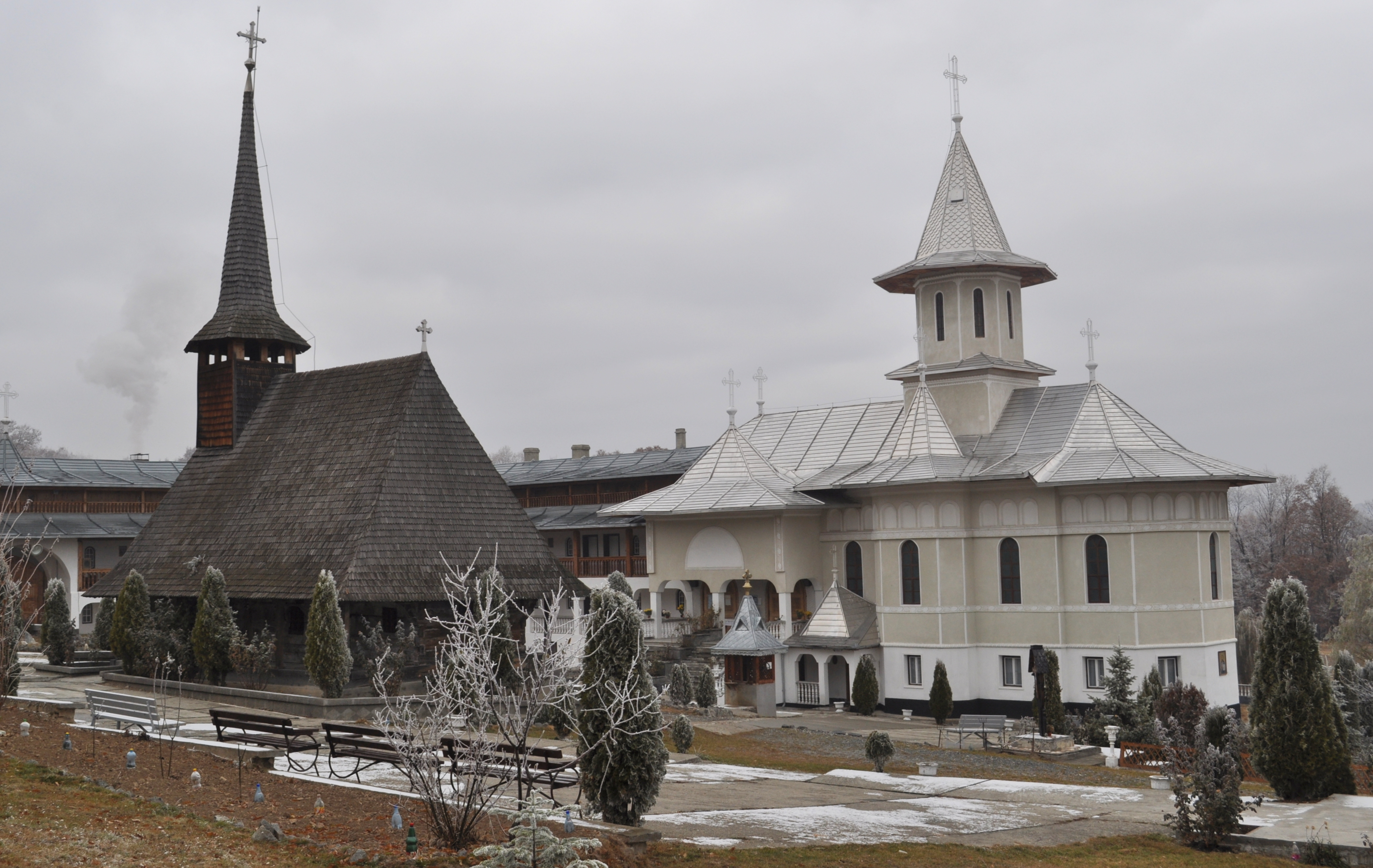
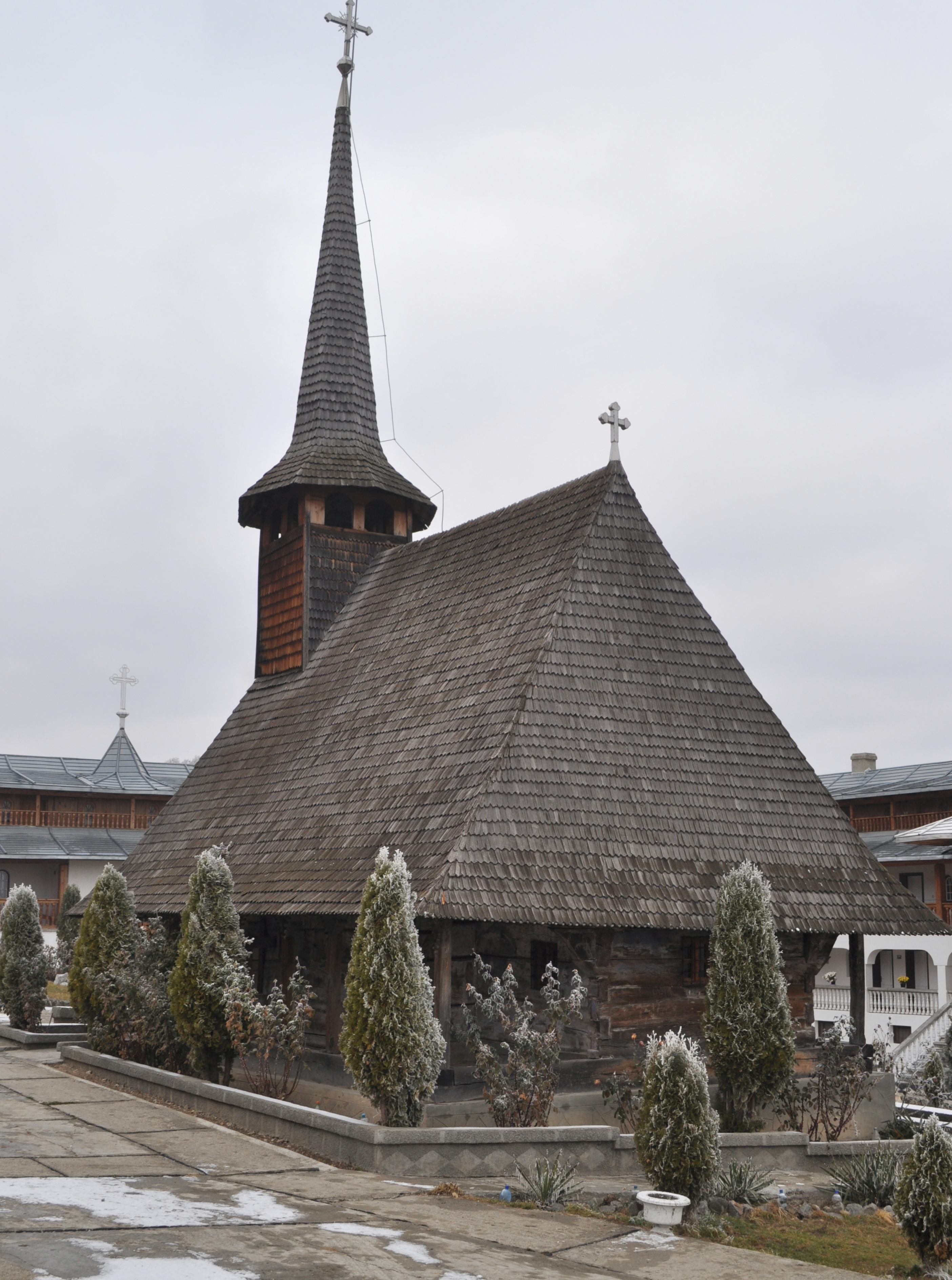
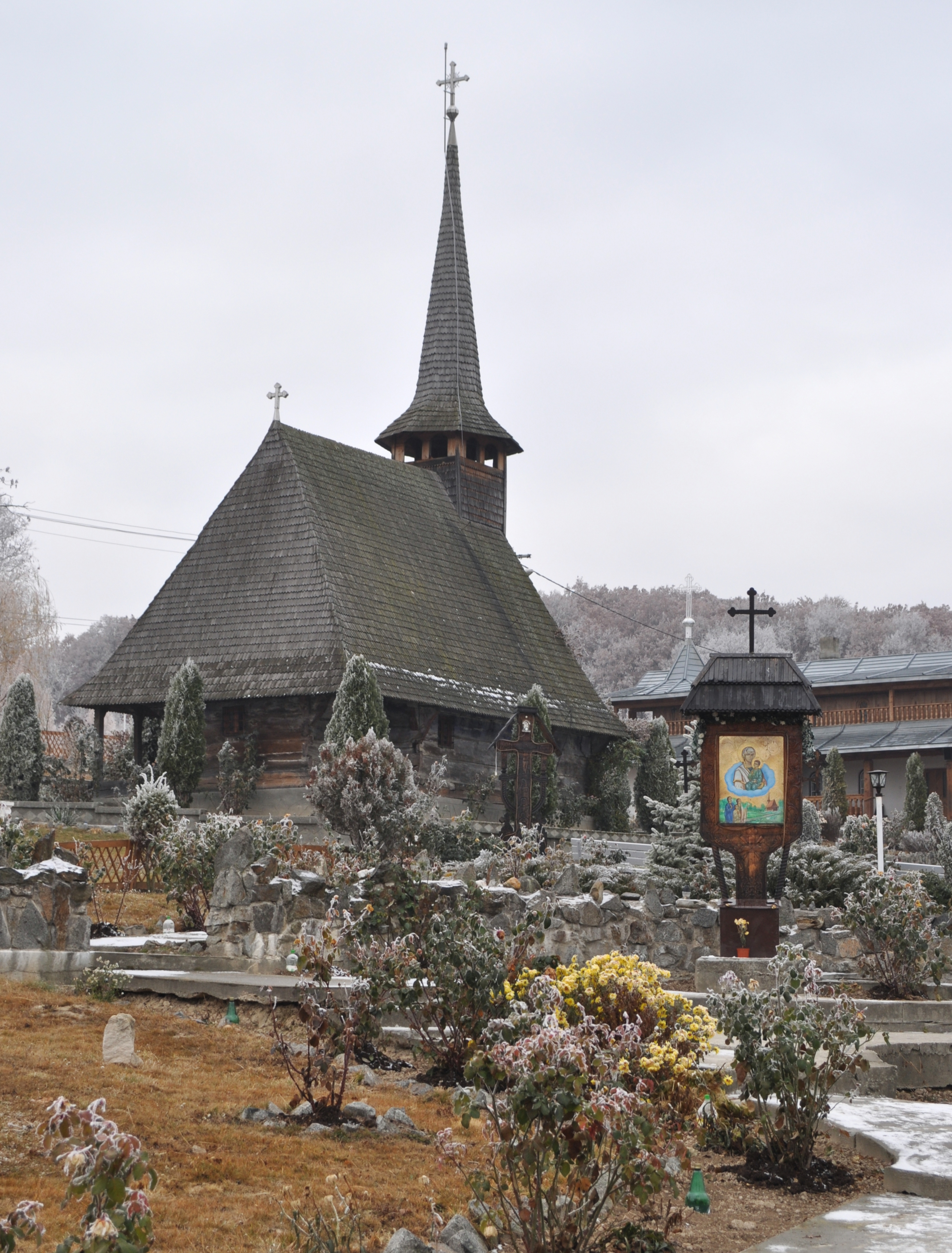
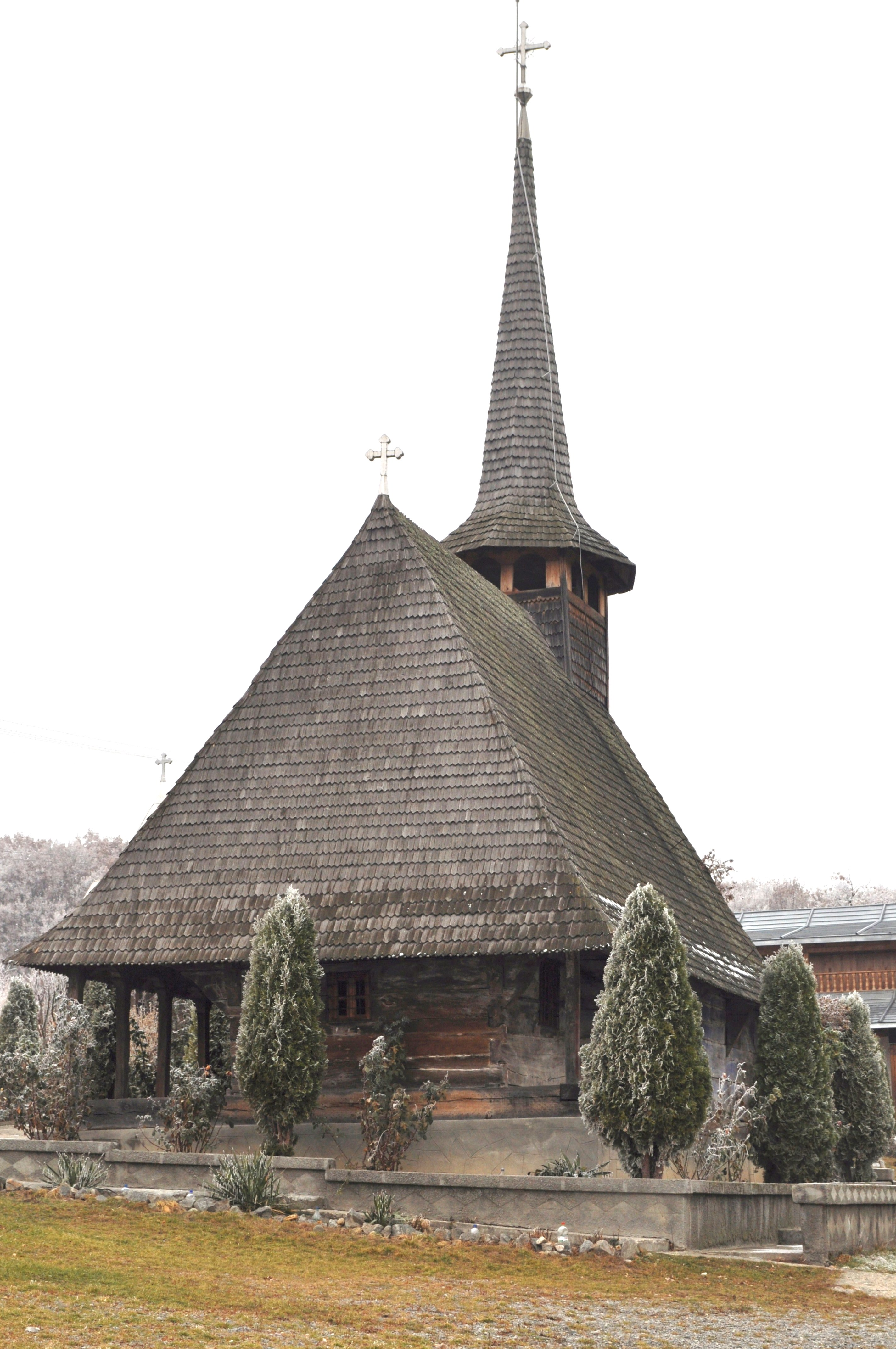
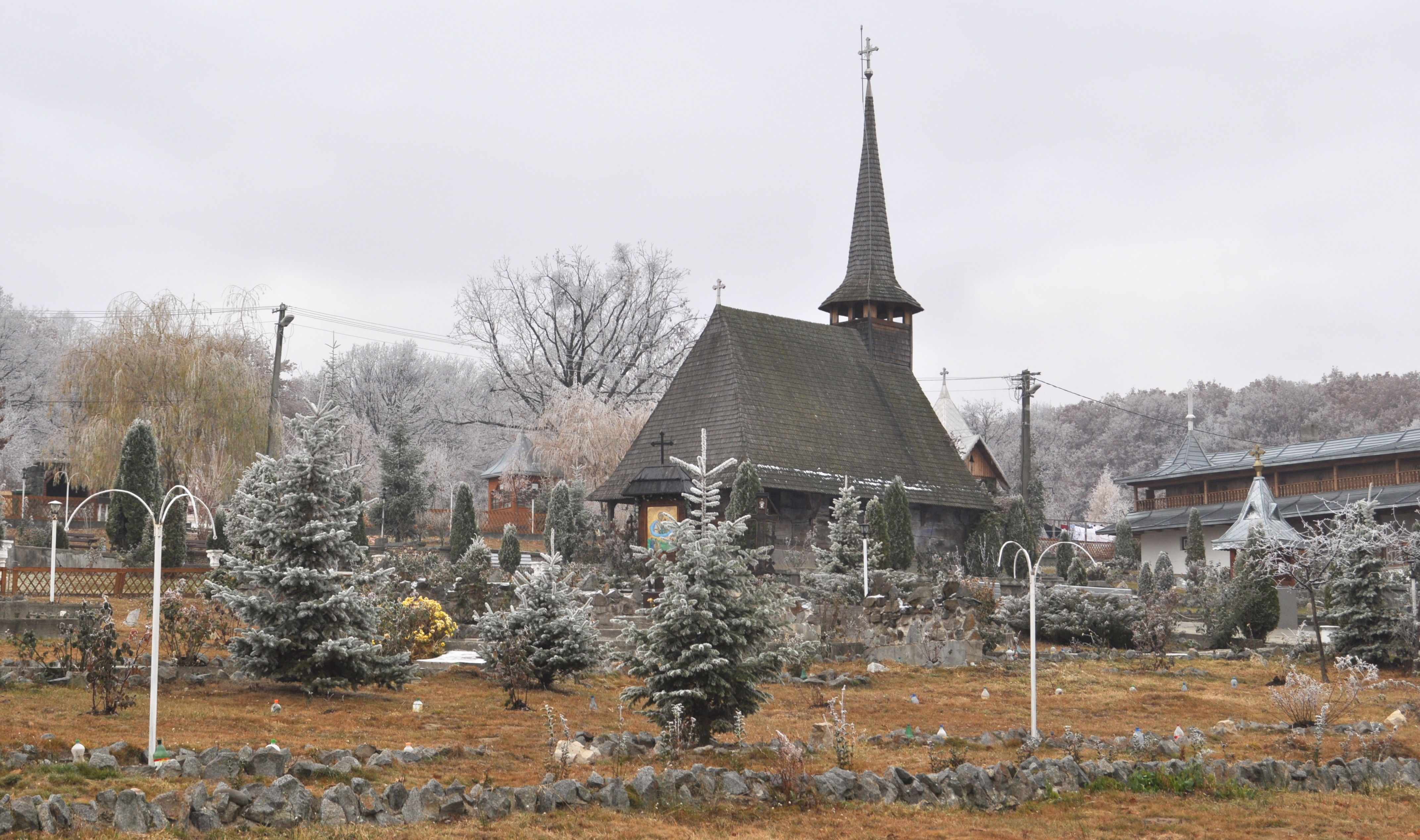
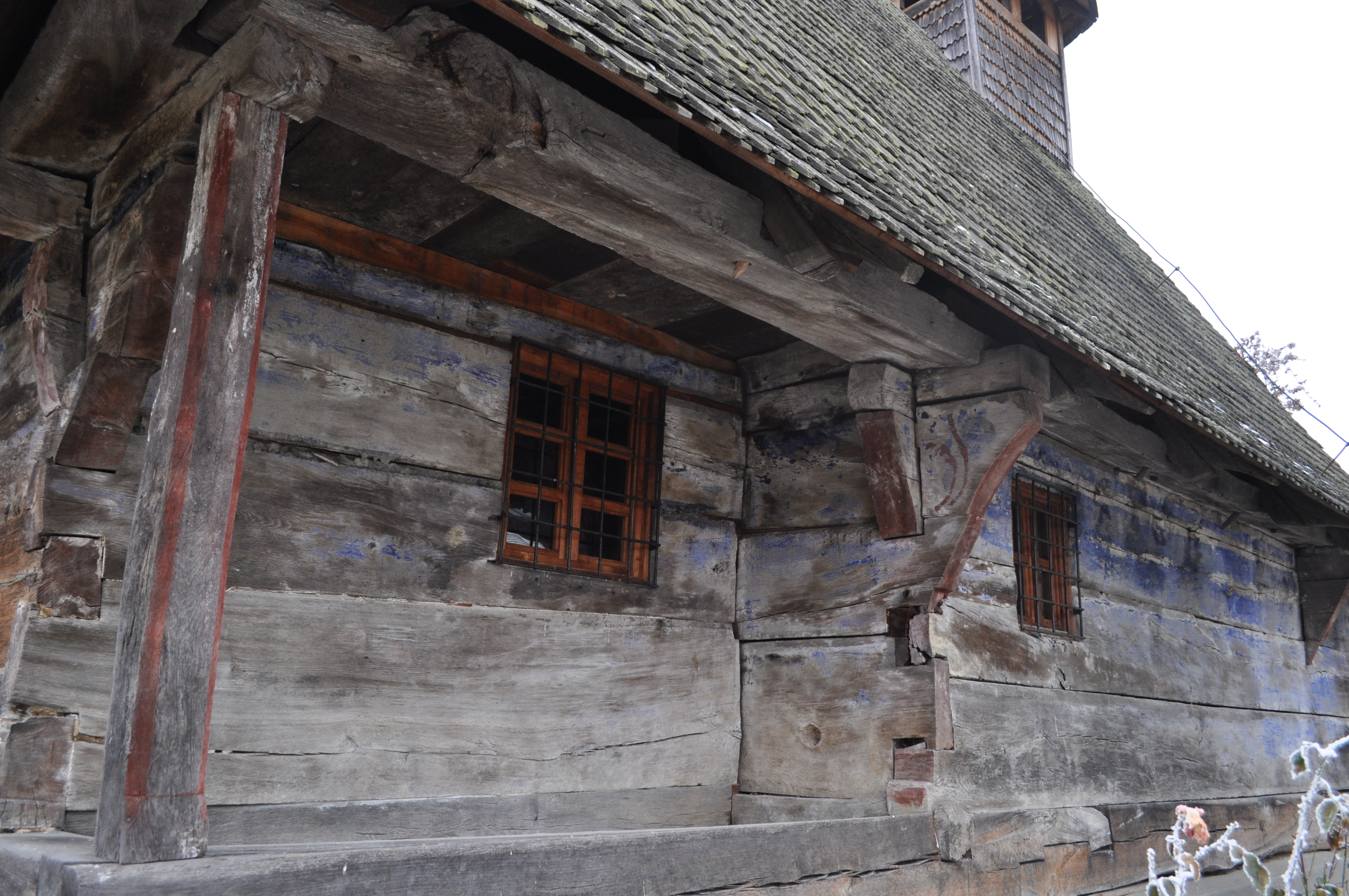
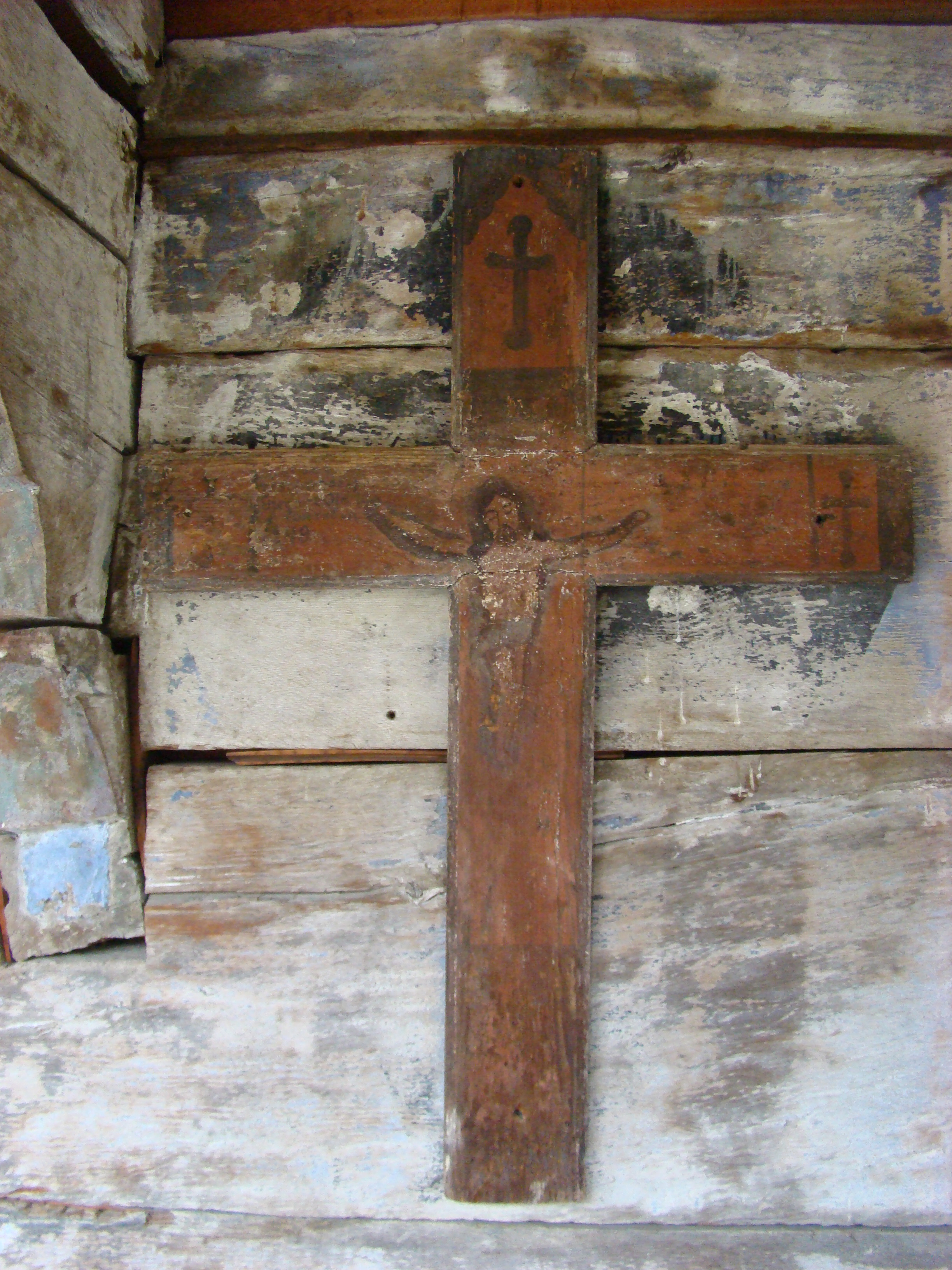
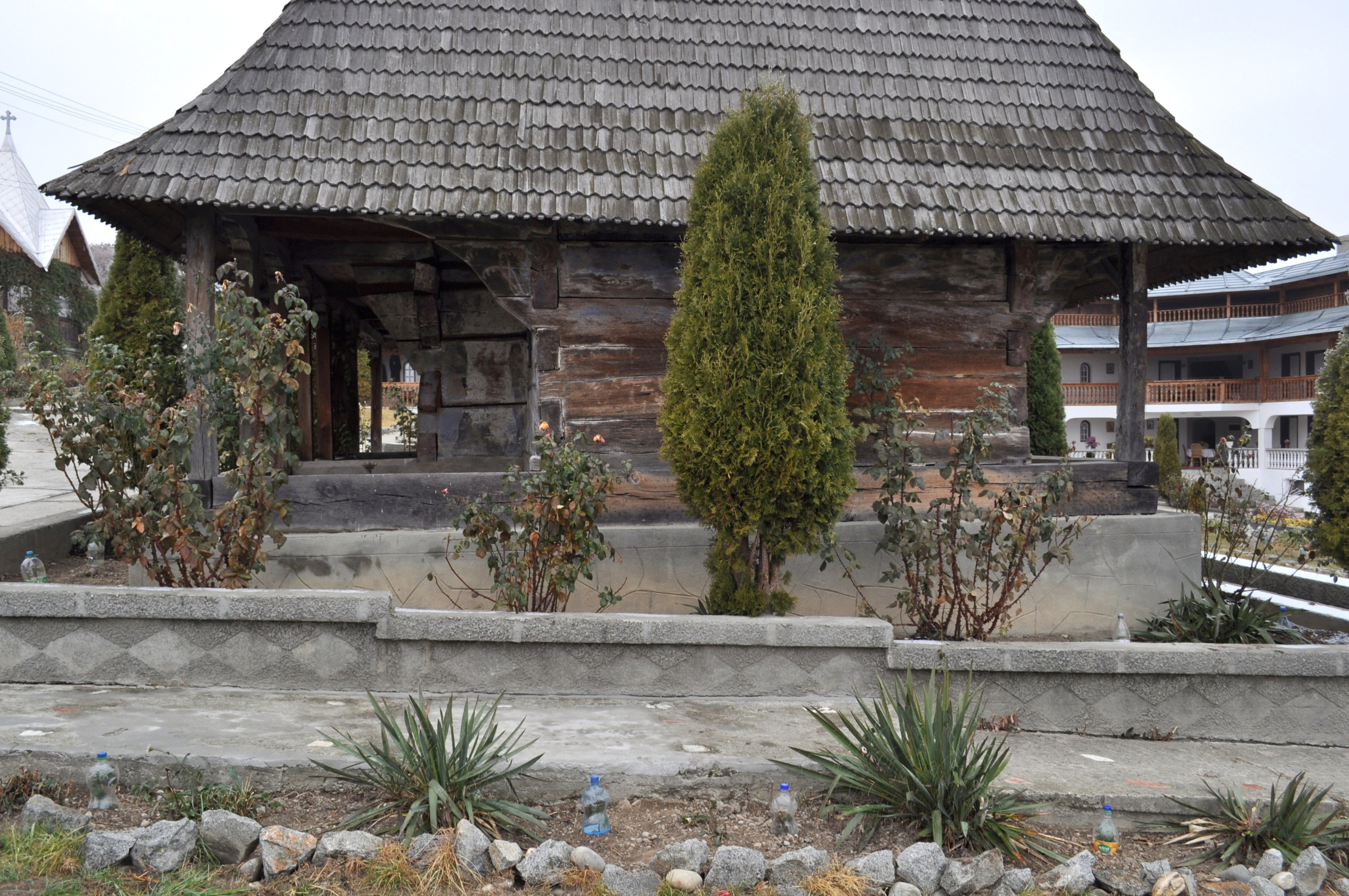
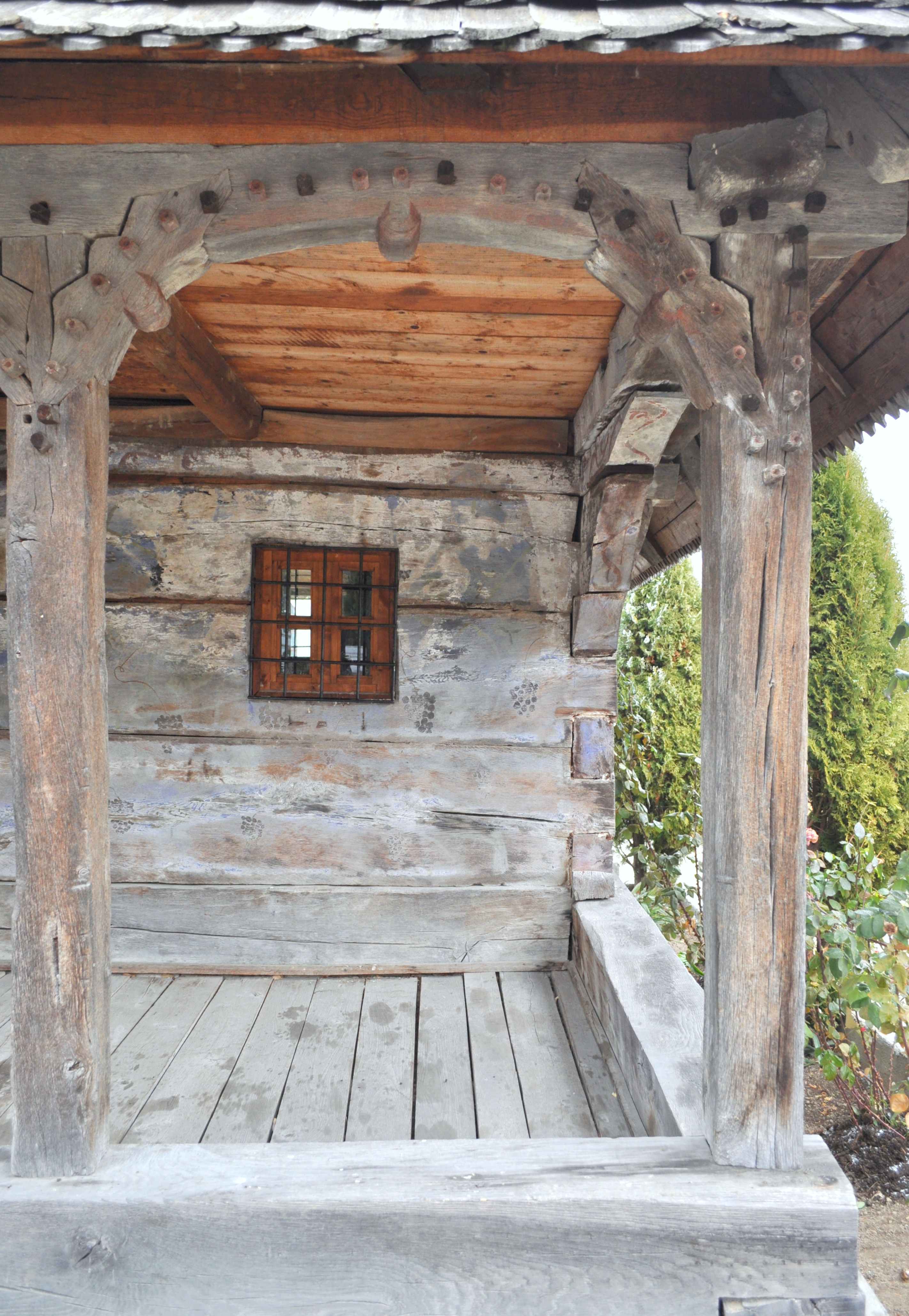
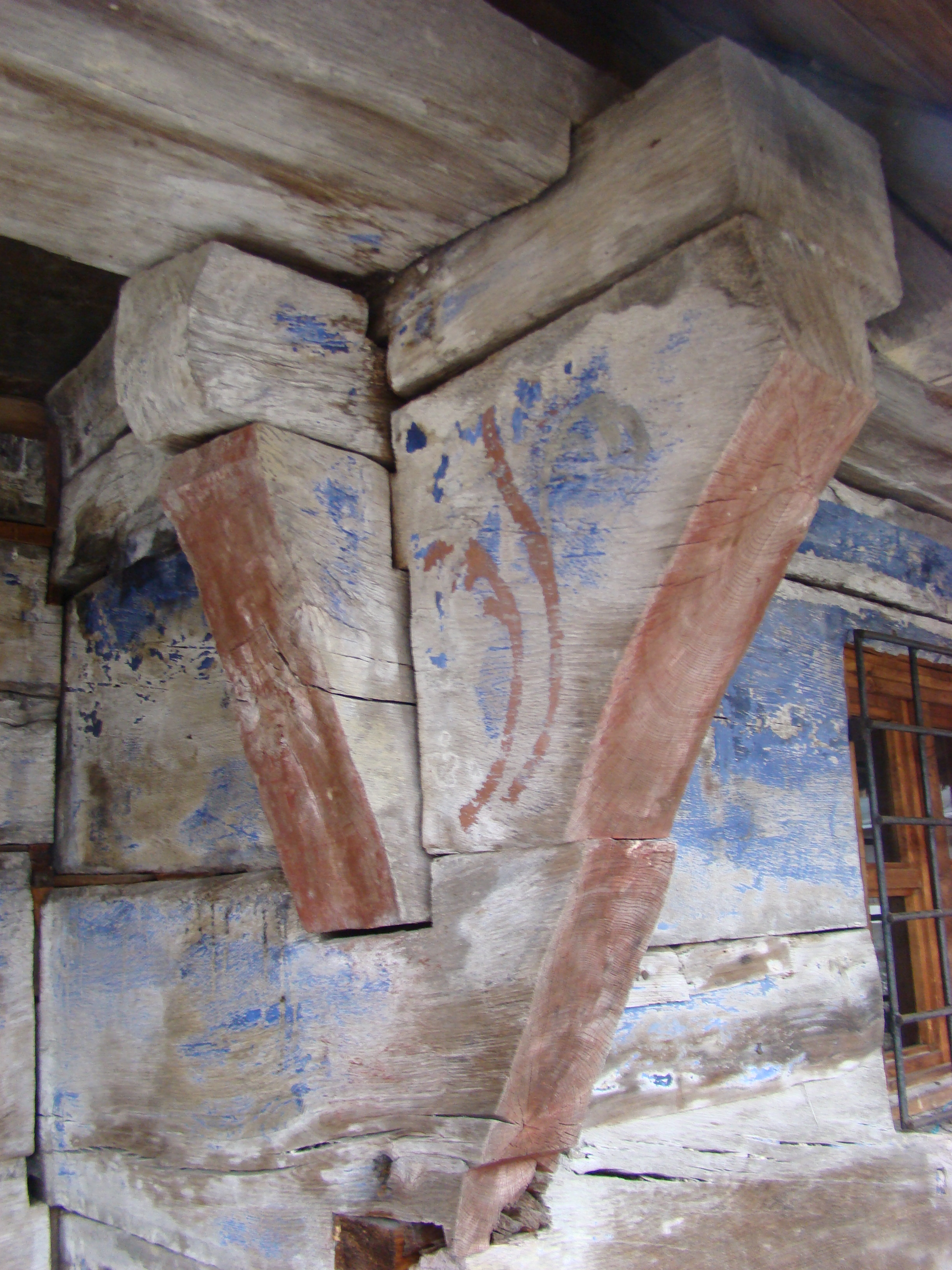
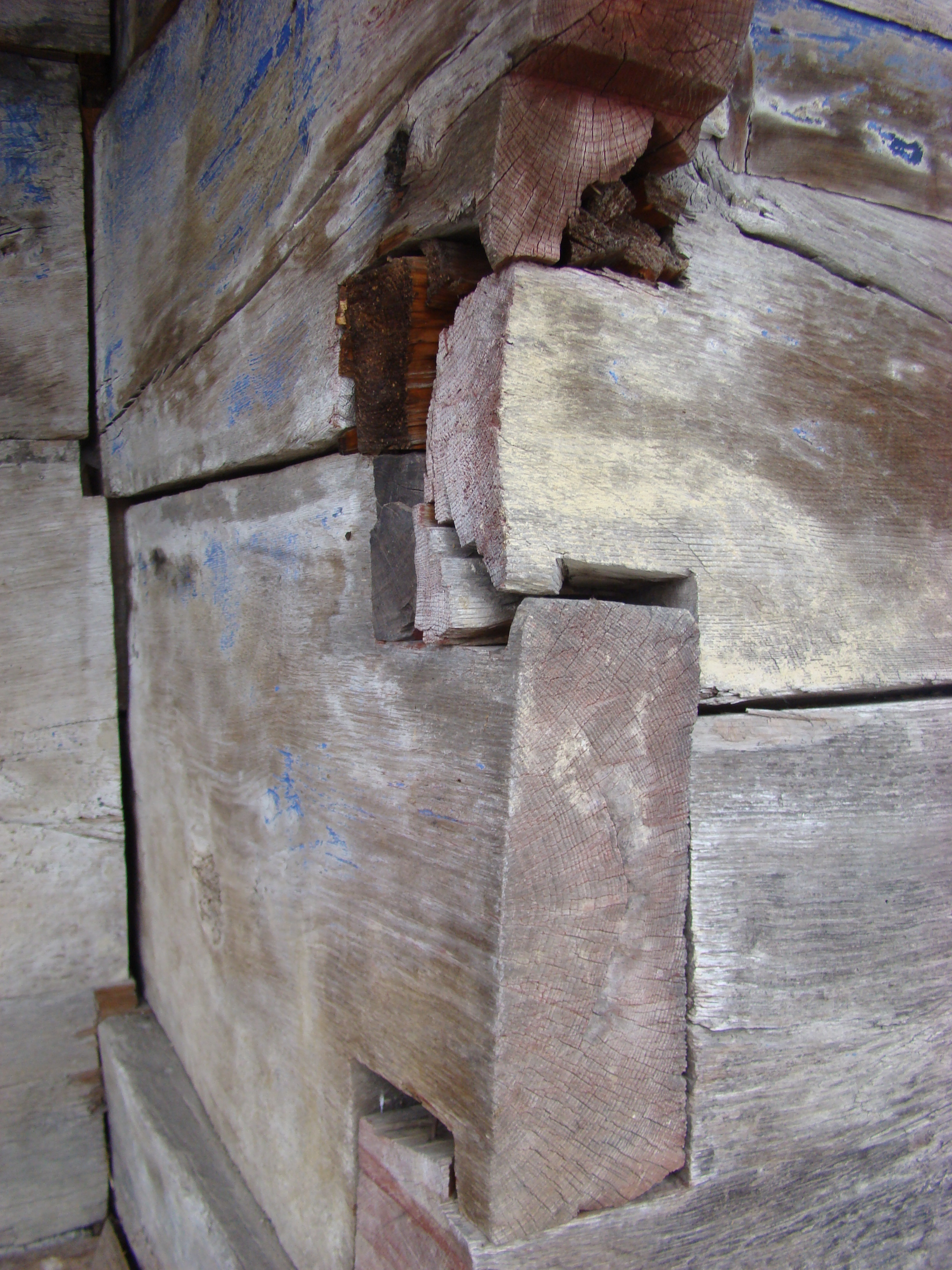
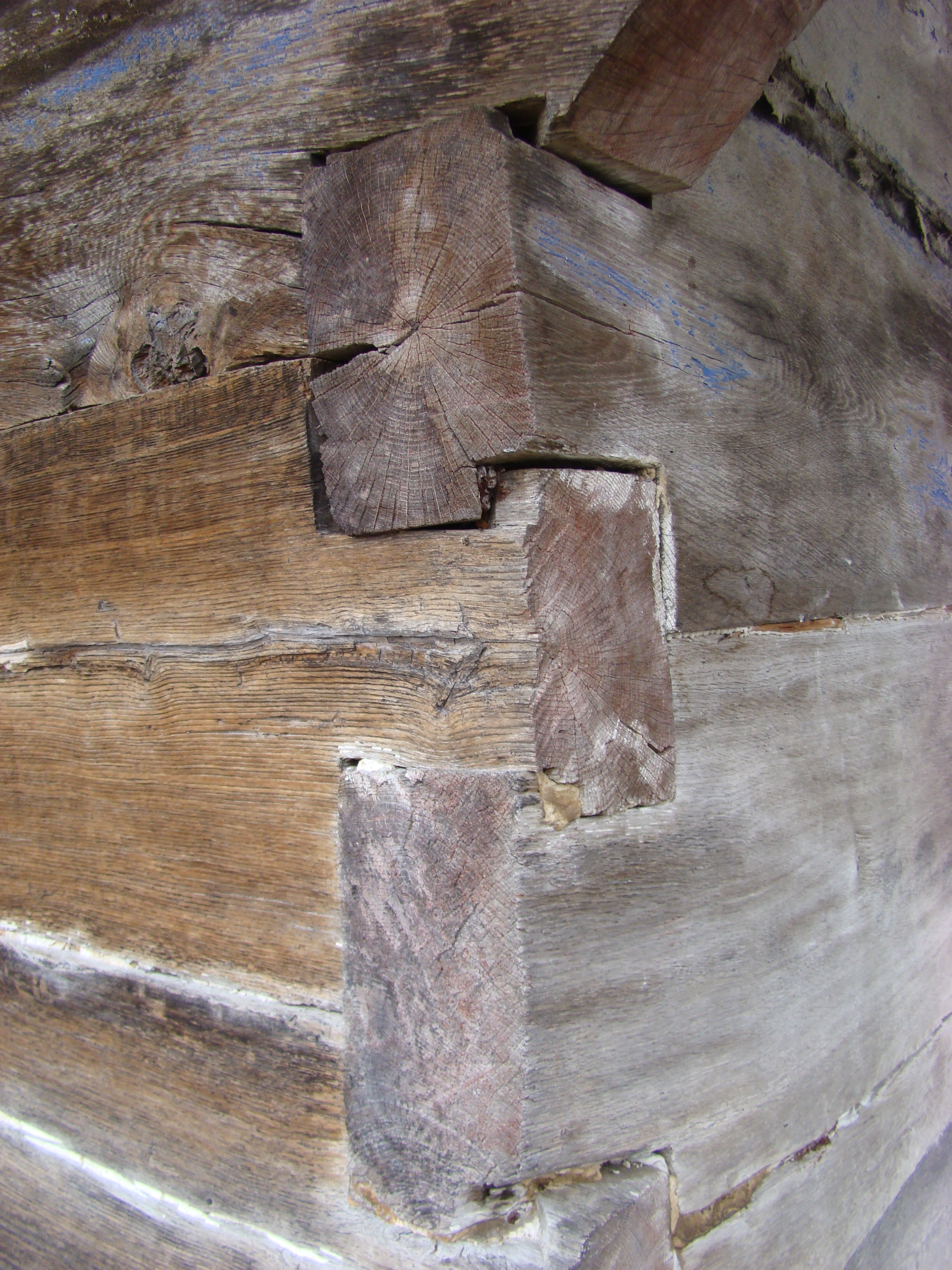
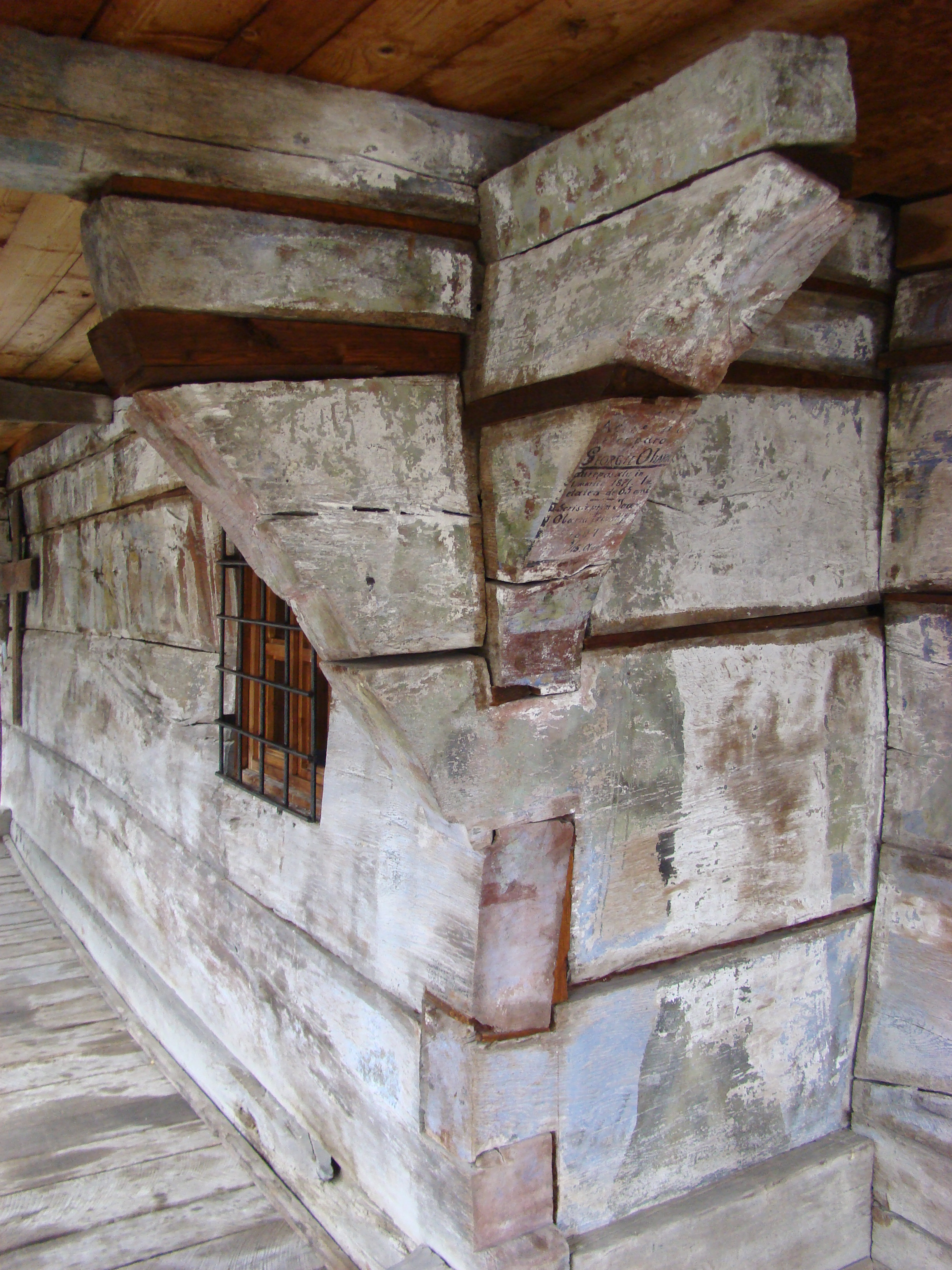
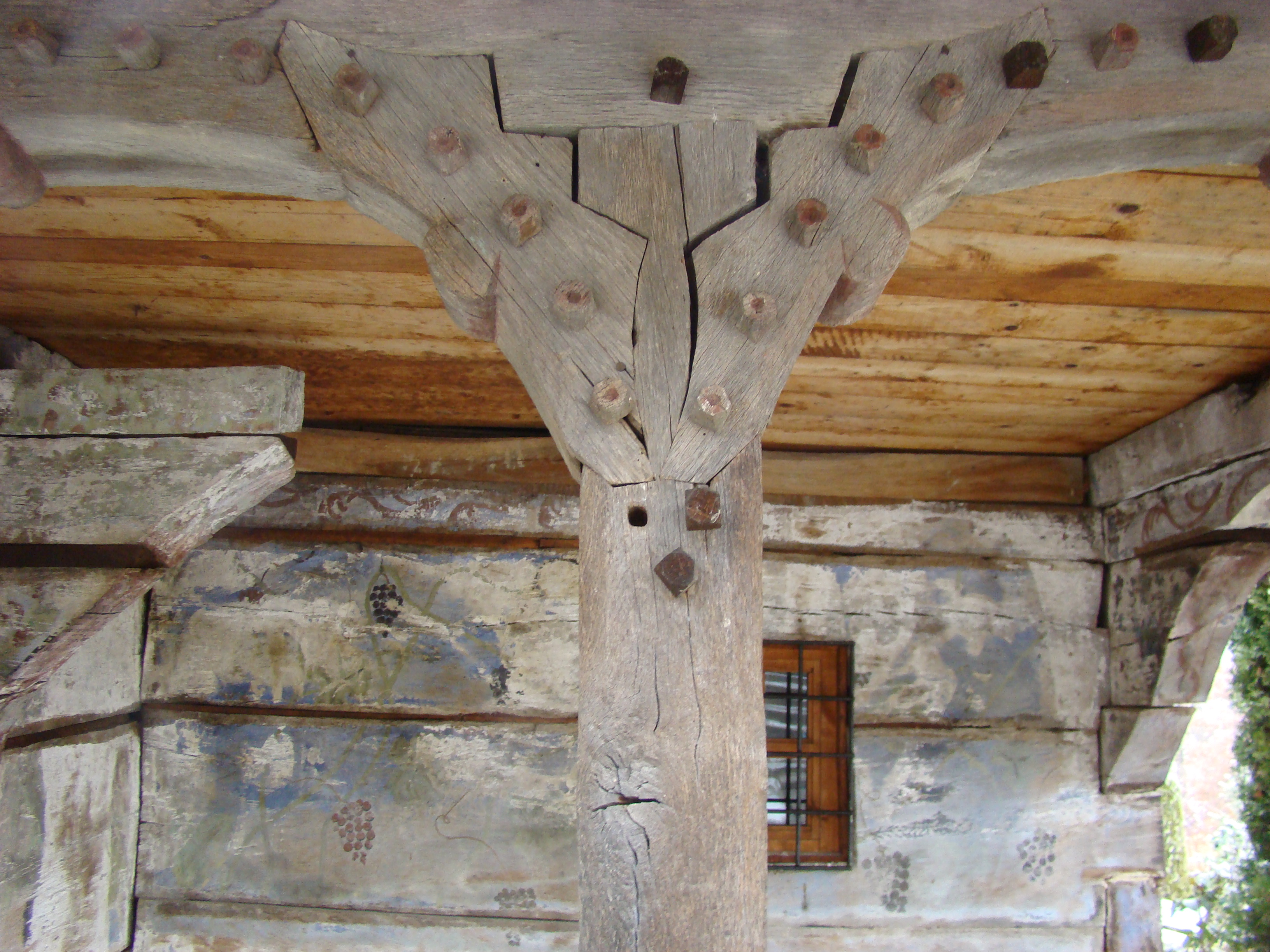
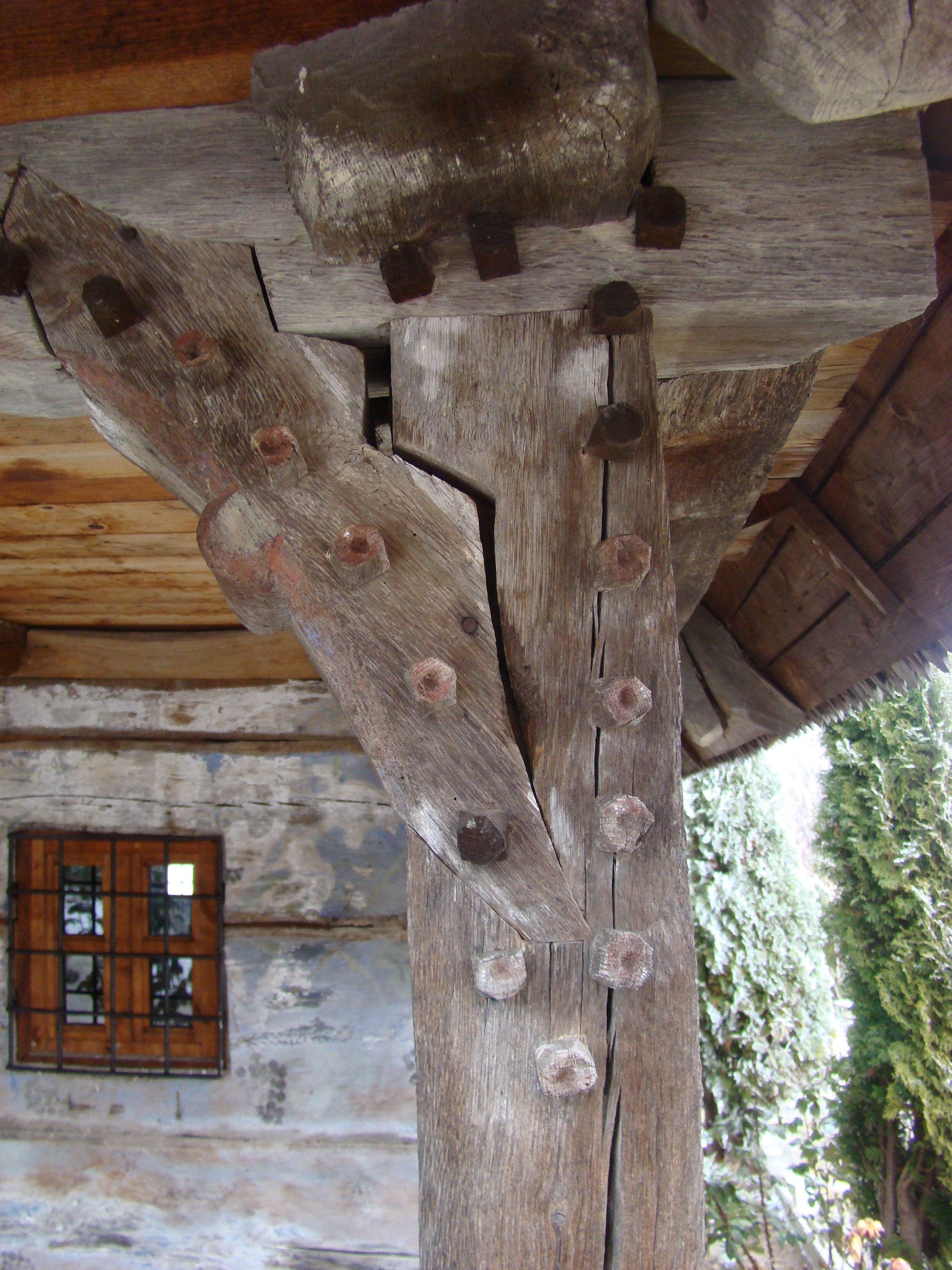
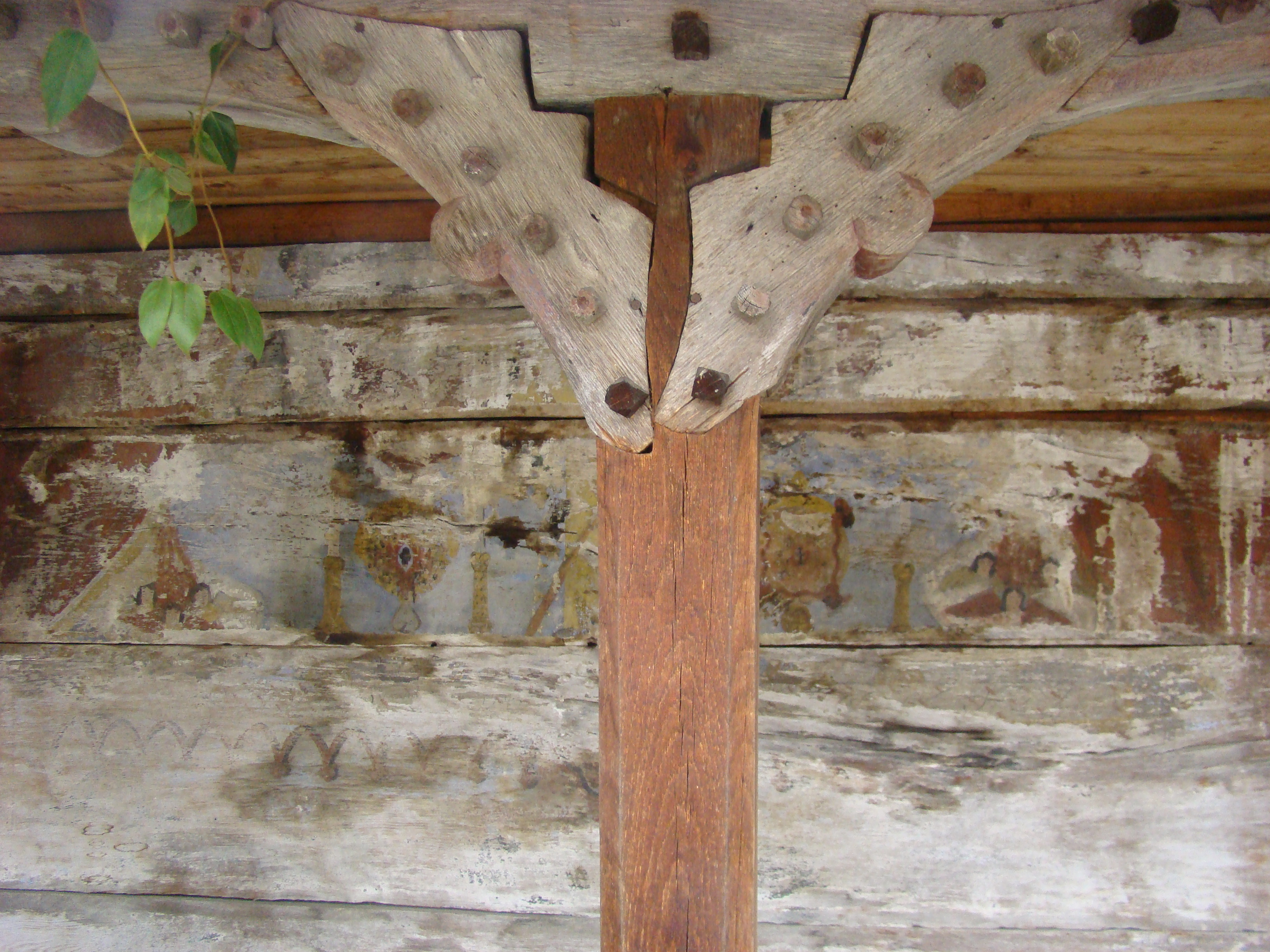
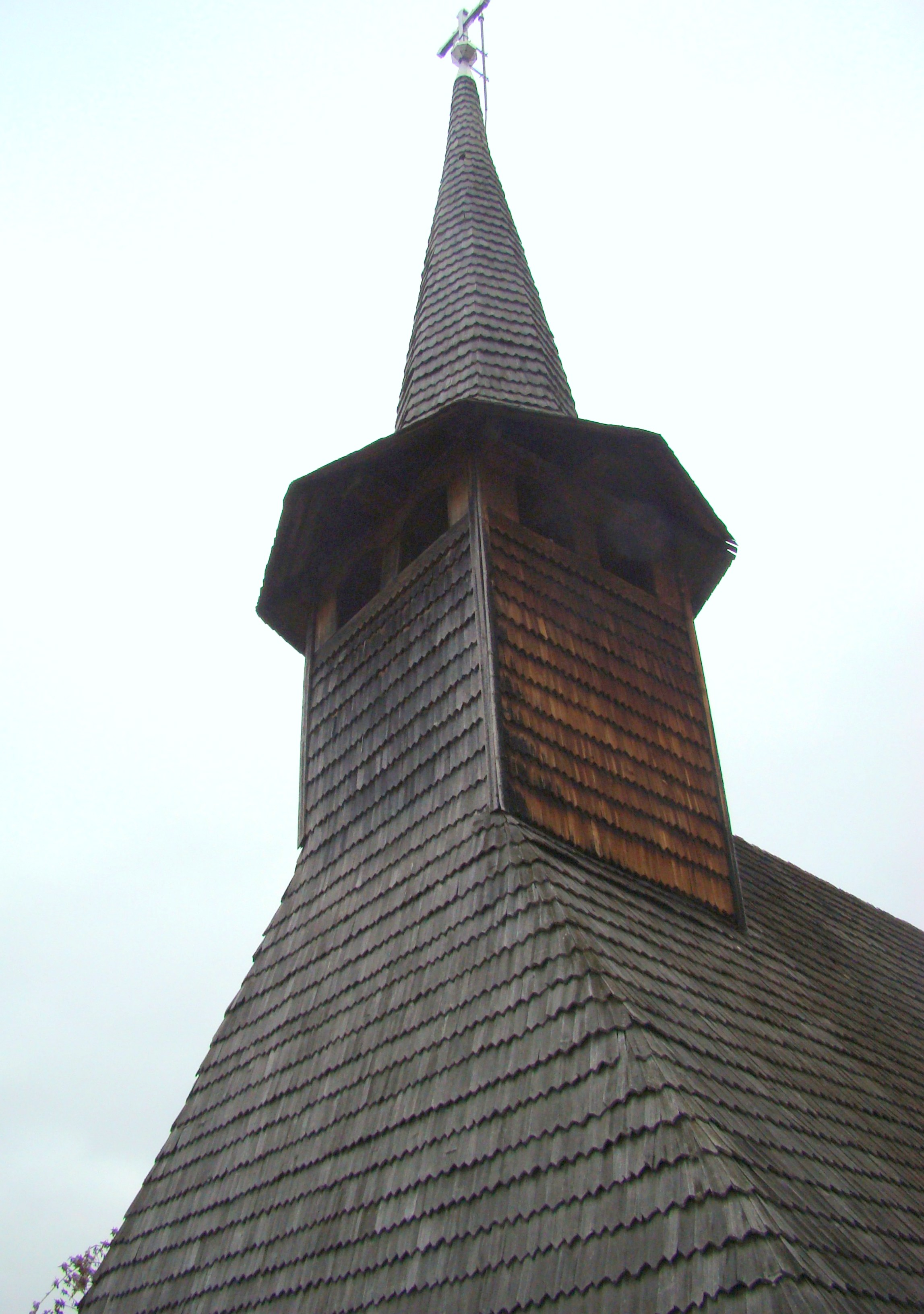
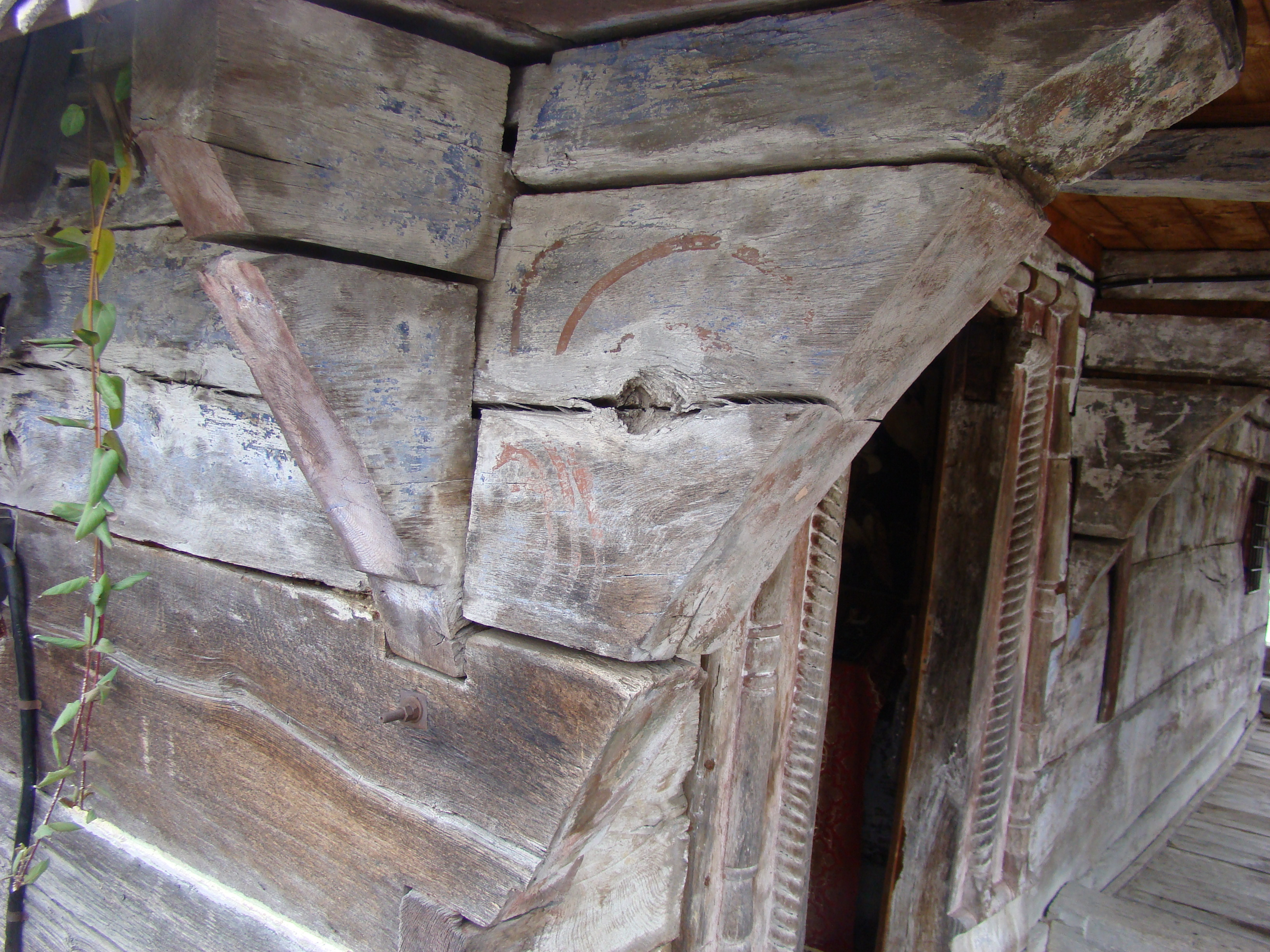
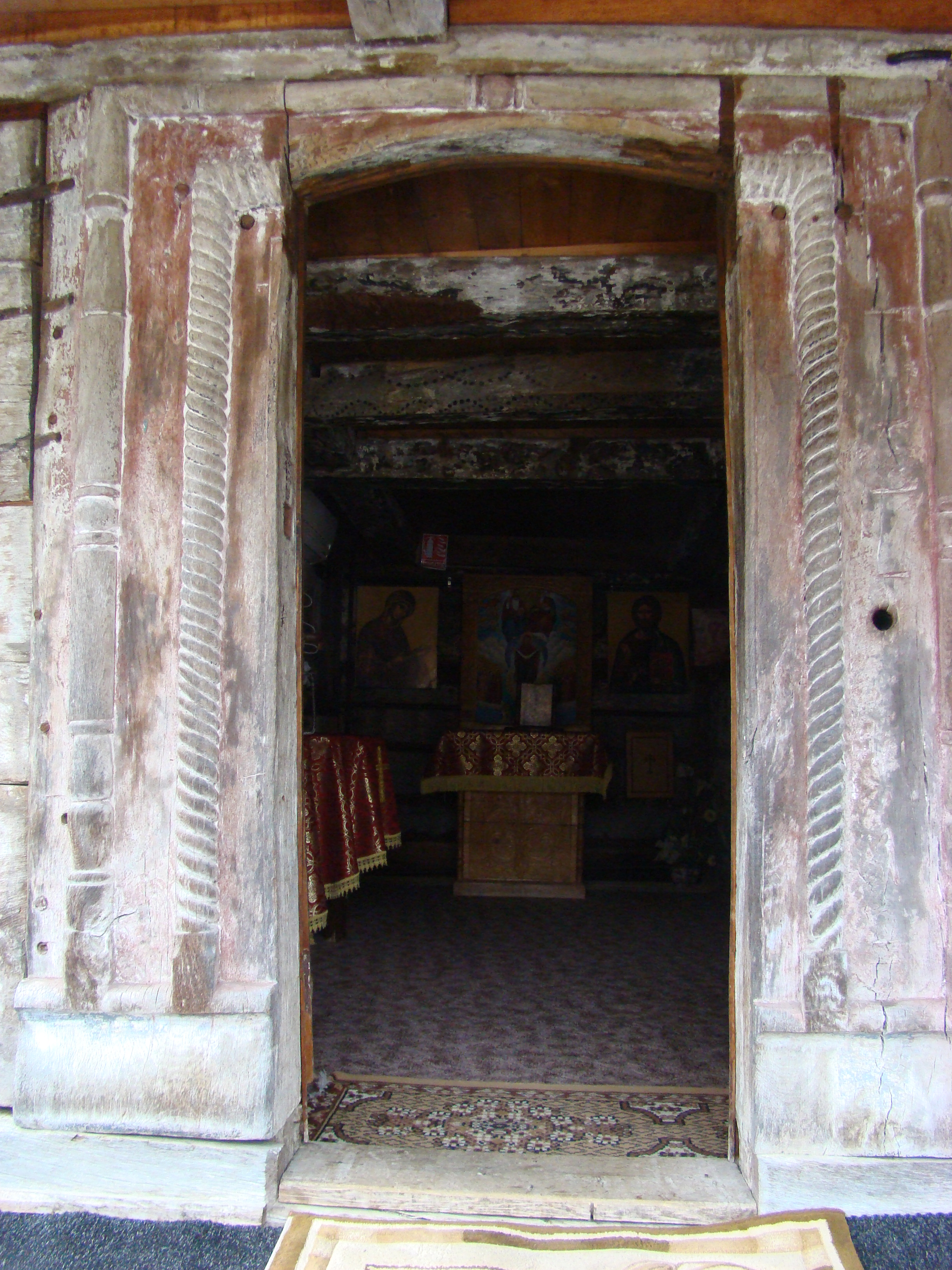
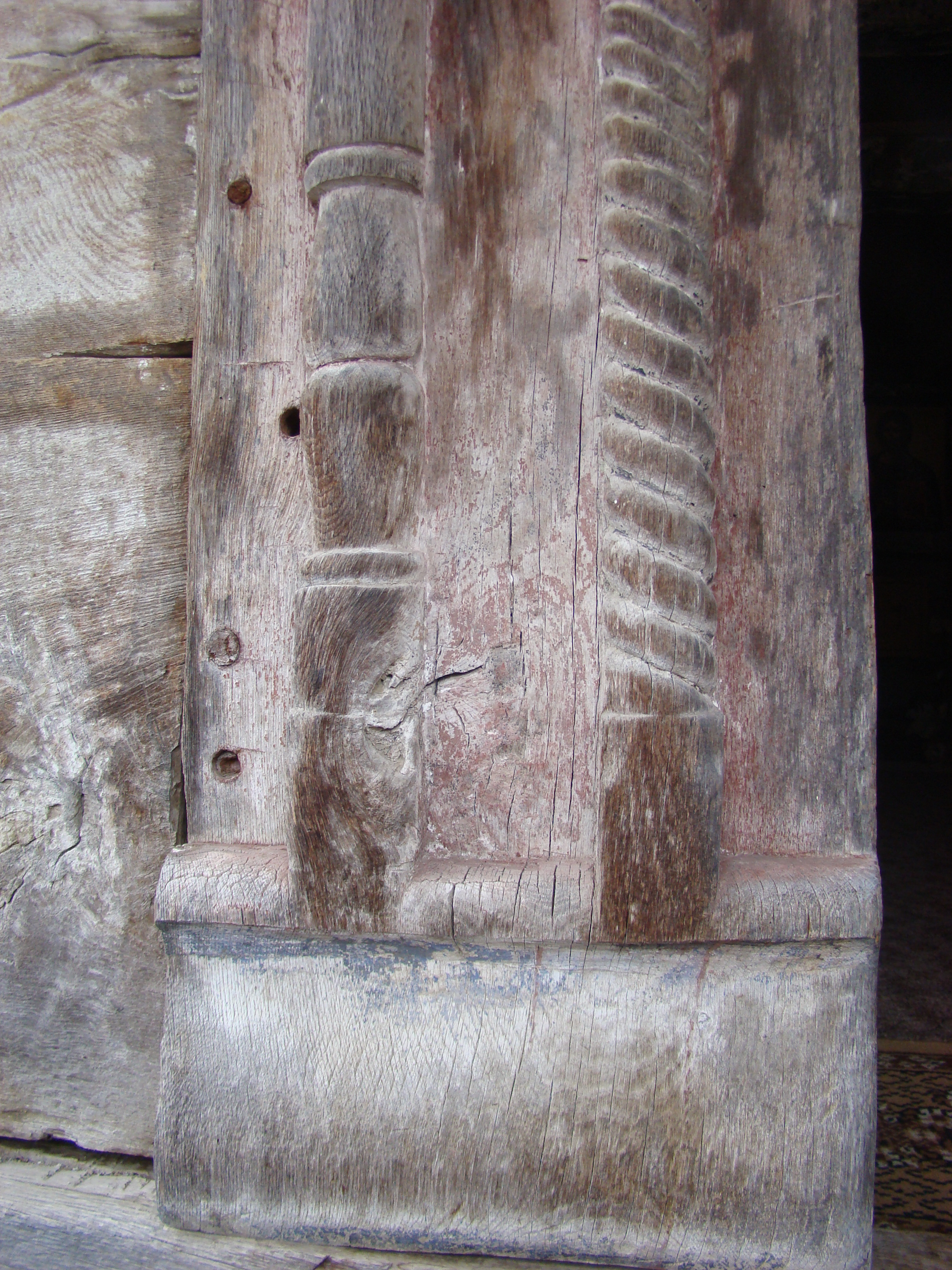
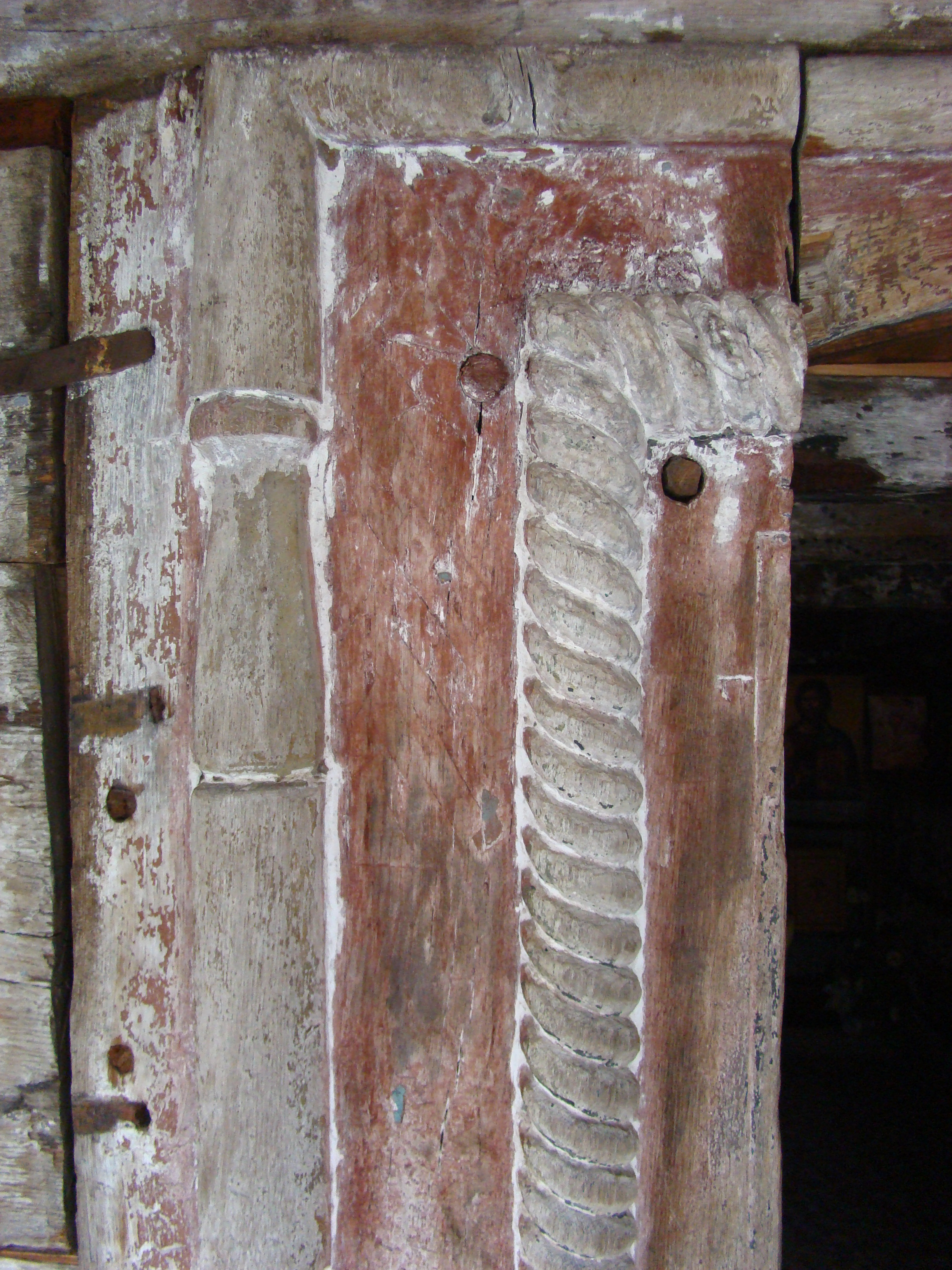
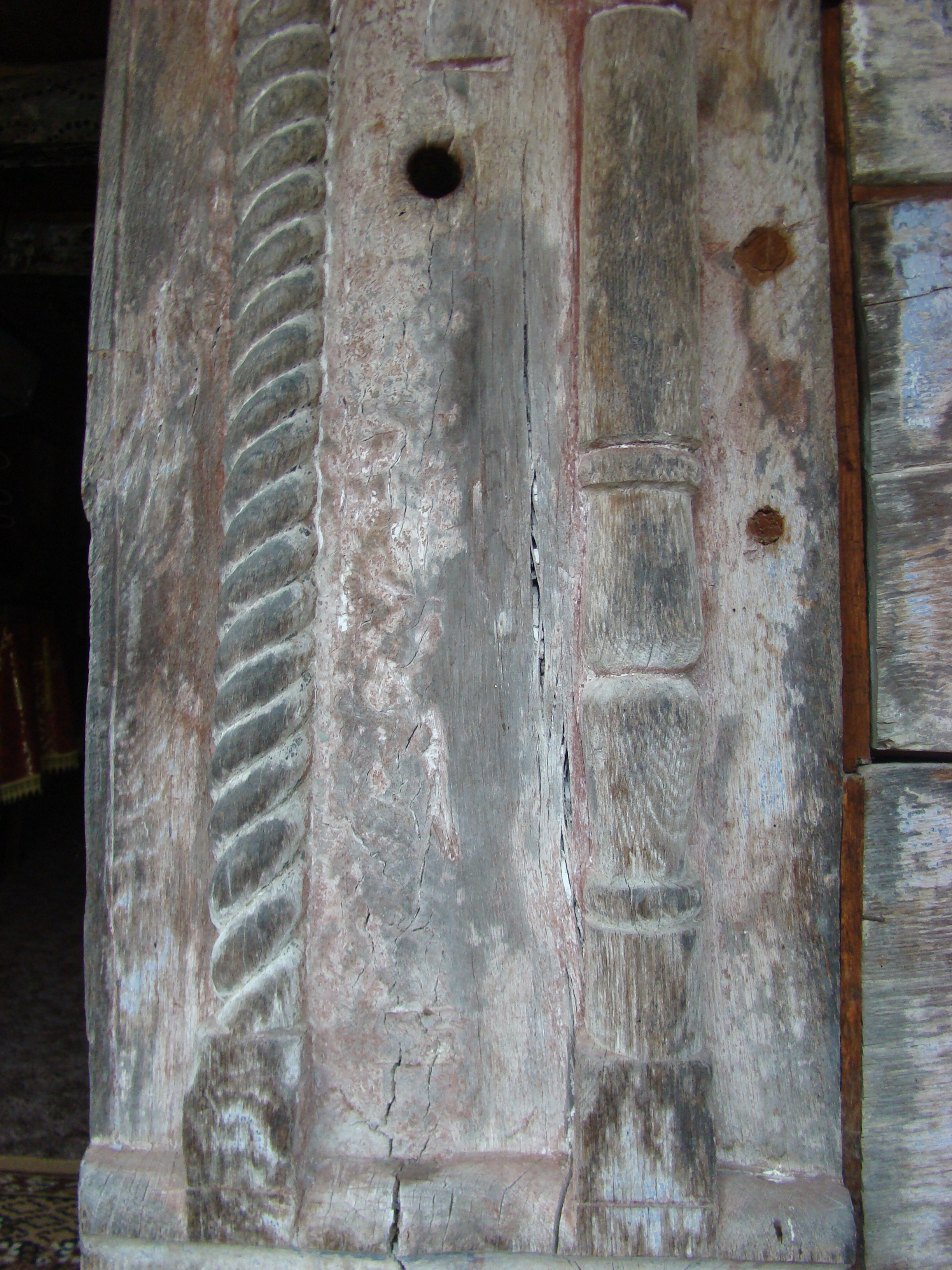
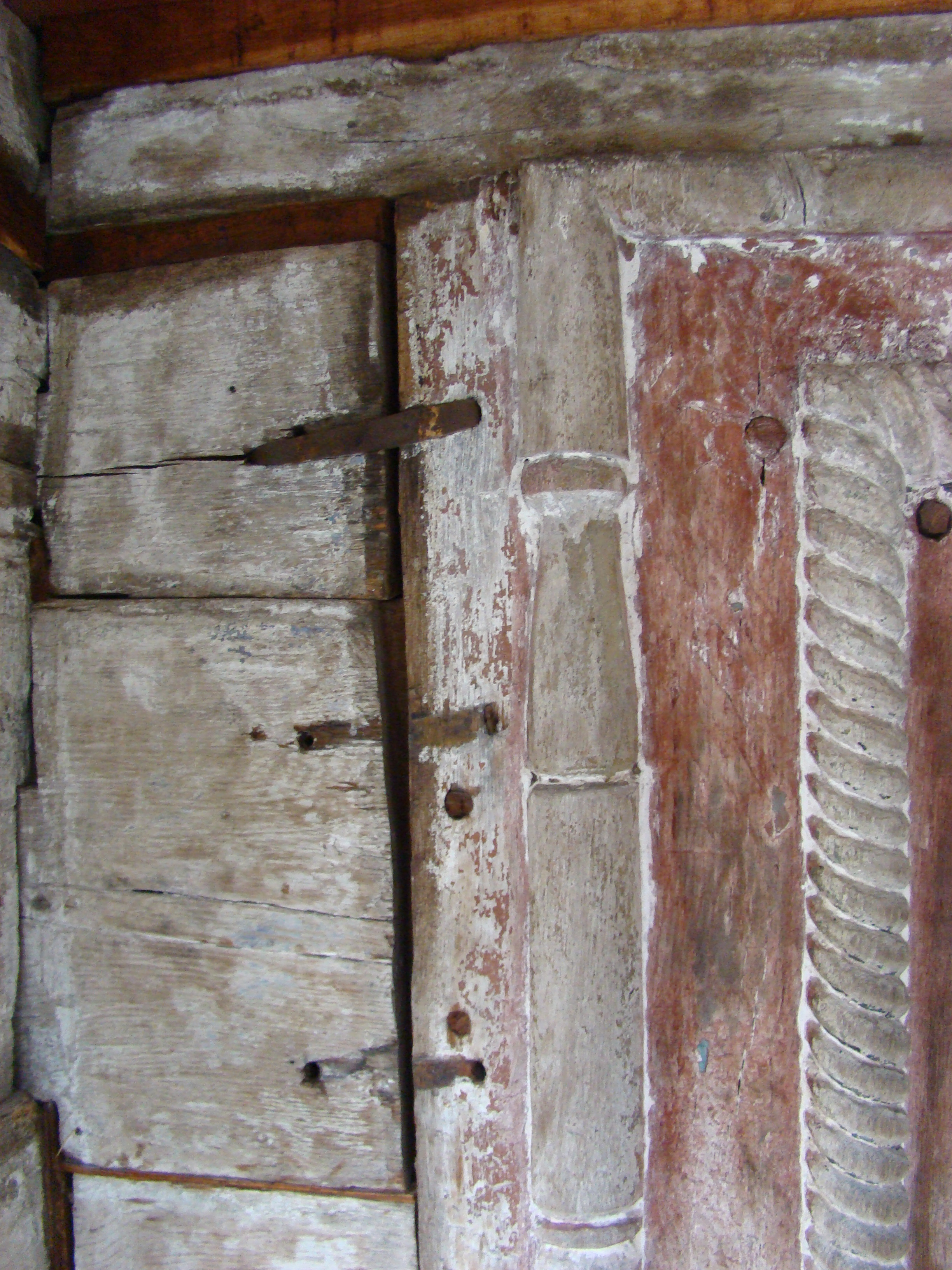
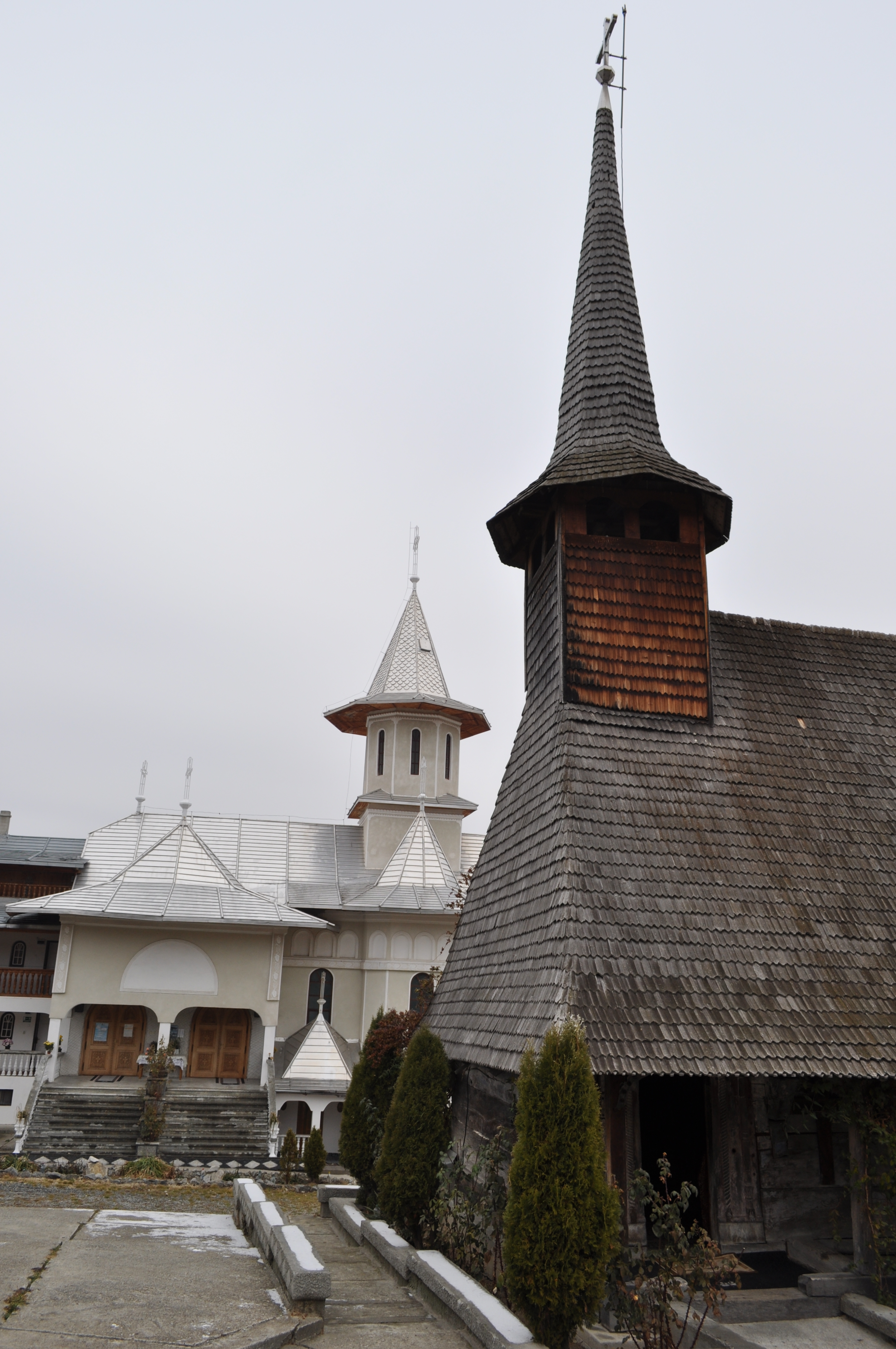
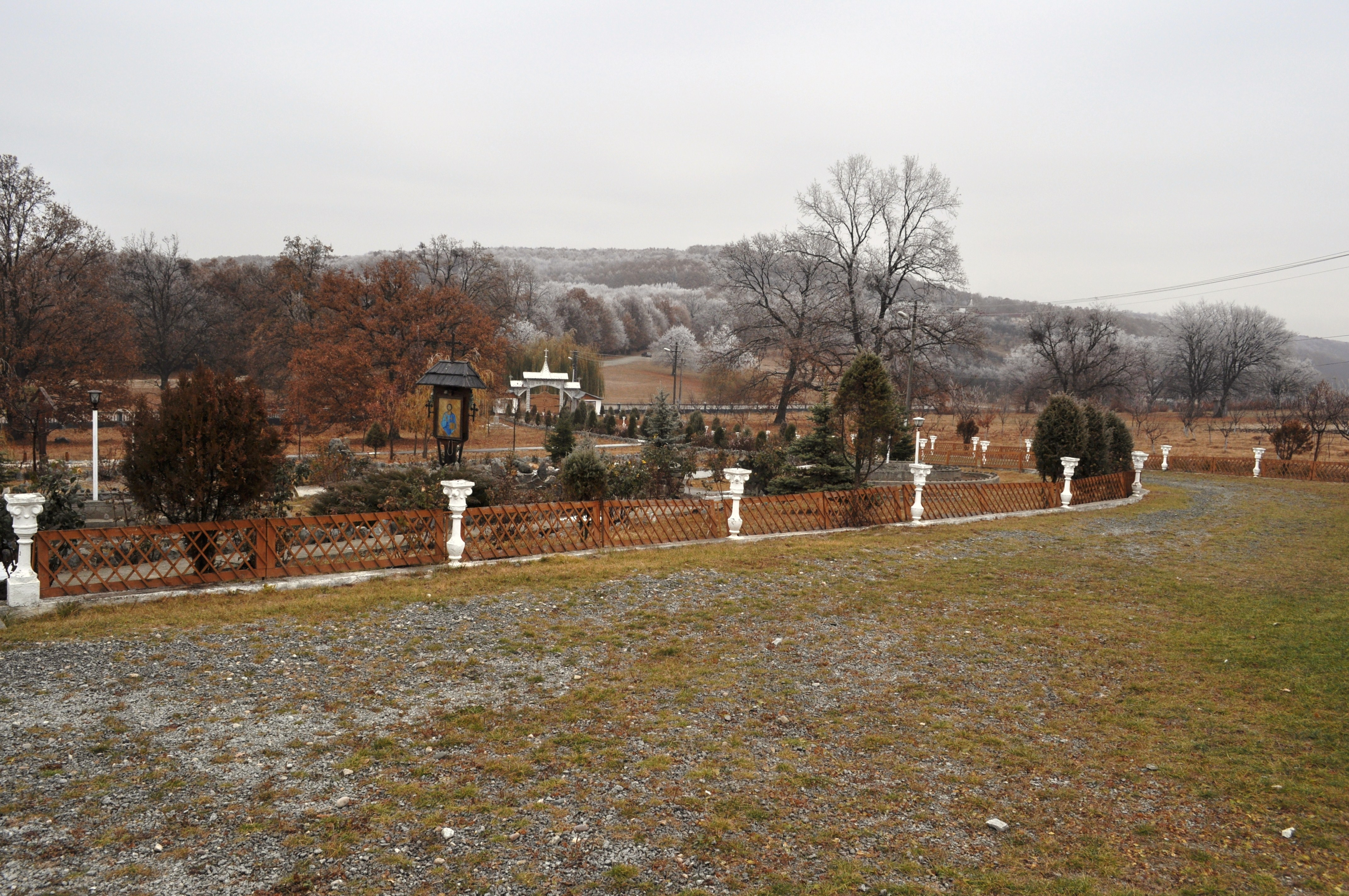

## Imagini din interior

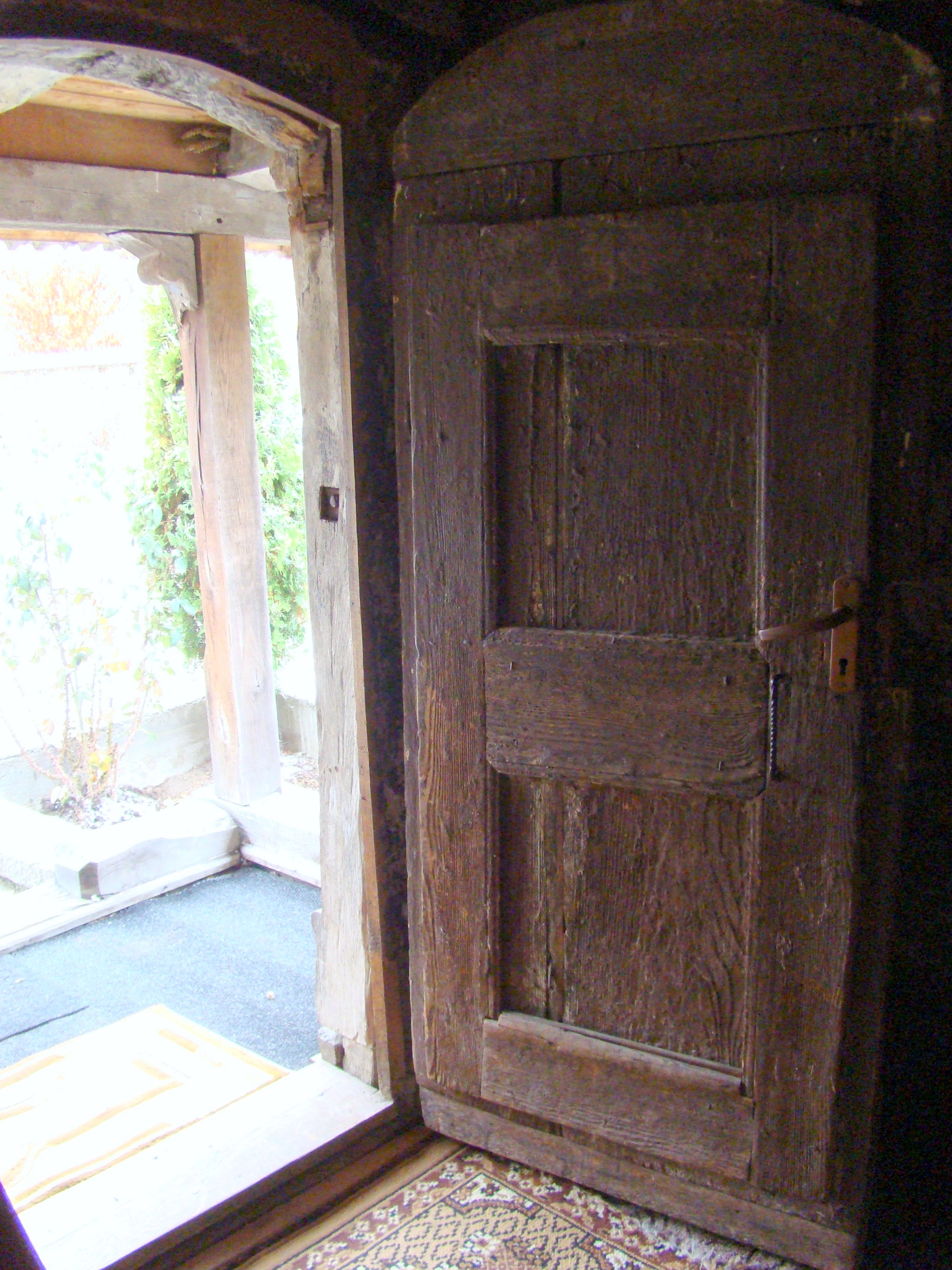
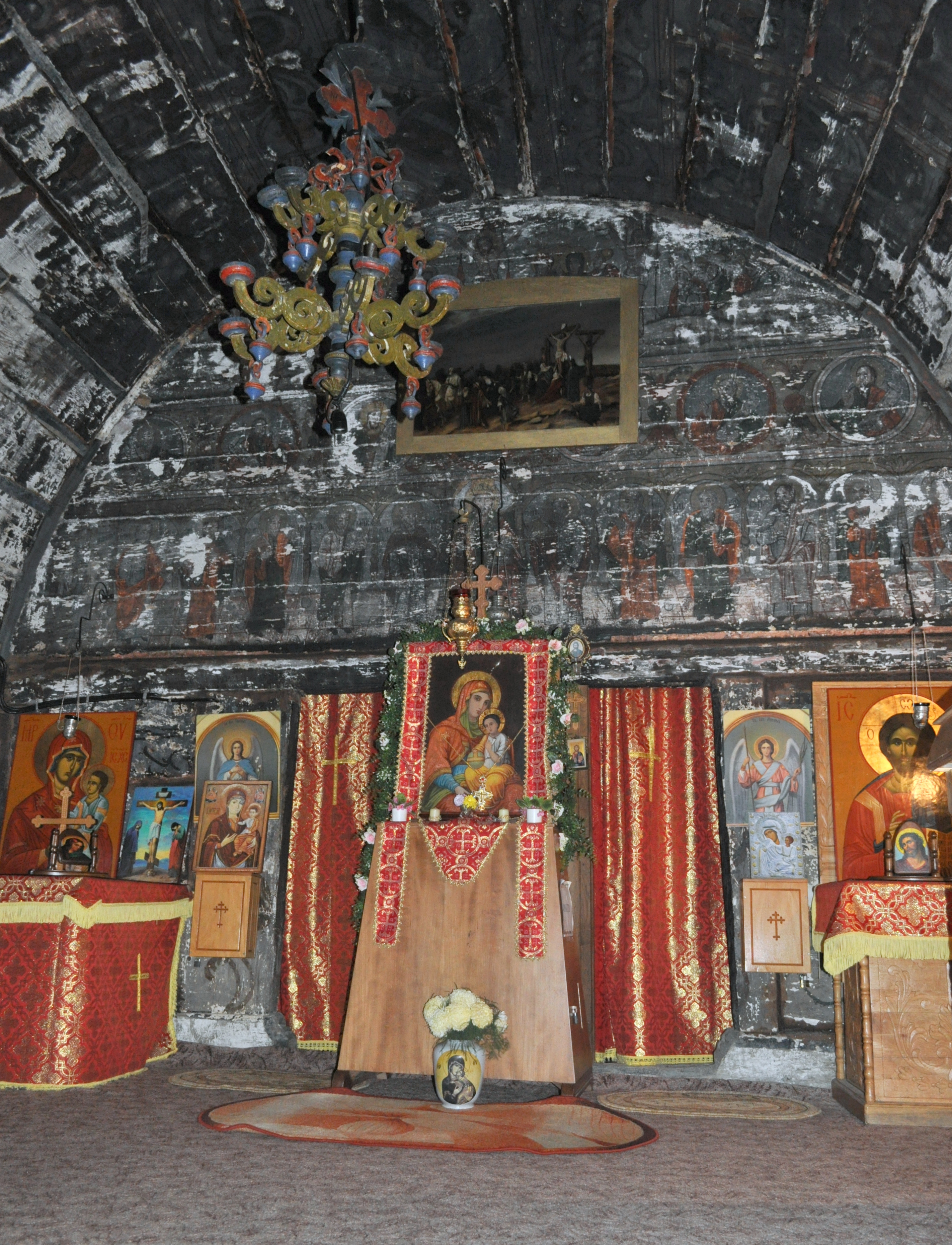
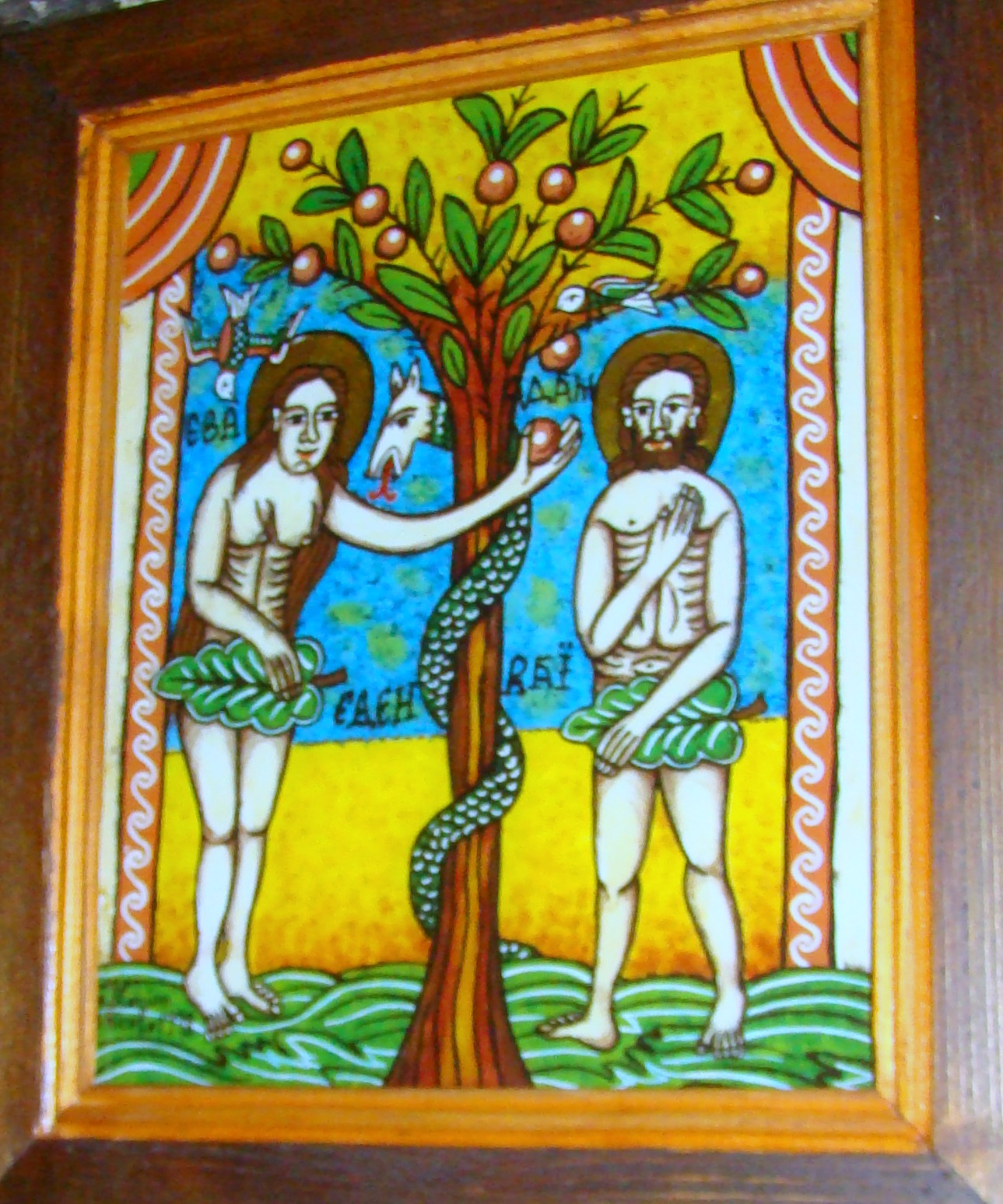
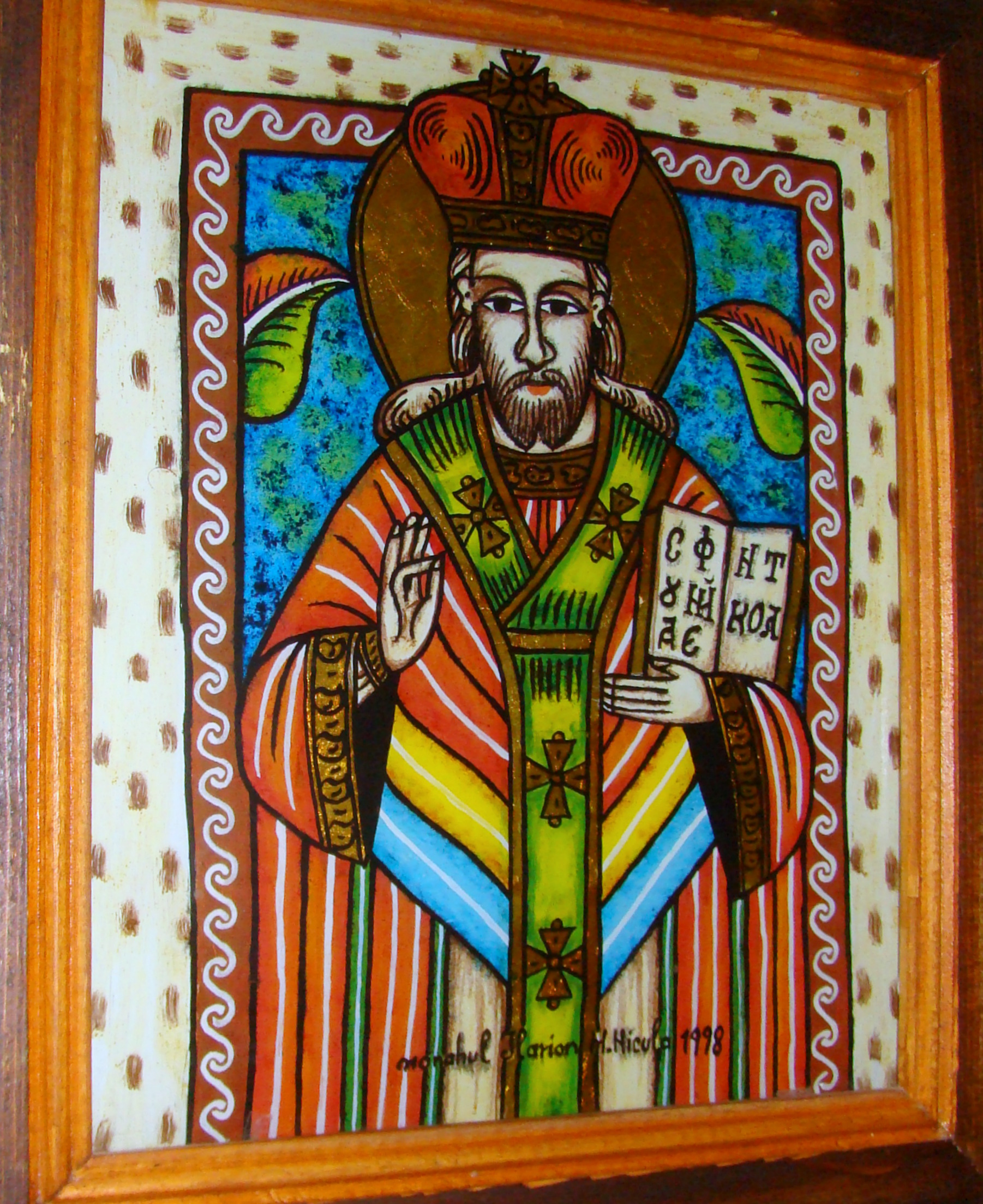
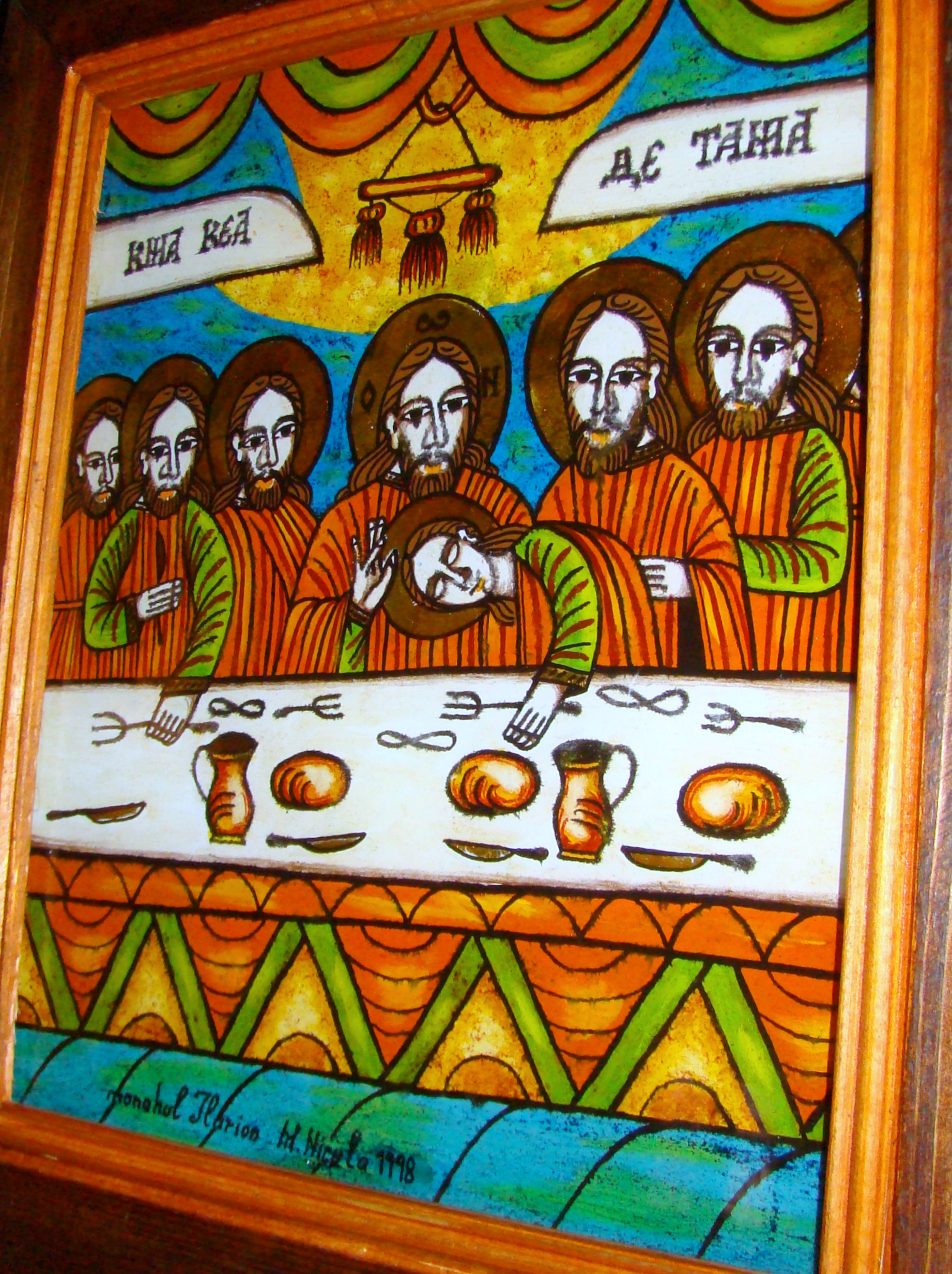
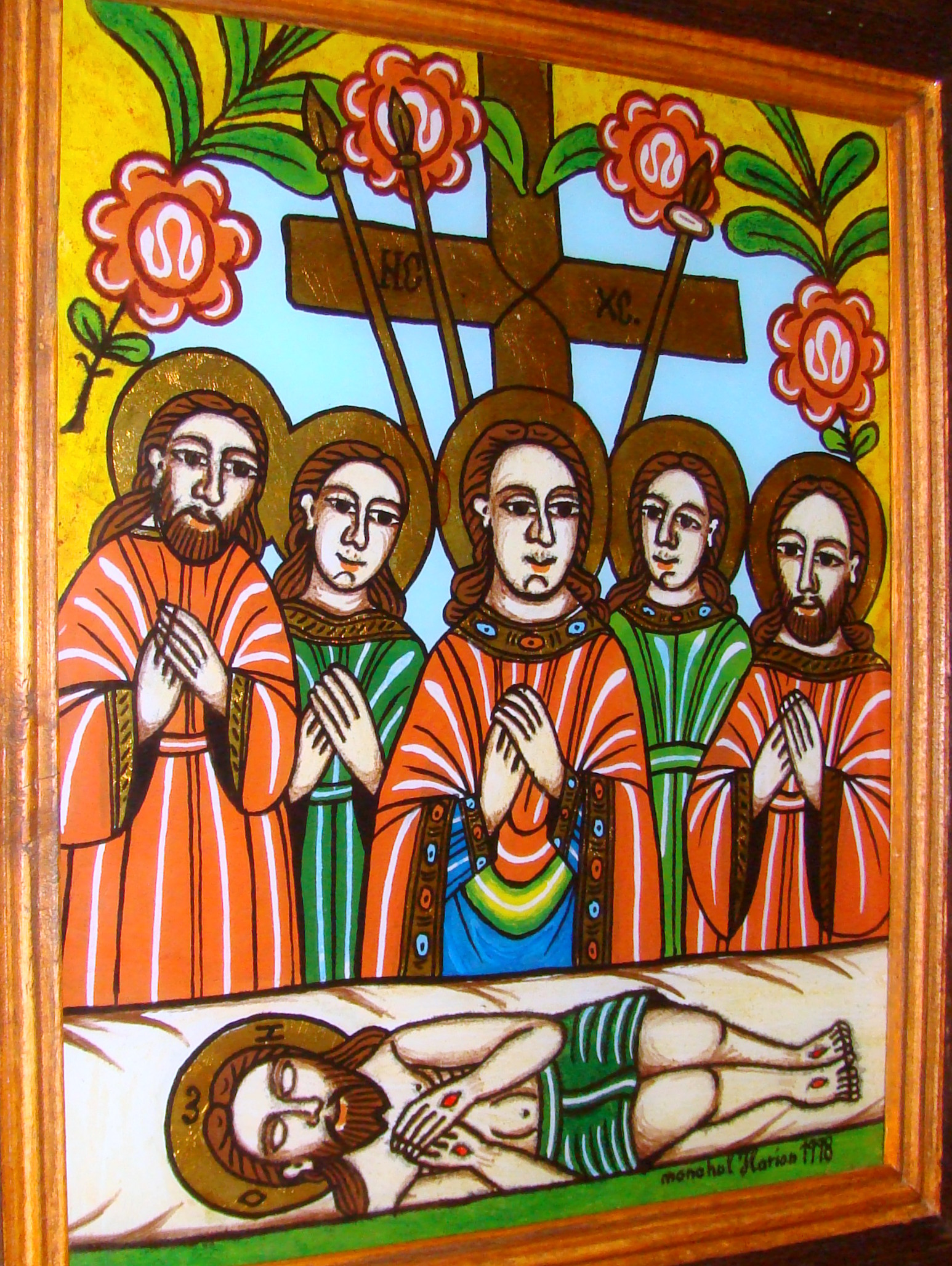
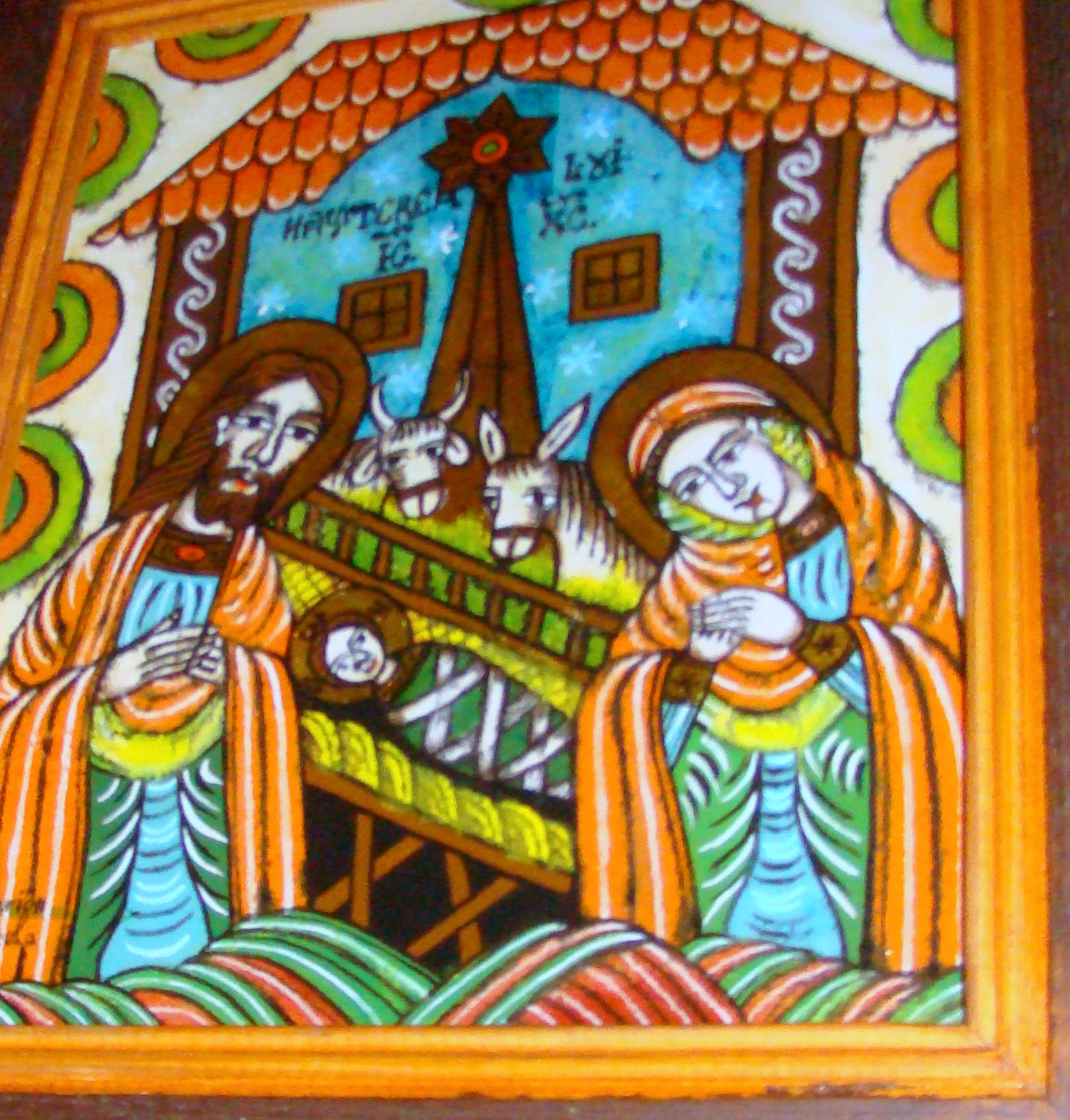
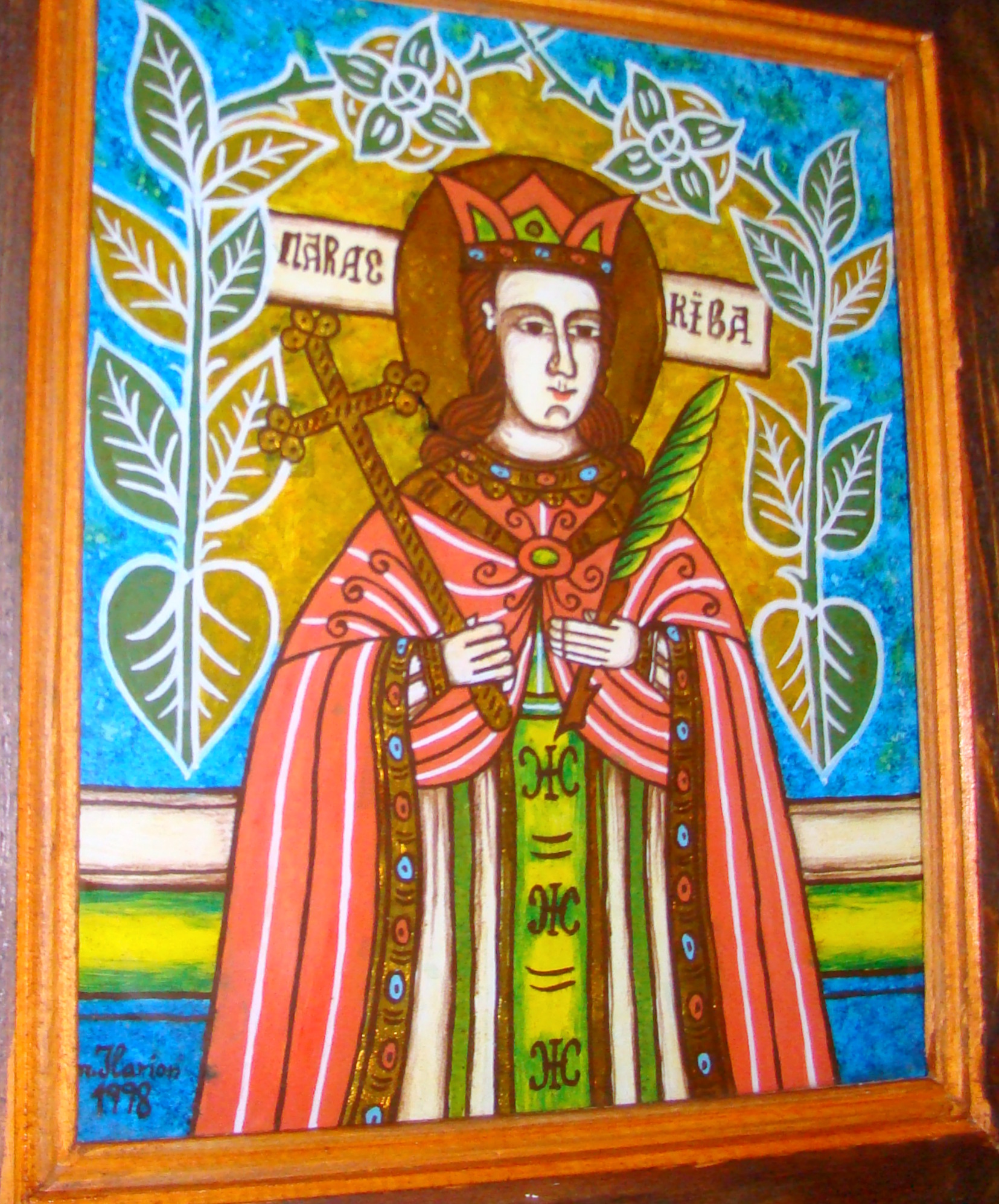
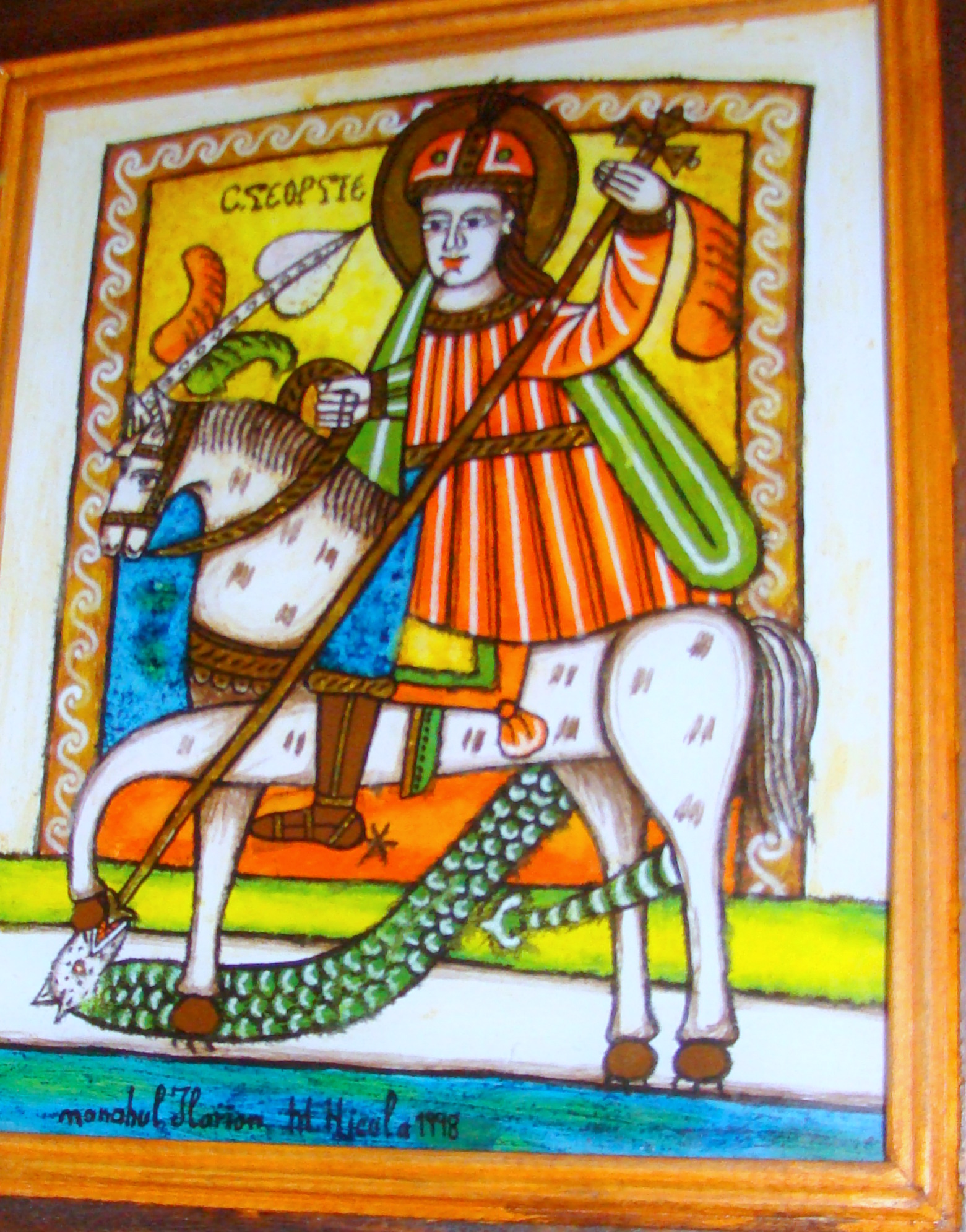
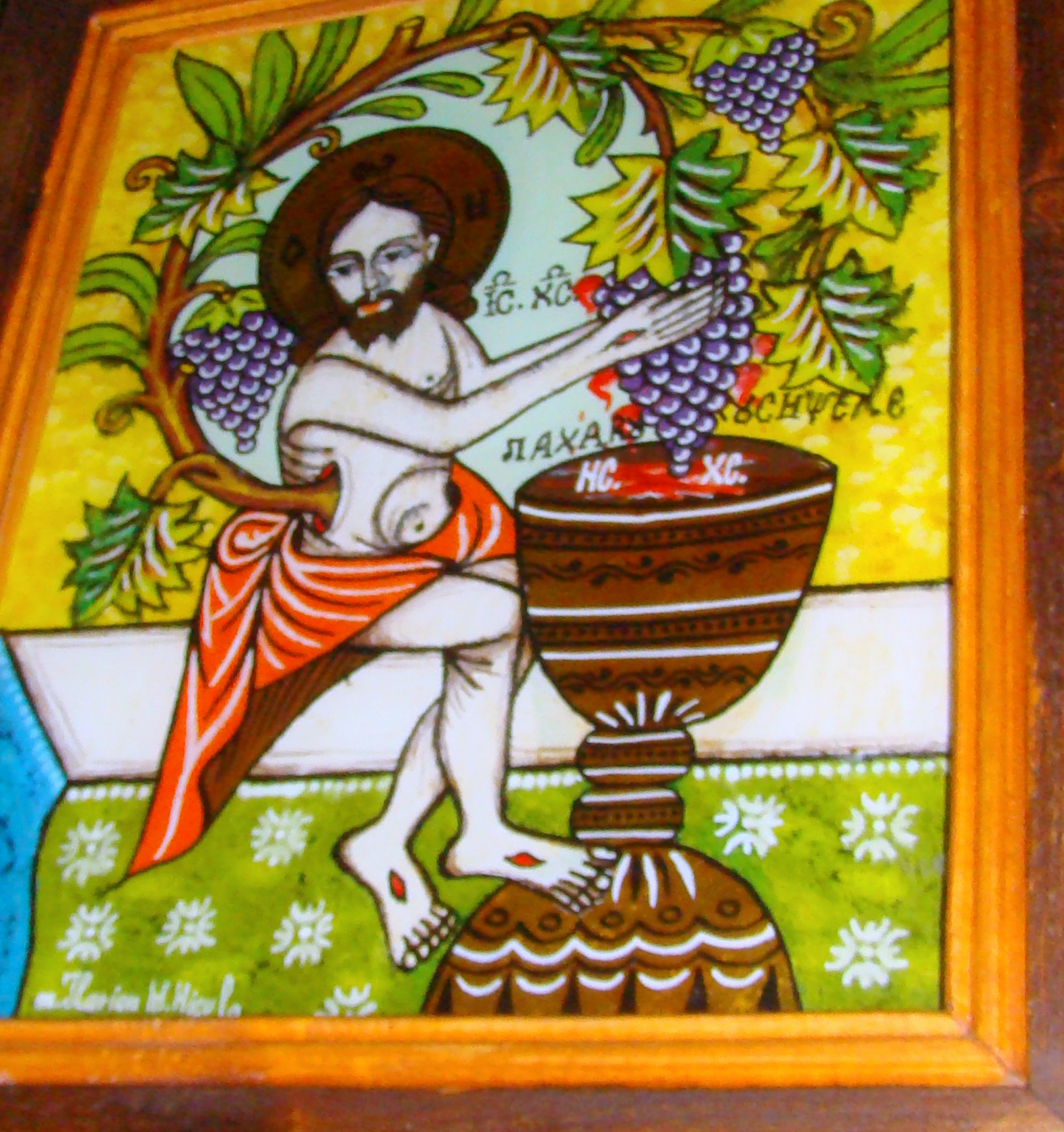
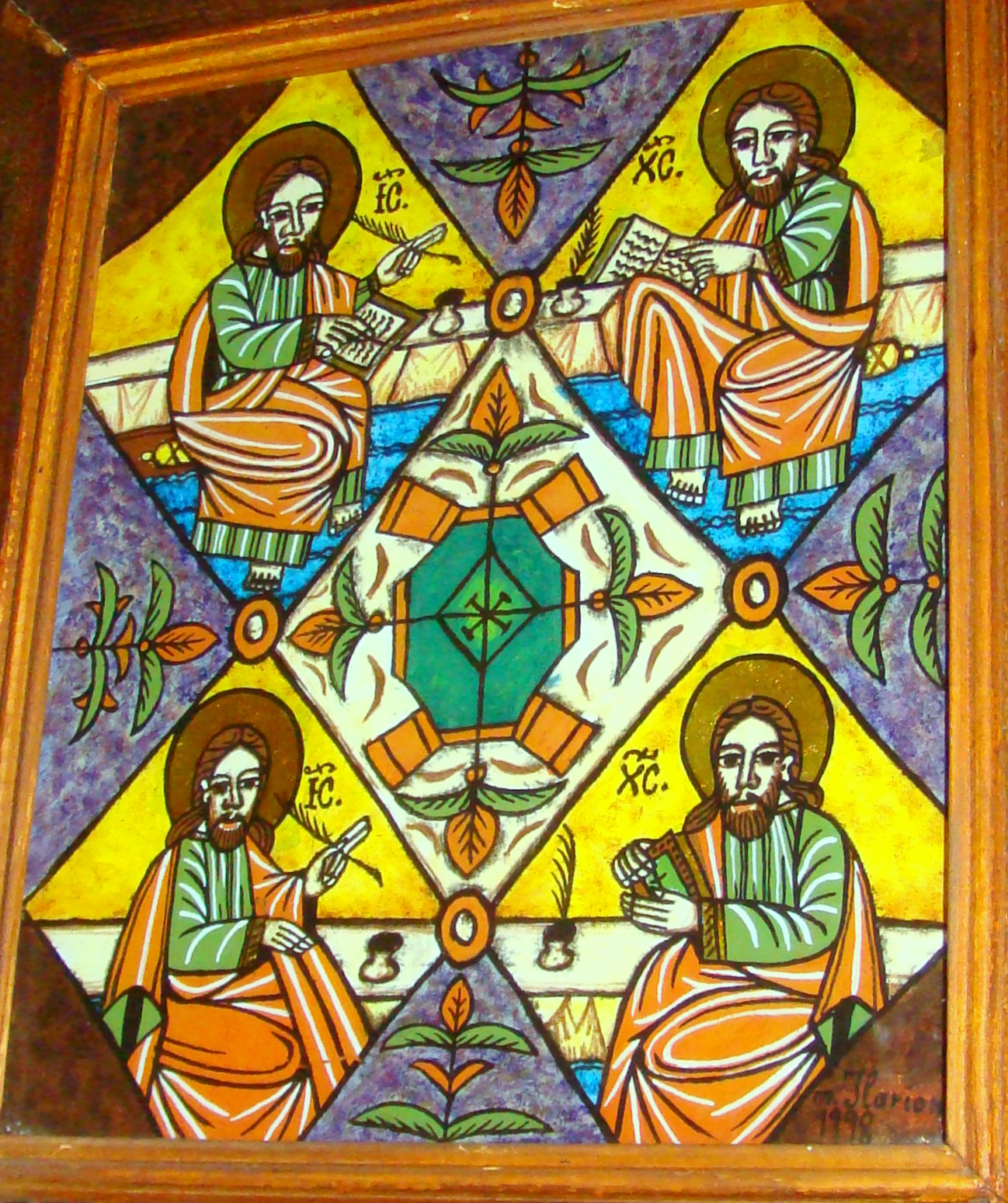
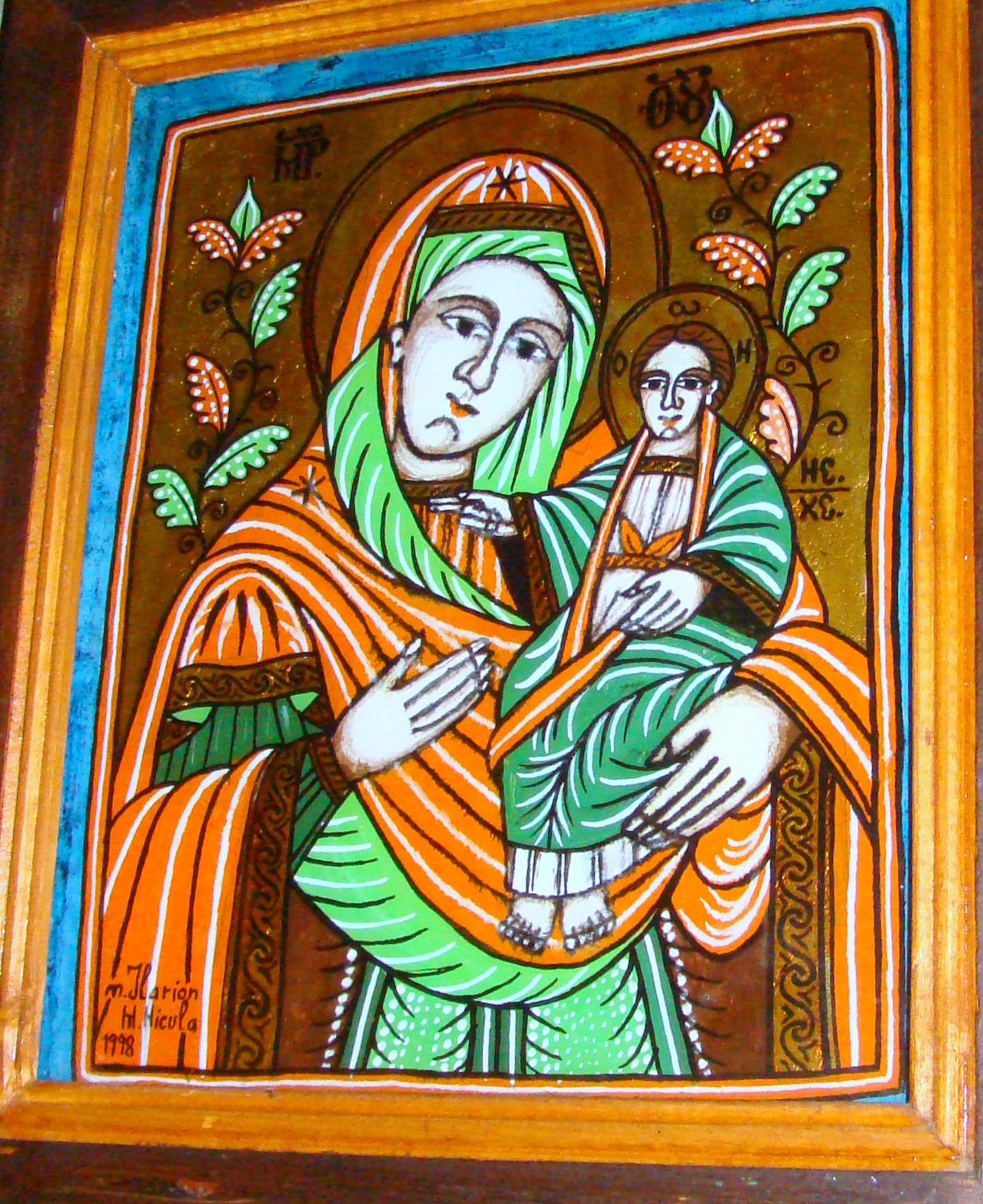
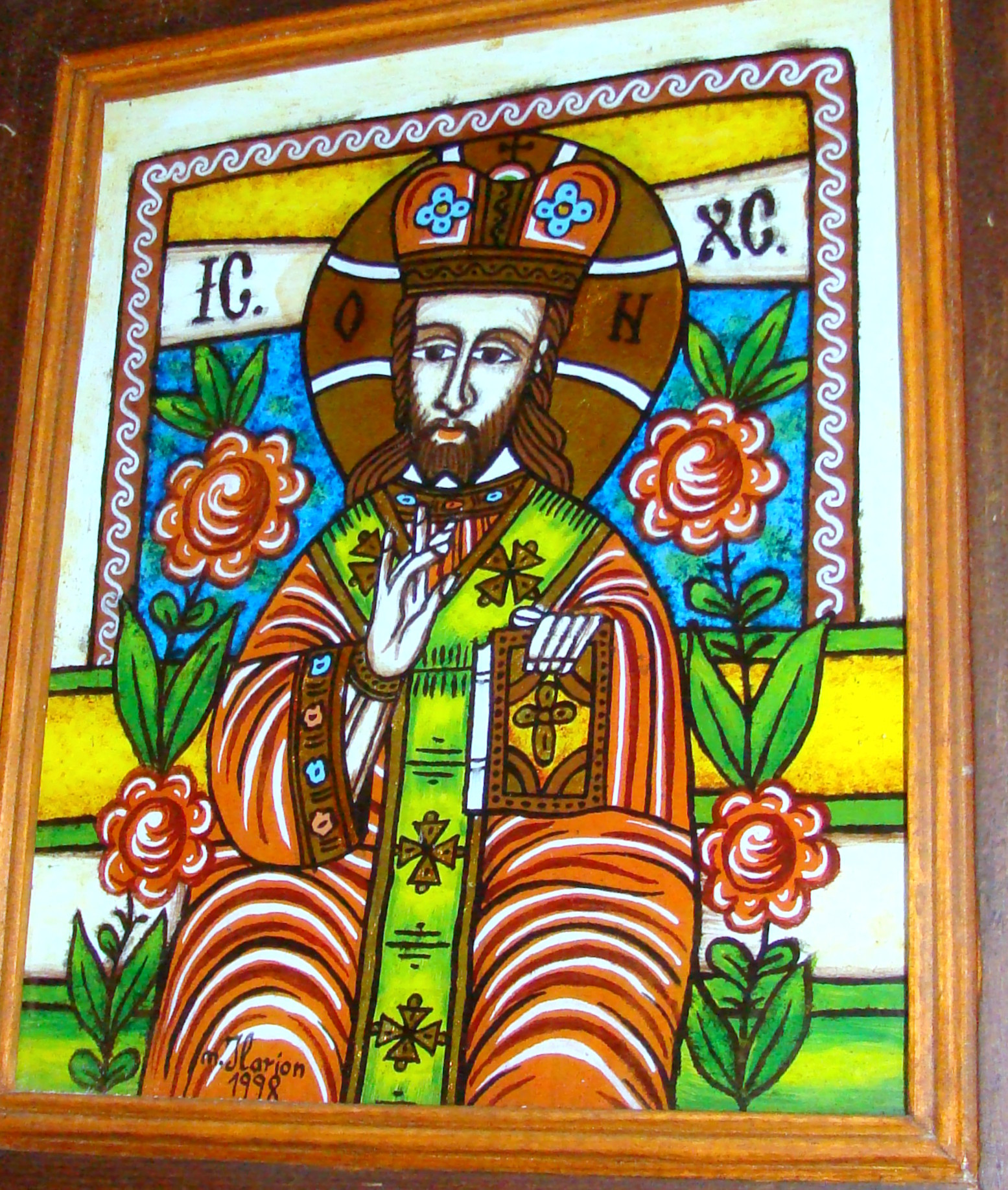
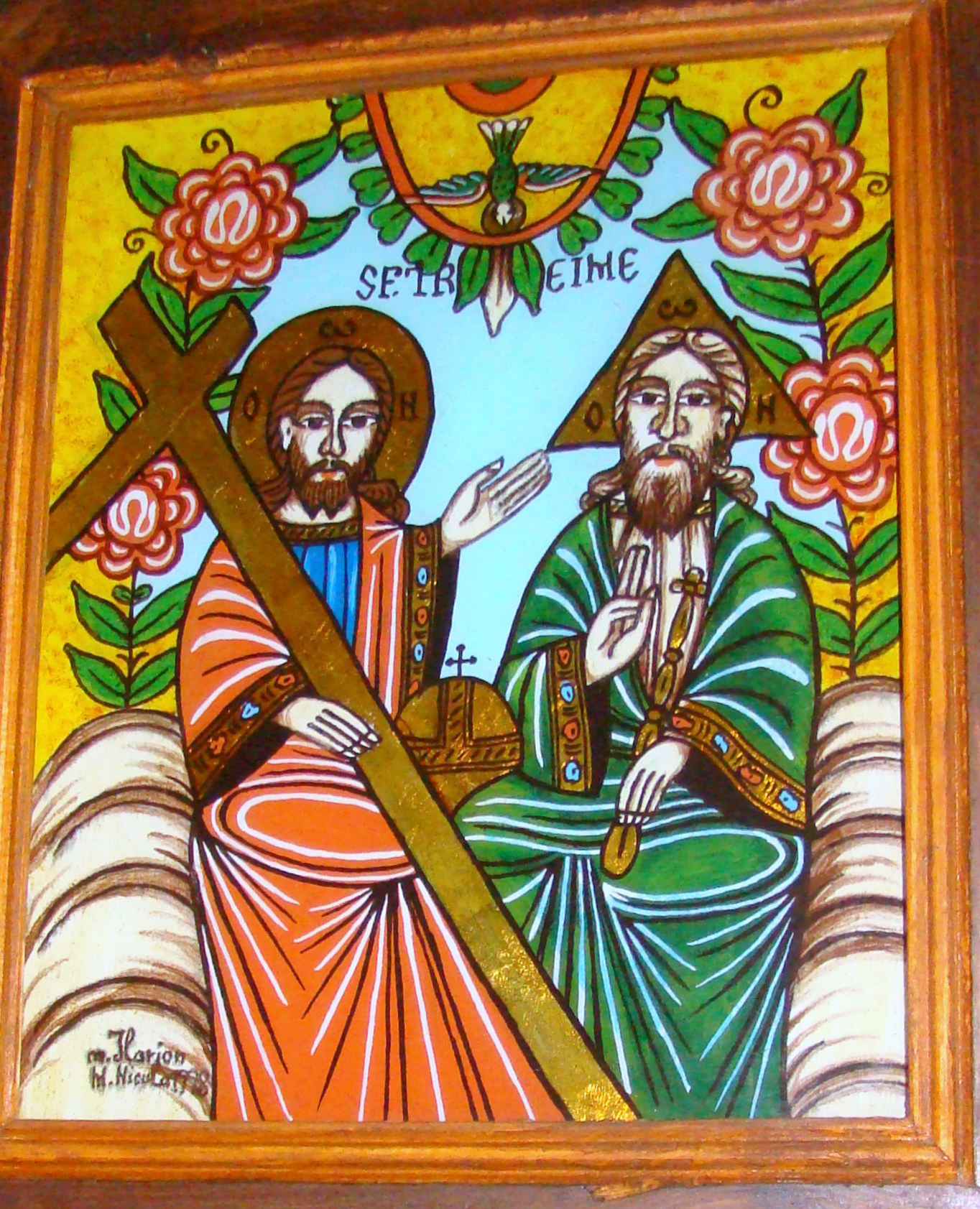
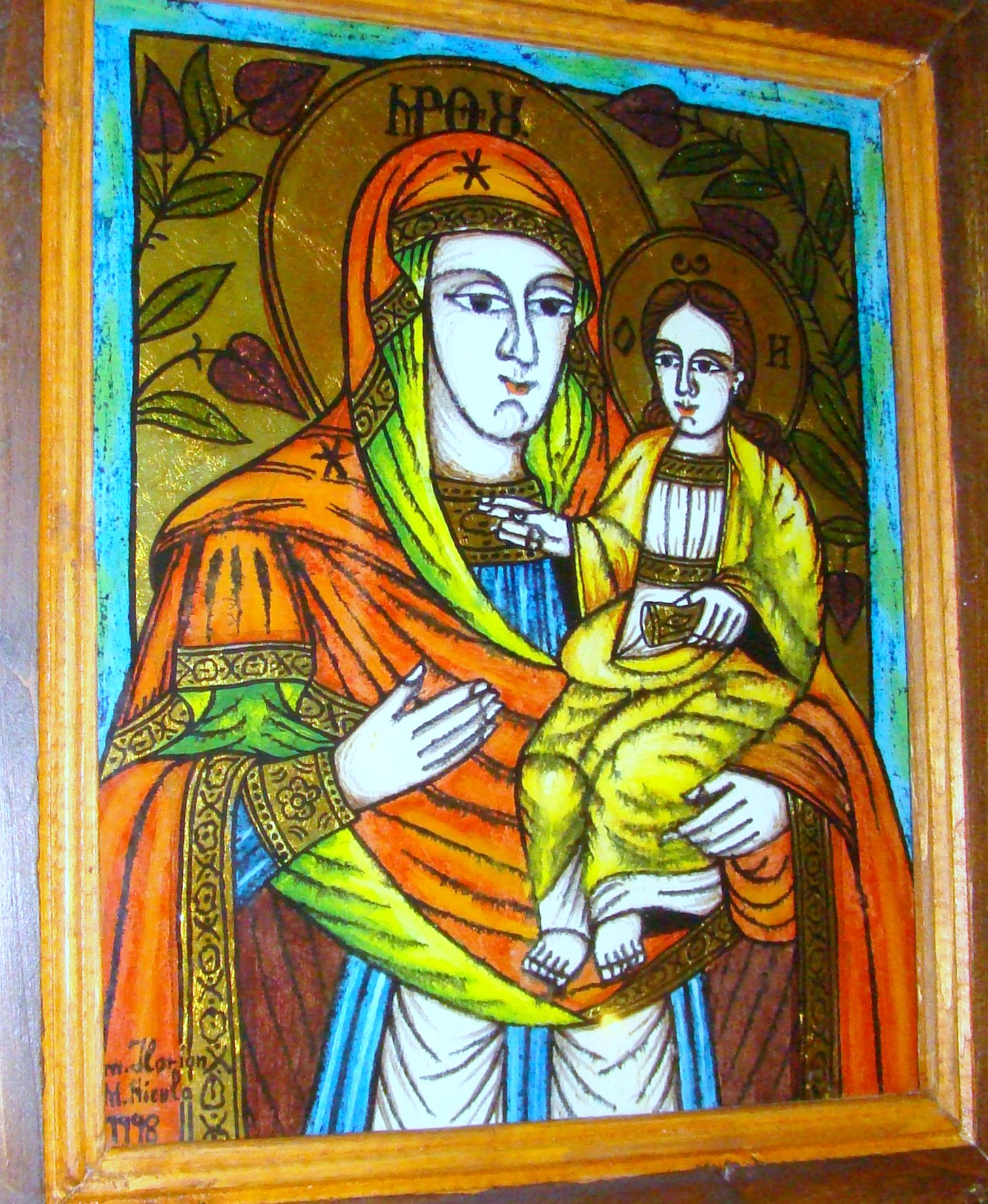
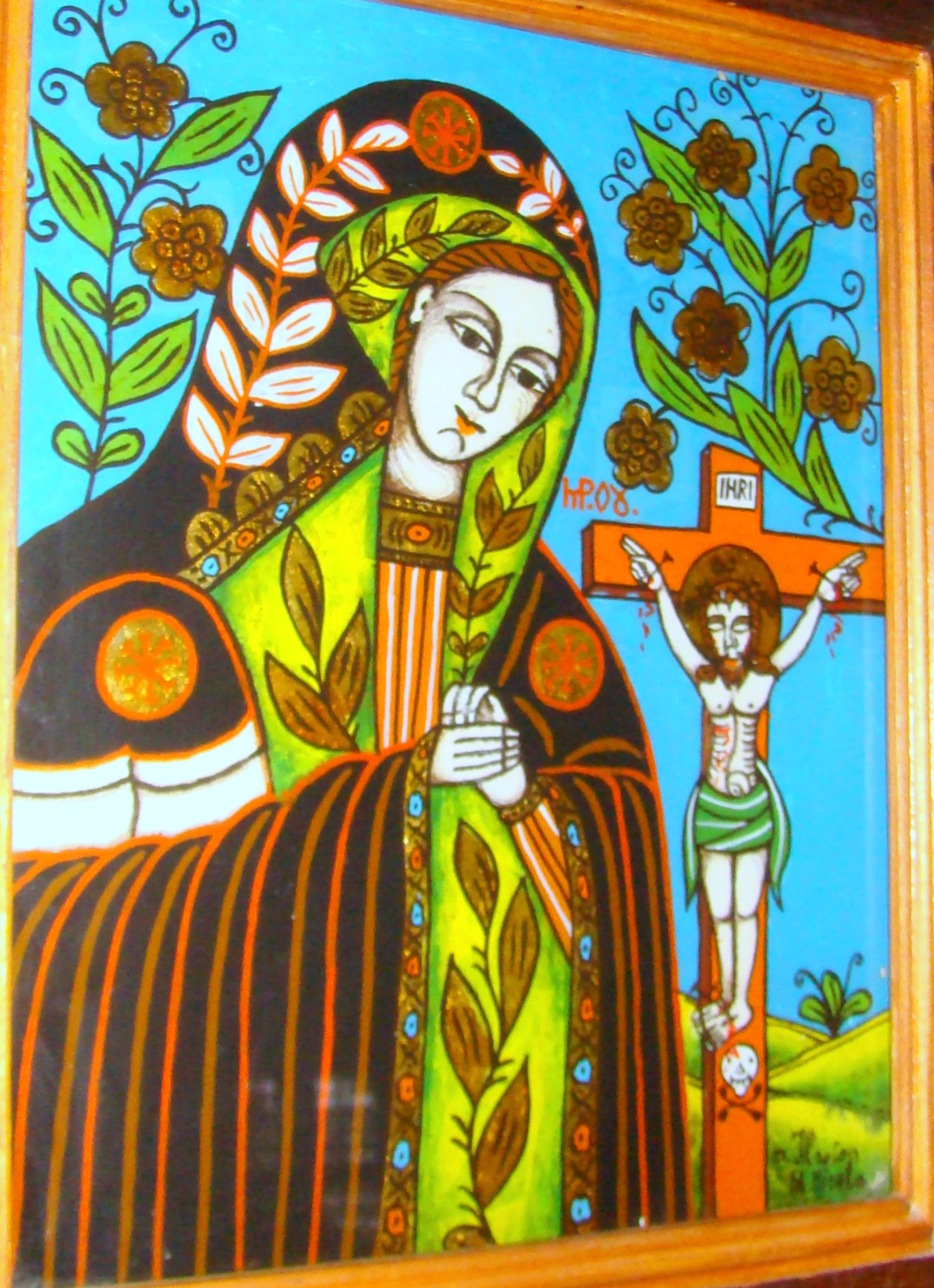
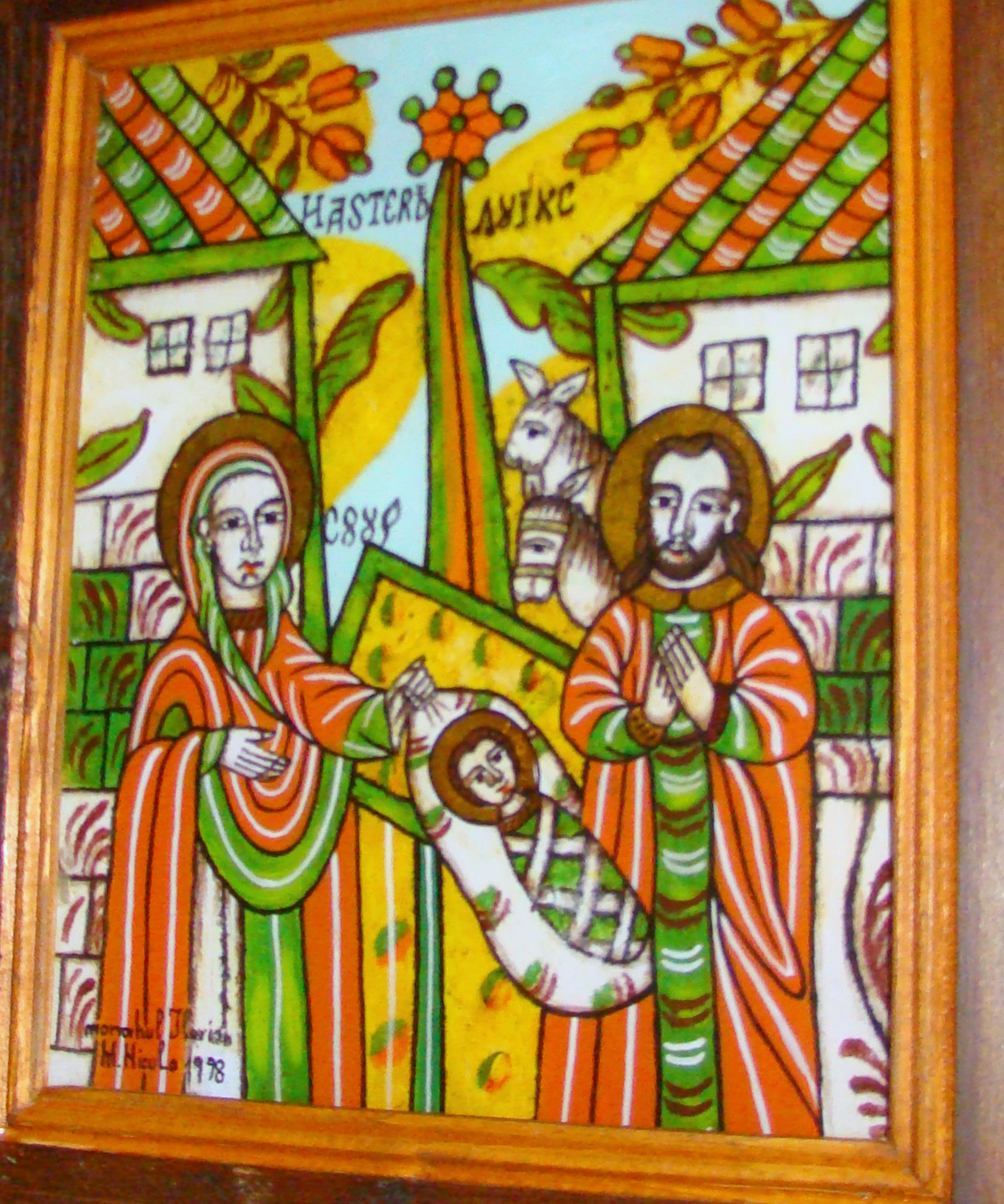
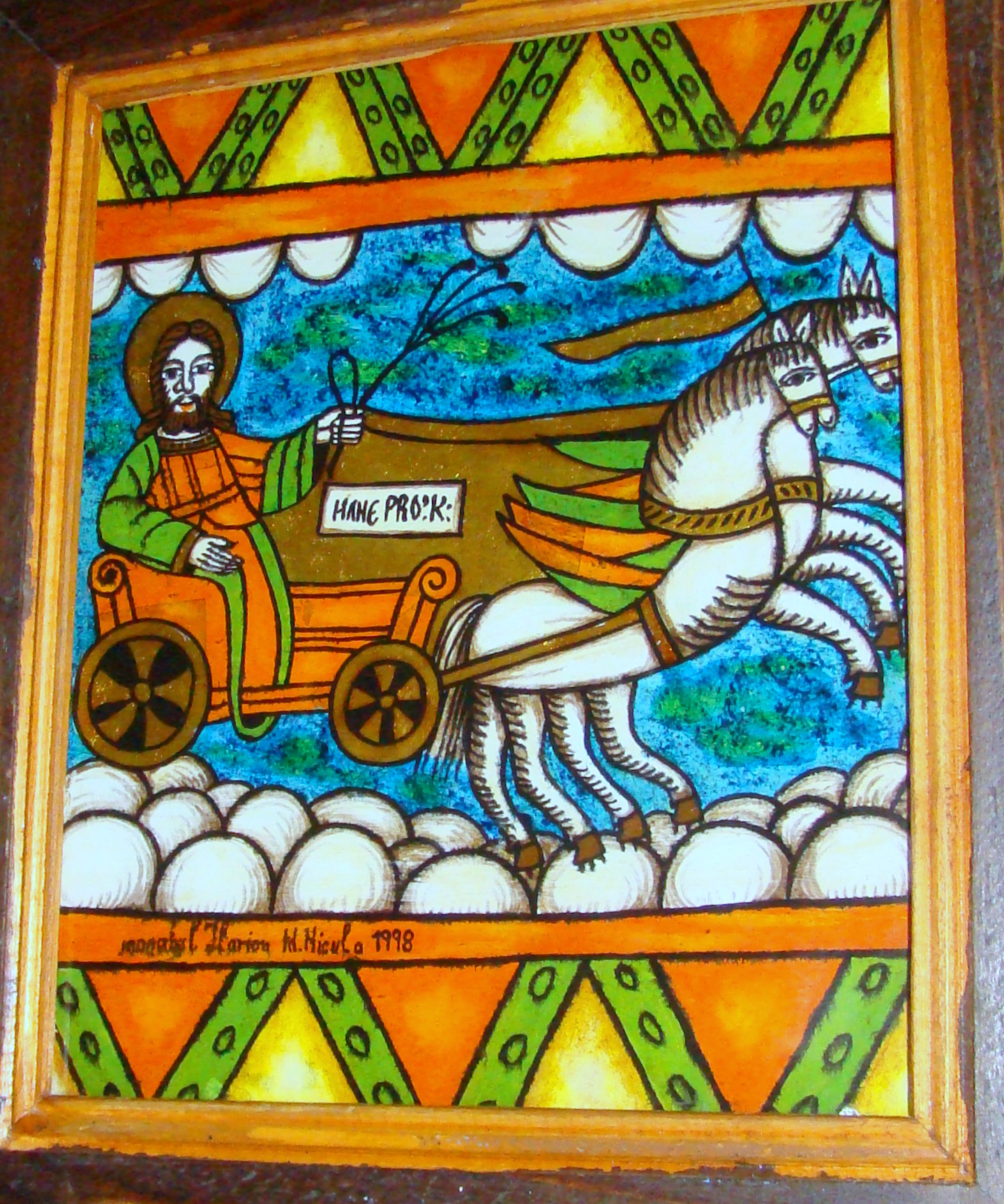
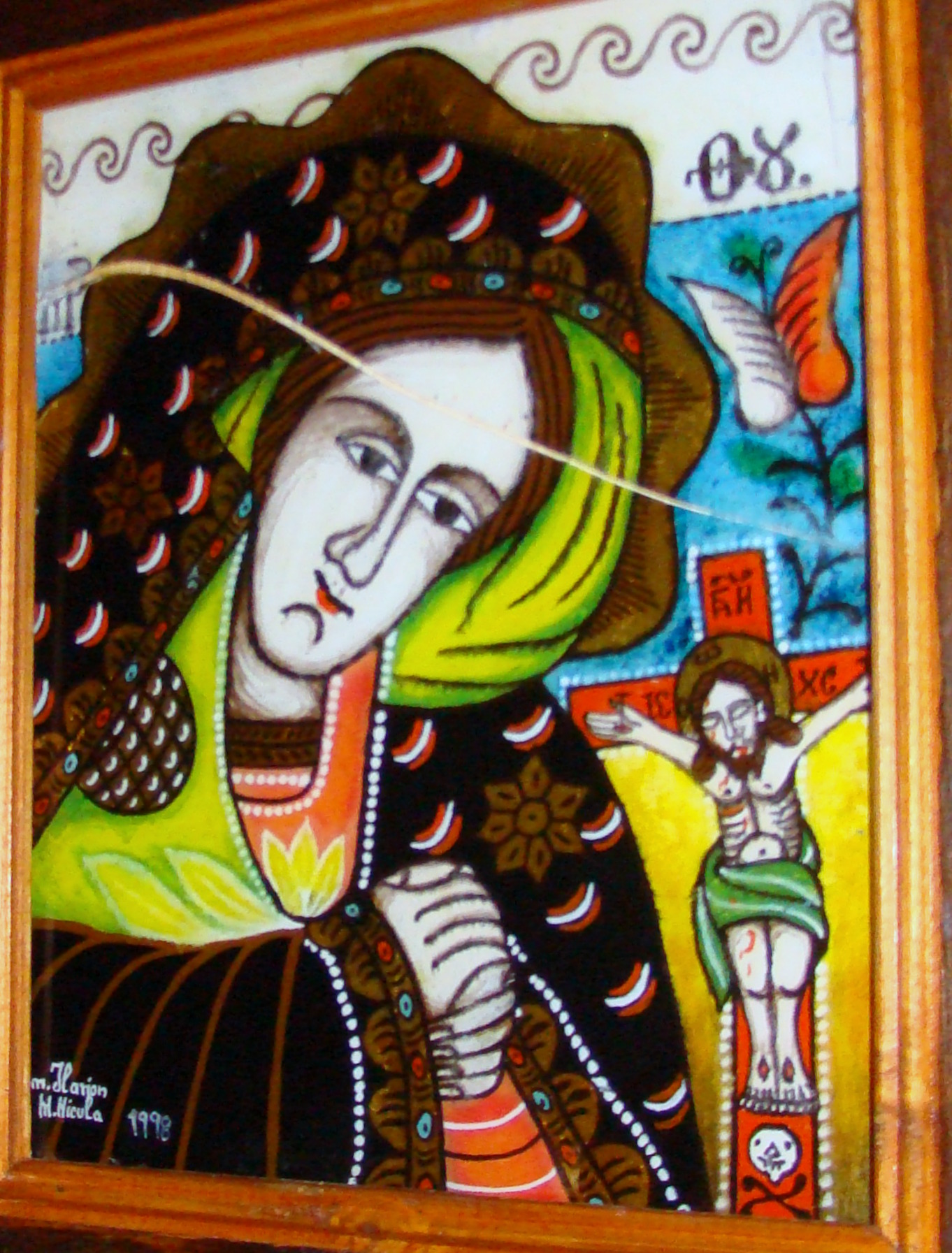
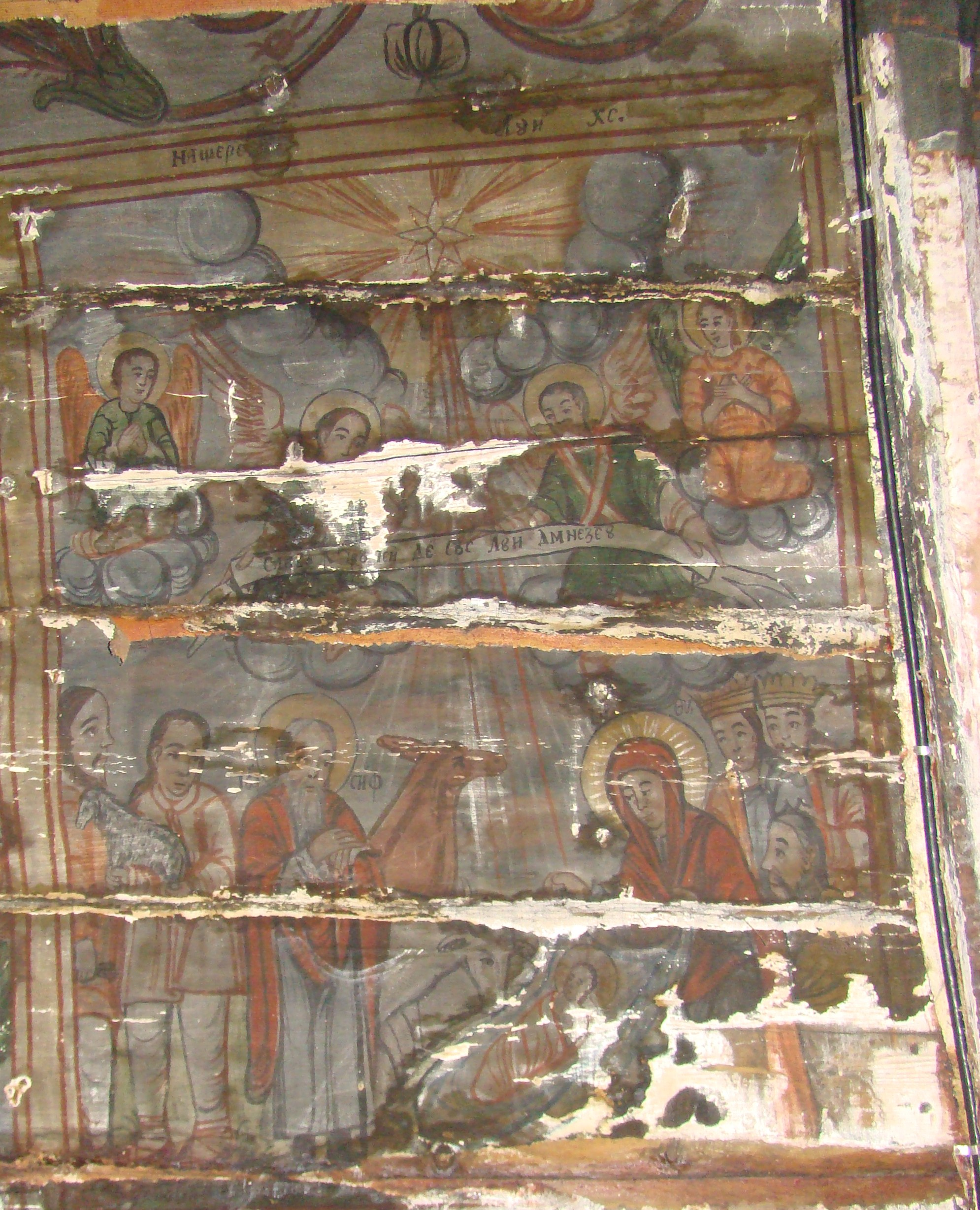
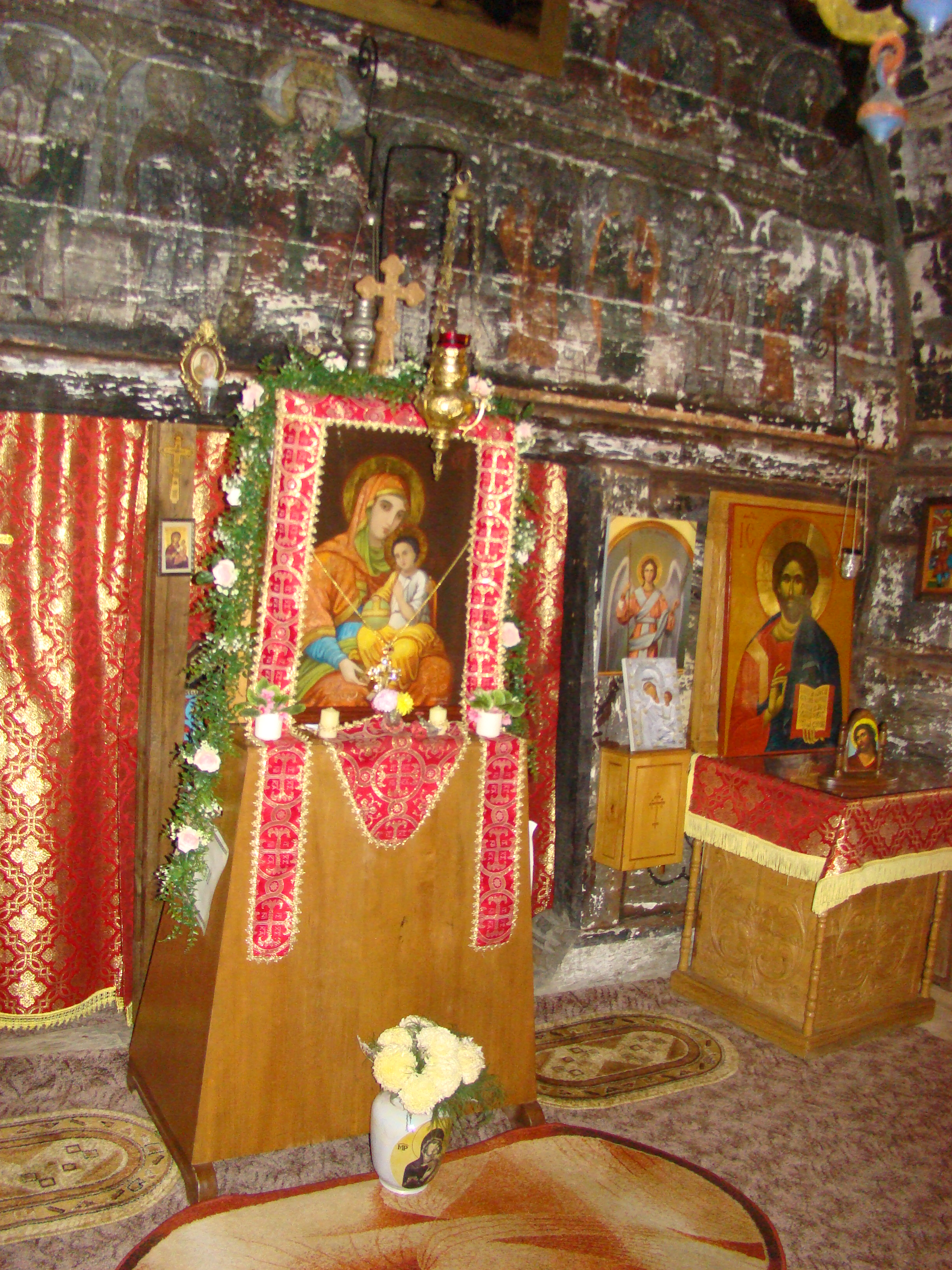
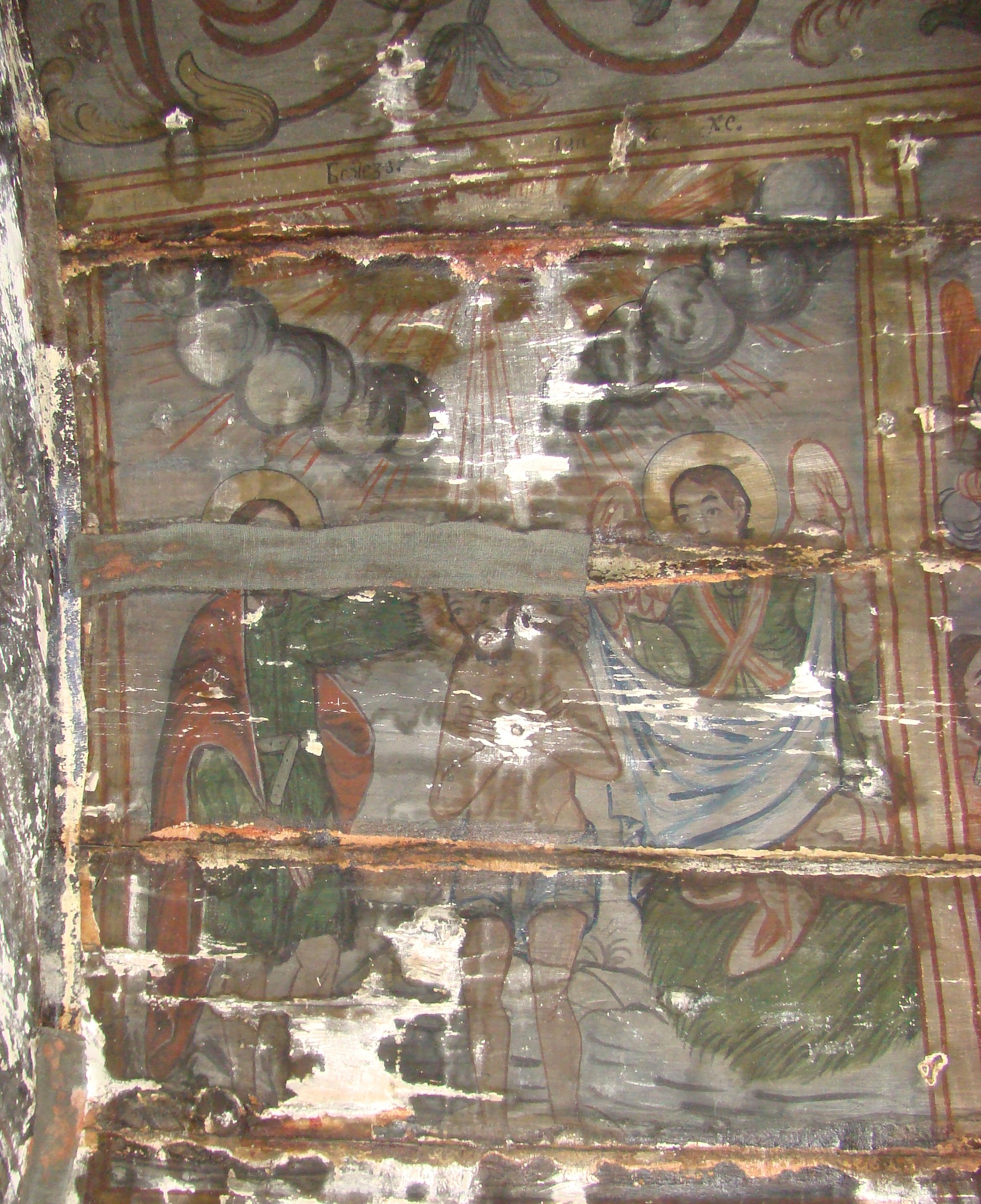
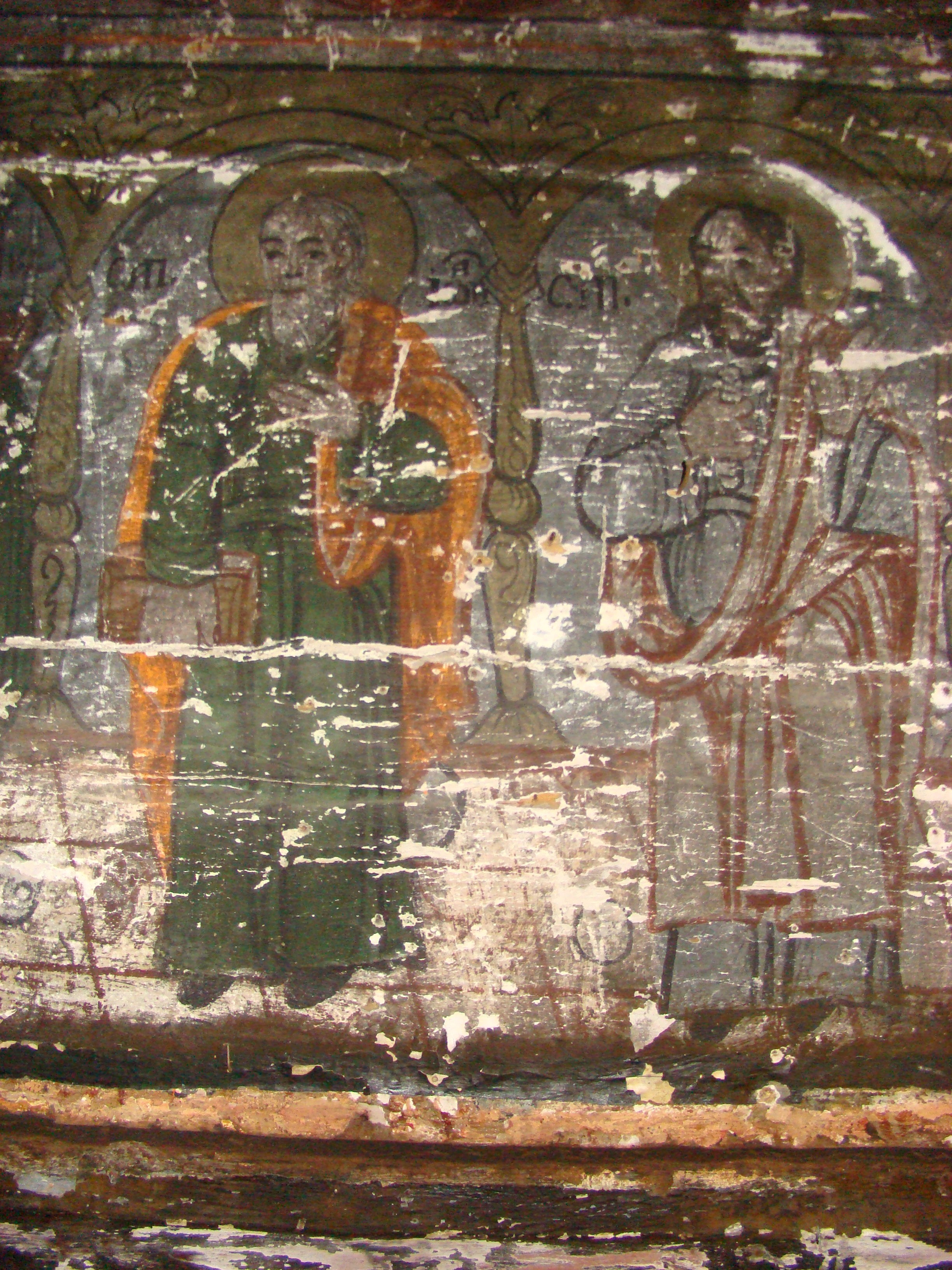
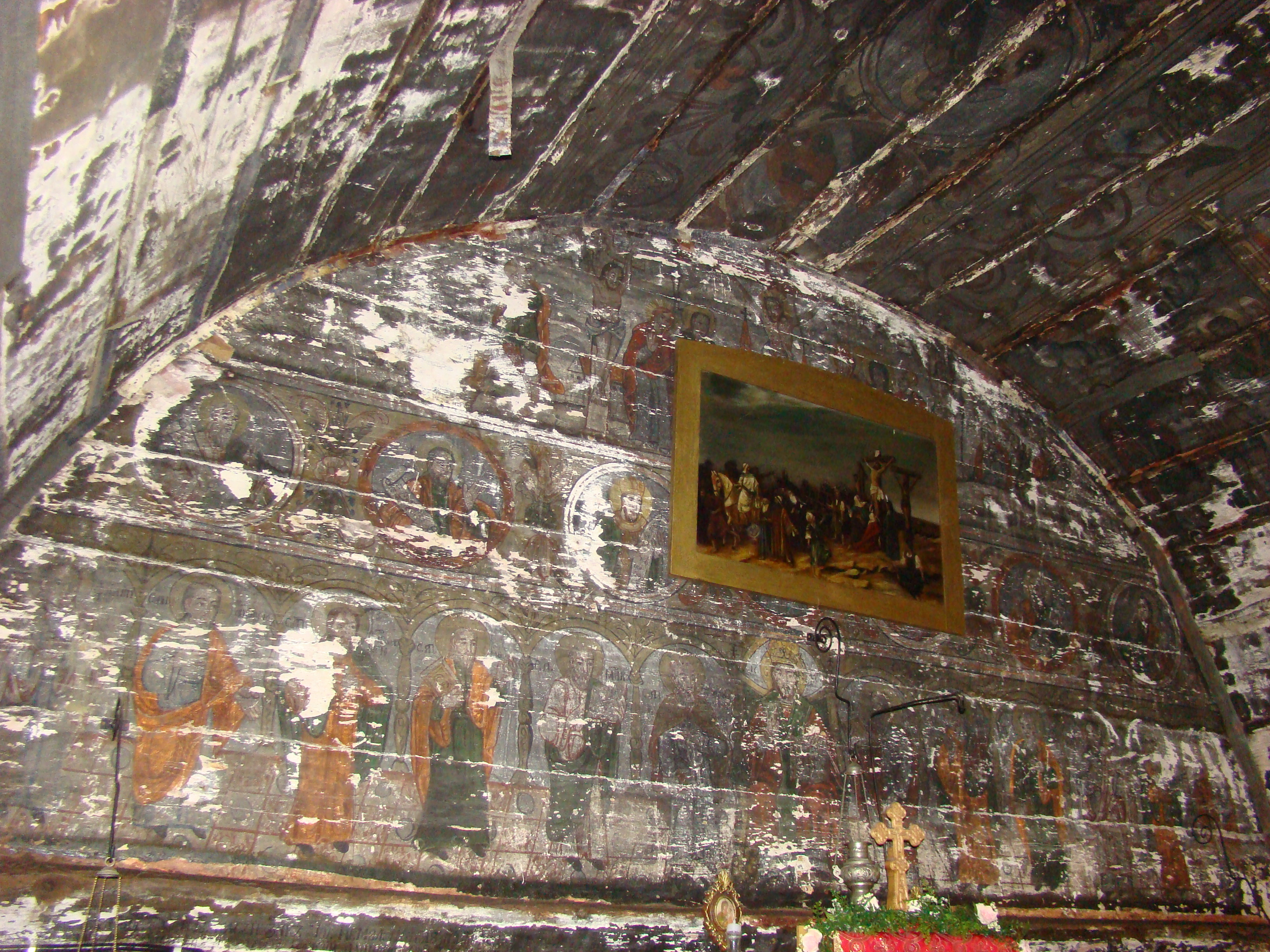
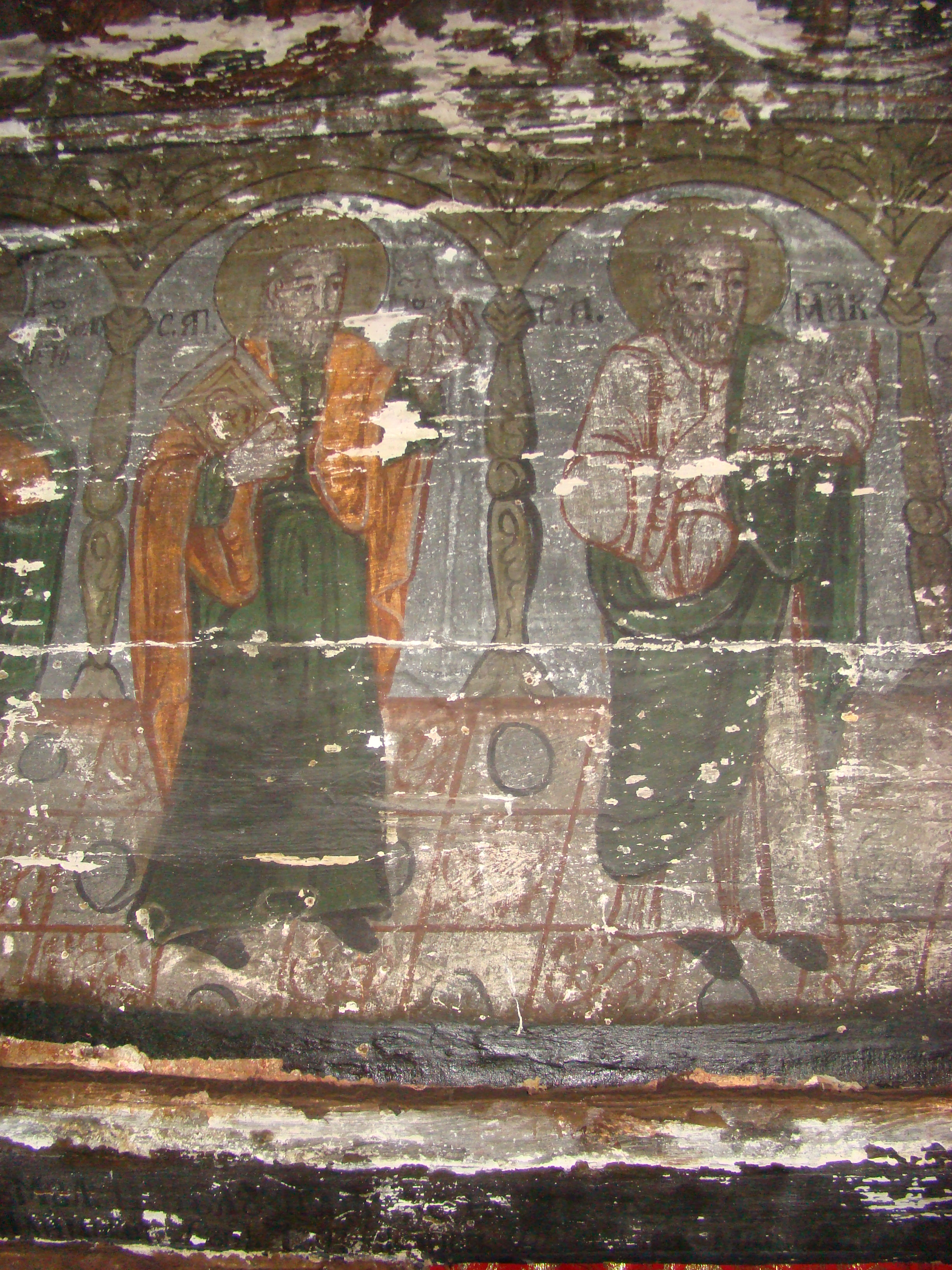
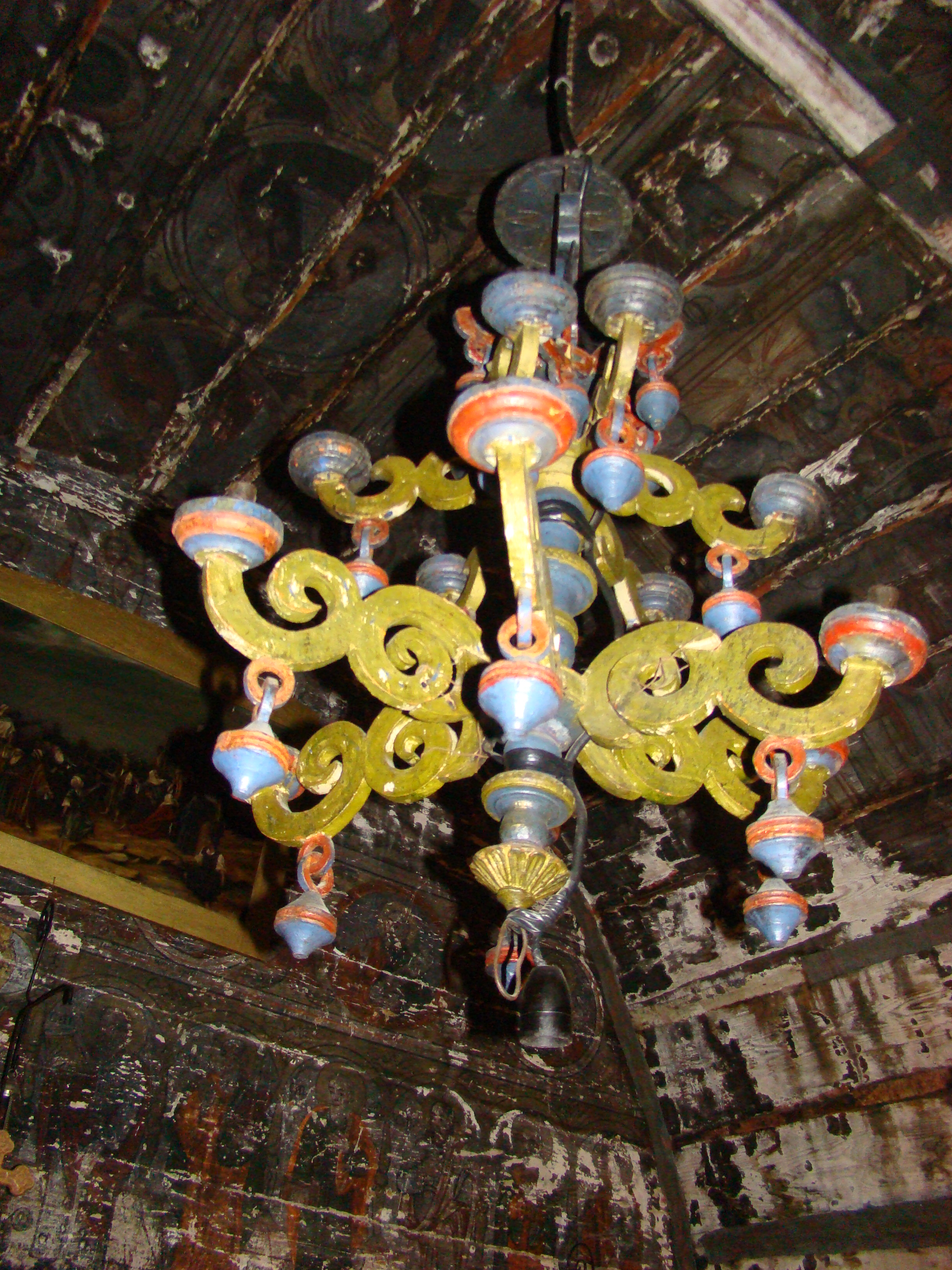
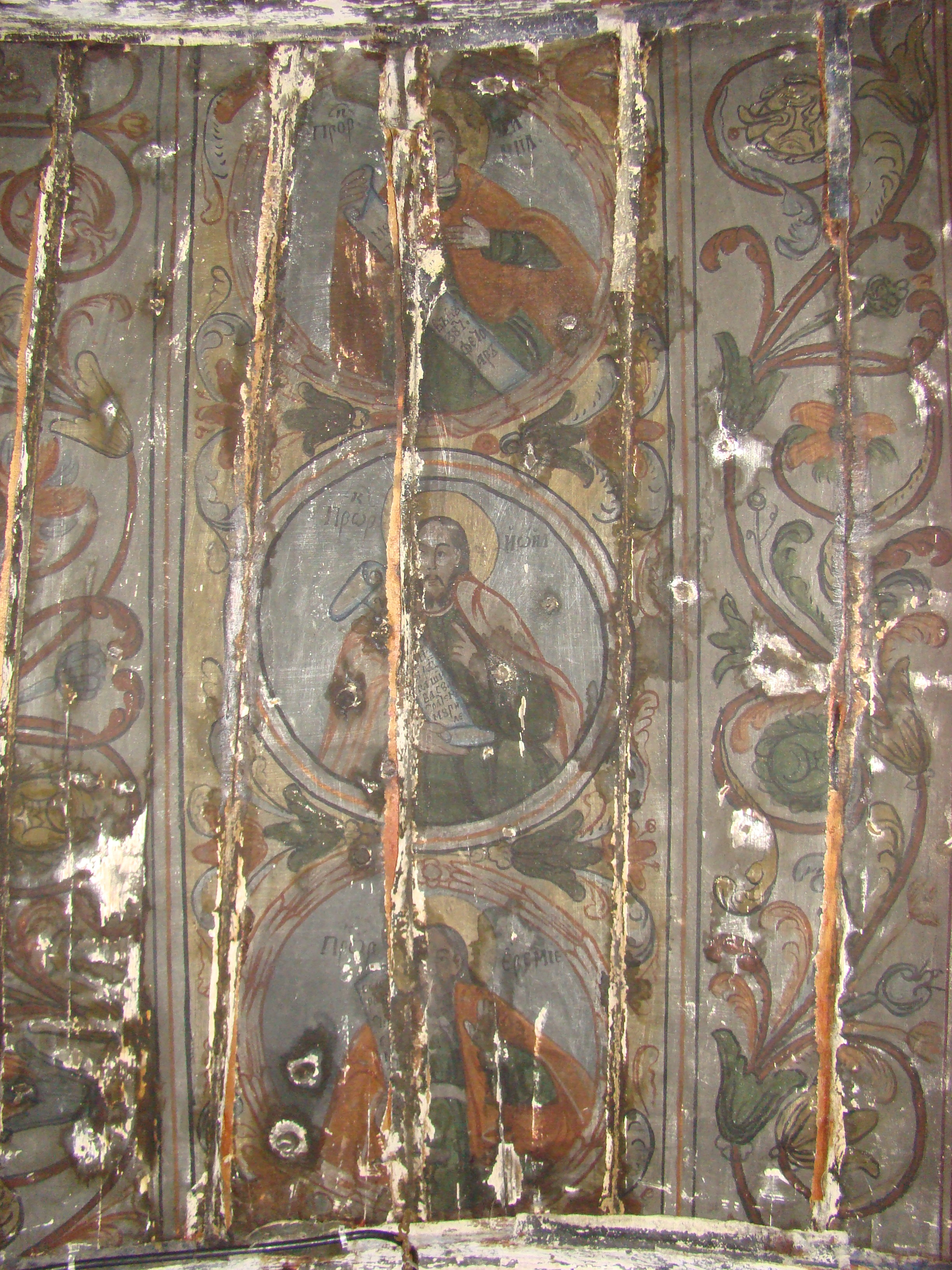
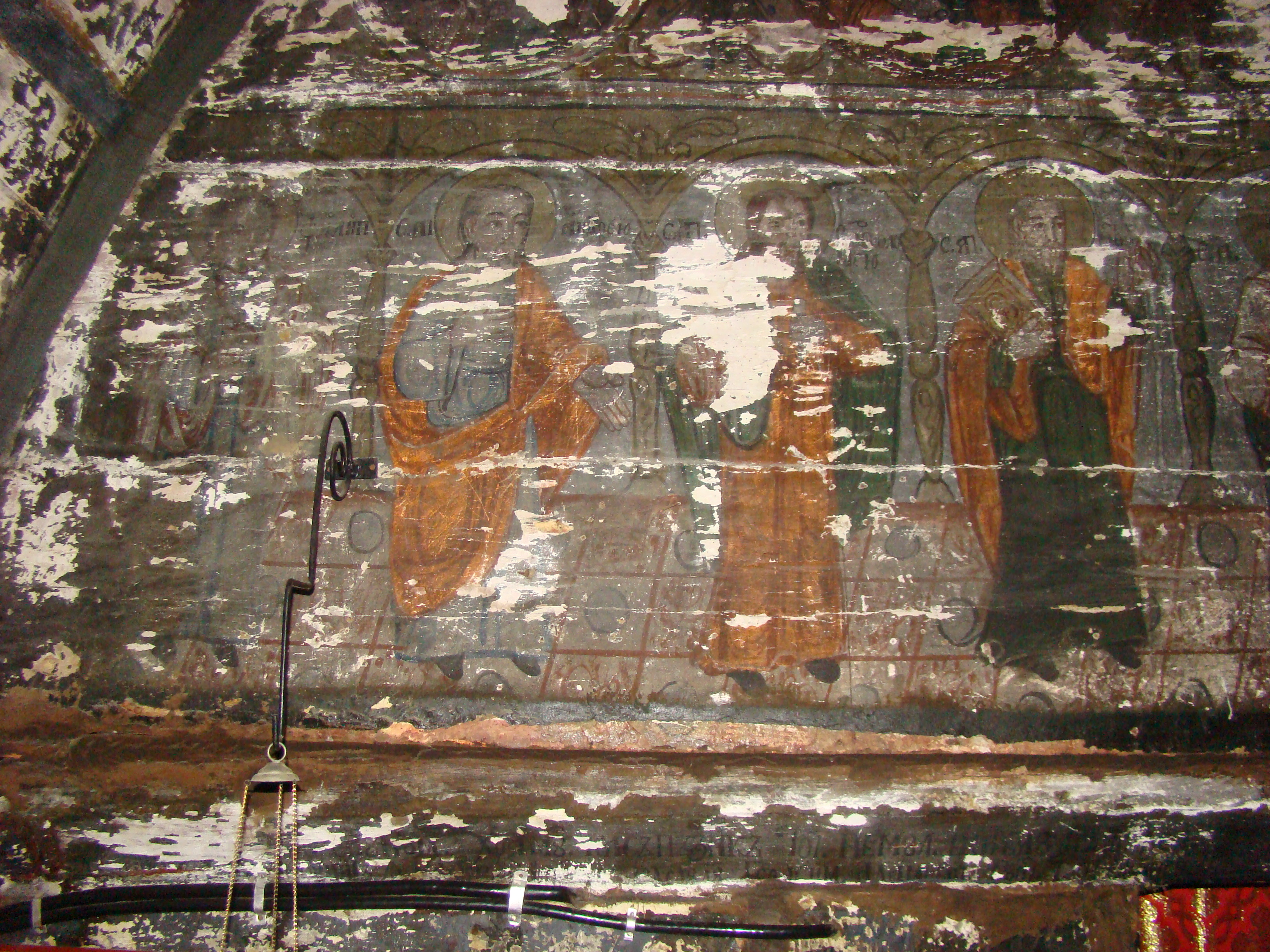
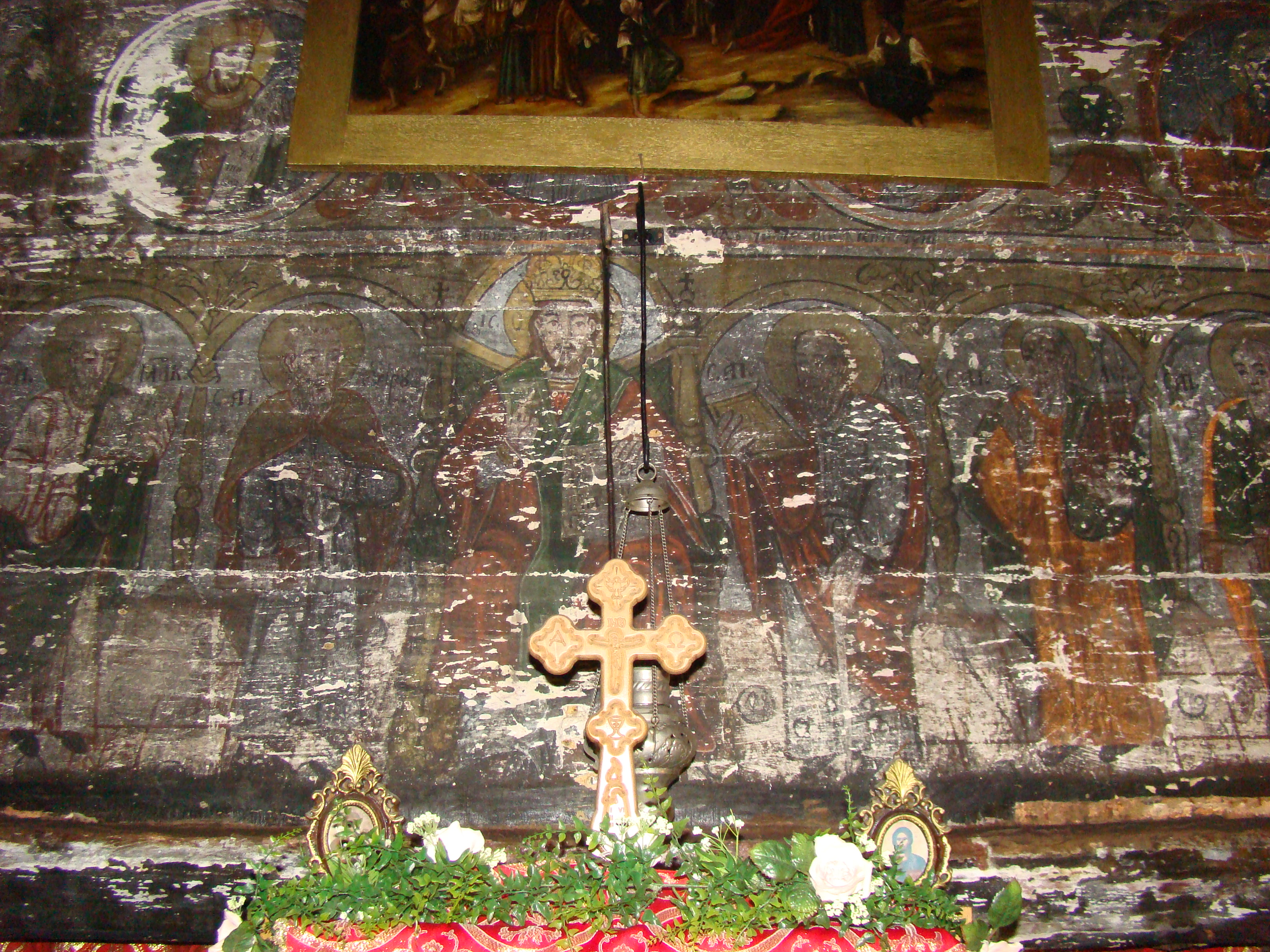
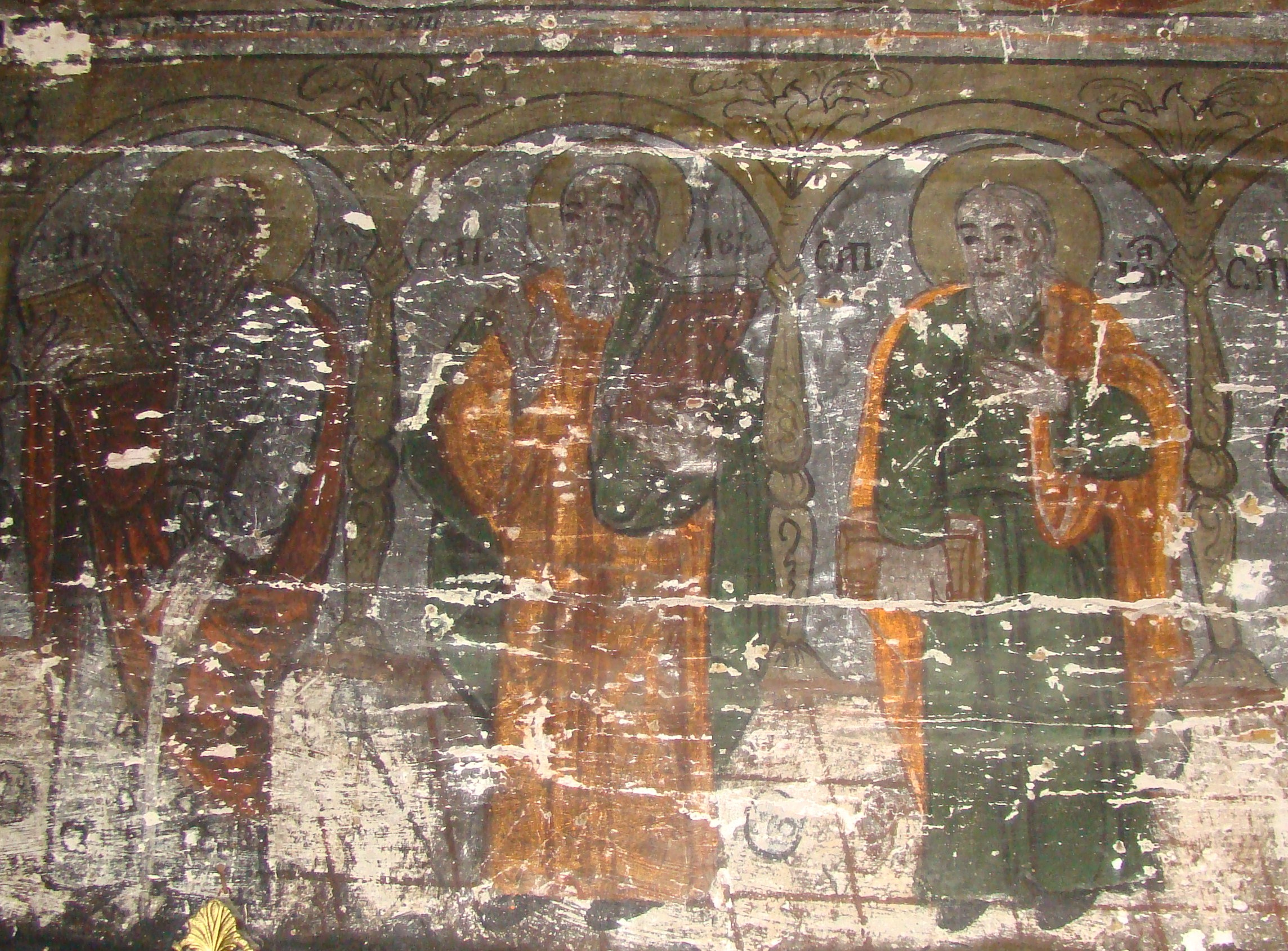
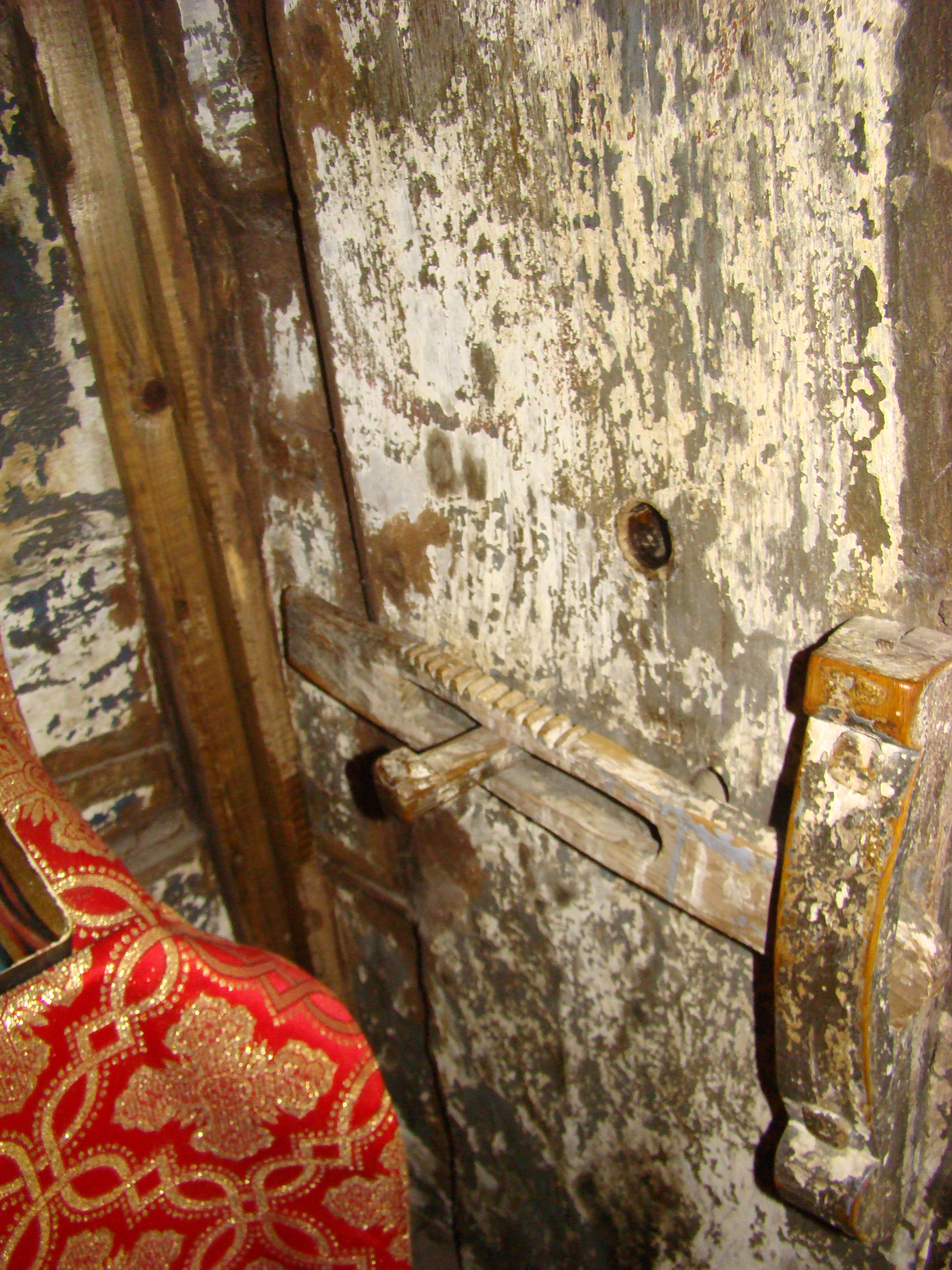
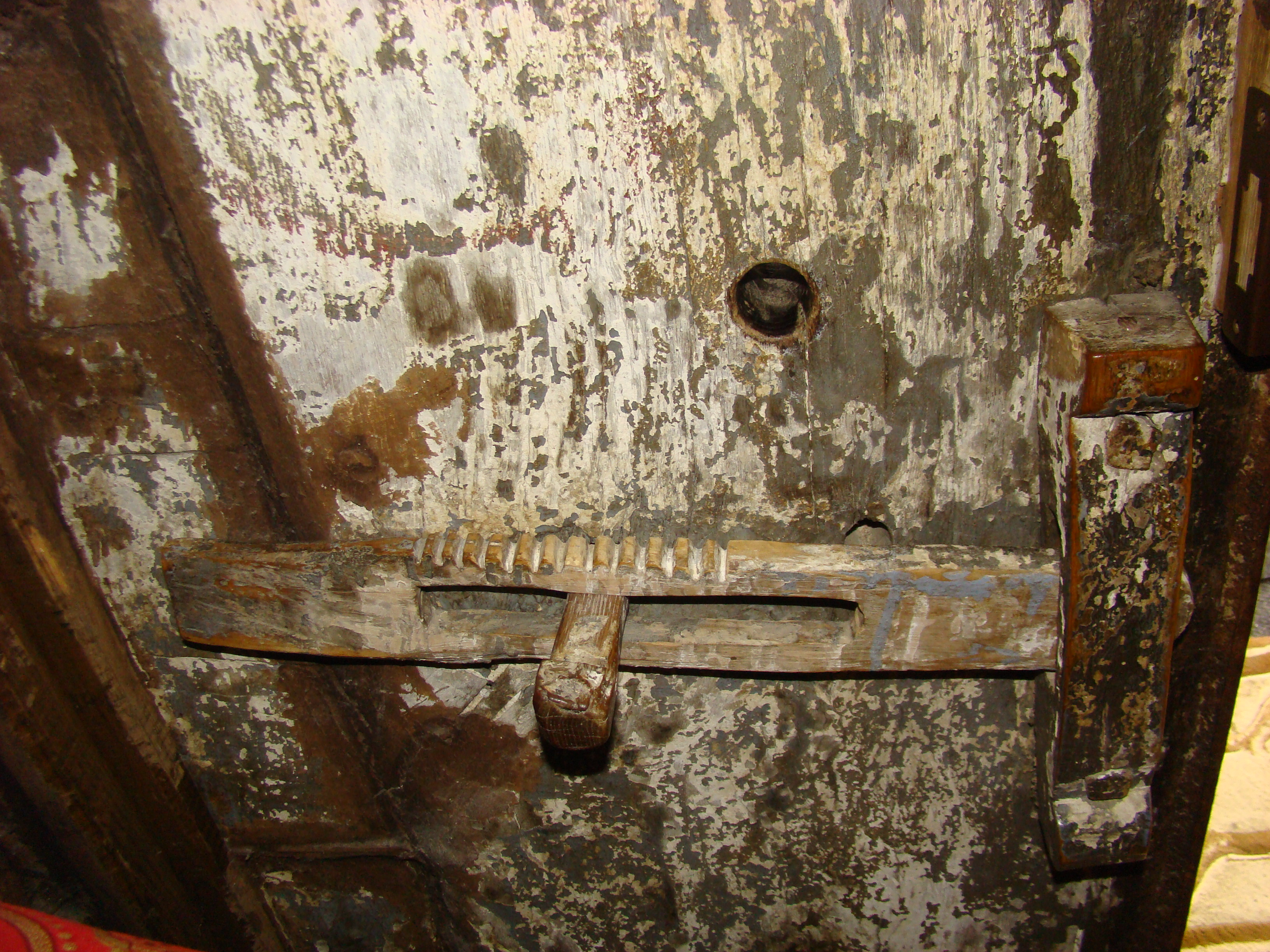
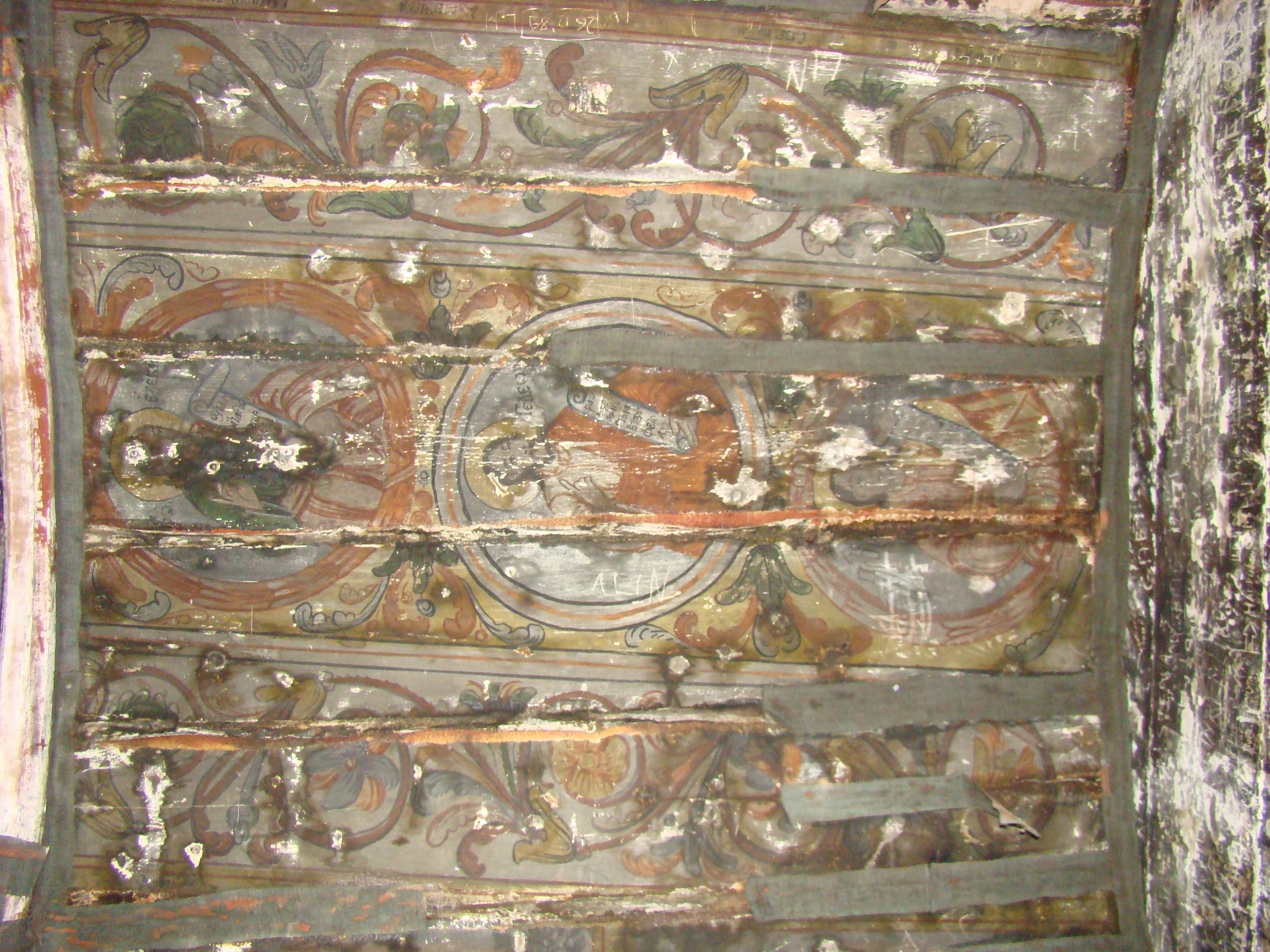